# Movimiento obrero argentino

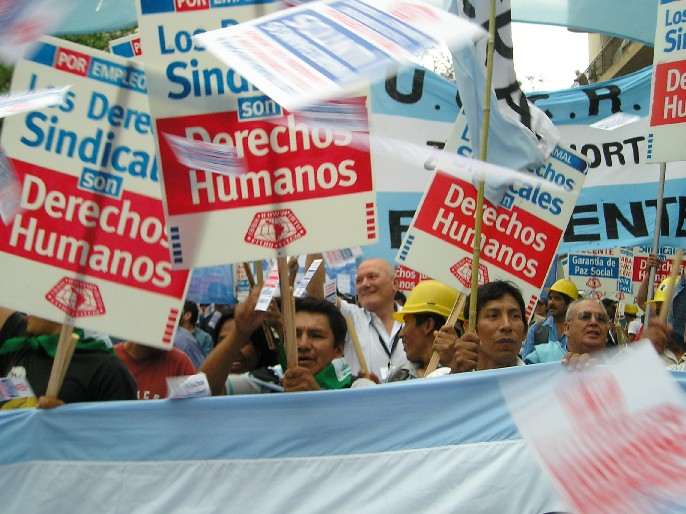
Marcha sindical en Argentina.

El movimiento obrero argentino tiene una larga y compleja historia de luchas. Con el movimiento independentista comenzó la abolición de la servidumbre y la encomienda a que estaban sometidos los indígenas y la esclavitud a que estaban sometidas las personas secuestradas en África y sus descendientes, por el Imperio español. Los gauchos llevaron adelante una contienda contra los estancieros por la tierra y el ganado cimarrón, que fue recogida por una literatura gauchesca basada en valores de justicia social y solidaridad.
Las organizaciones obreras comenzaron a crearse poco después de la mitad del siglo XIX, tanto por la comunidad afroargentina recién liberada de la esclavitud, como por grupos de trabajadores llegados en la gran ola de inmigración, como por grupos socialistas y anarquistas llegados en la gran ola de inmigración, primero como mutuales y luego como sindicatos. Con los primeros gobiernos democráticos elegidos por voto secreto y obligatorio, el sindicalismo creció, las huelgas fueron legitimadas y la negociación colectiva fue promovida, aunque simultáneamente el movimiento obrero fue objeto de grandes masacres. A partir de la década de 1920 se desarrollaron grandes y poderosos sindicatos por rama de industria que confluyeron en la Confederación General del Trabajo (CGT). A partir de 1943 los sindicatos influyeron fuertemente en la formación del peronismo, accediendo al poder político por primera vez. En la segunda mitad del siglo XX, la persecución al peronismo y las violaciones de derechos humanos cometidas por las dictaduras y el terrorismo de Estado, tuvieron al movimiento obrero como una de sus principales víctimas.
Luego de la recuperación de la democracia en diciembre de 1983 y la plena vigencia de los derechos sindicales, hubo un fuerte crecimiento de la cantidad de sindicatos, a razón de 63 sindicatos nuevos por año. La adhesión a los sindicatos registró un repunte en la década de 1980, un retroceso en la década de 1990 —en la que aparecieron organizaciones piqueteras de desocupados— y un nuevo repunte en las dos primeras décadas del siglo XXI, plazo este último en el que el sindicalismo argentino logró por primera vez en su historia discutir anualmente los salarios y condiciones de trabajo en negociaciones colectivas anuales y a la vez multiplicar por cuatro la cantidad de representantes sindicales electos por el personal en los lugares de trabajo.
Desde fines del siglo XX, la globalización ha impactado en el movimiento obrero argentino, impulsando la actividad sindical internacional, en organizaciones sindicales regionales y globales.

## Luchas laborales anteriores al sindicalismo

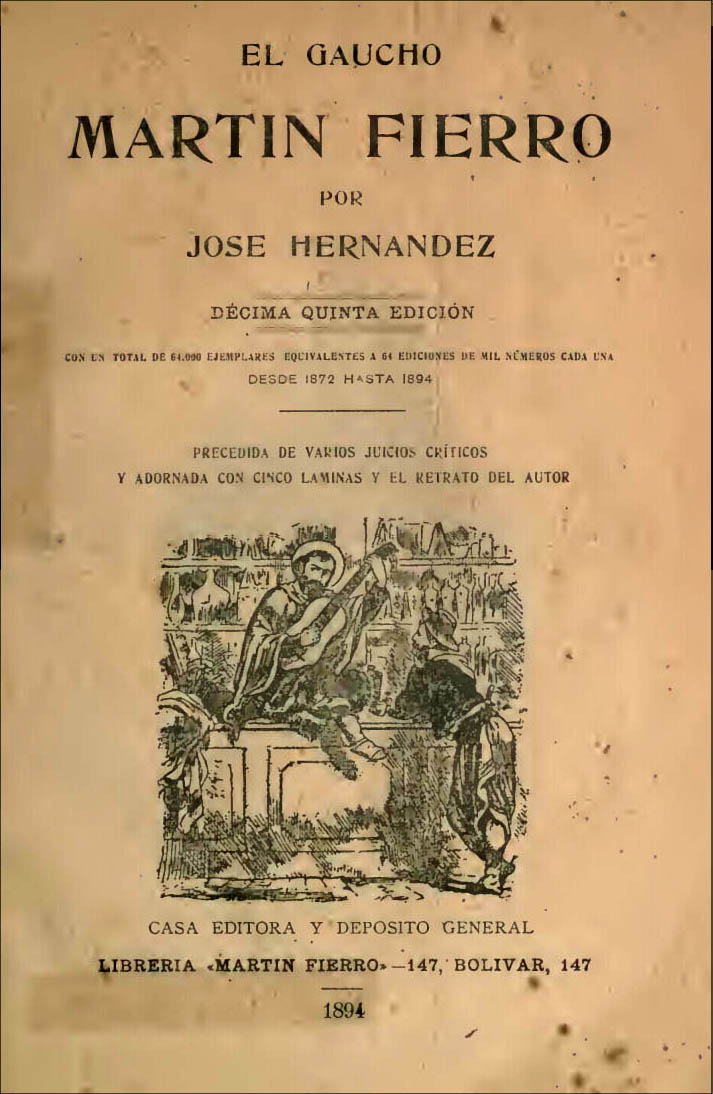
Los gauchos protagonizaron una de las primeras luchas laborales de la historia argentina. Parte del movimiento sindical reivindicará las luchas gauchas y tomará el Martín Fierro como un manifiesto de la lucha por la justicia social.

El Imperio español impuso en parte del actual territorio argentino una combinación de sistemas de trabajo forzado que combinaban la esclavitud, la servidumbre y la encomienda, con un régimen racista que clasificaba a la población en razas y cruzas o castas, según el cual la «raza blanca» tenía la supremacía, mientras que la «raza india», la «raza negra» y las castas debían estar subordinadas a aquella. Ante la mortandad generalizada de los indígenas, España introdujo también decenas de miles de africanos subsaharianos secuestrados y convertidos en esclavos. Las guerras de resistencia y los levantamientos indígenas durante la colonia, como los que lideraron ejemplarmente Lautaro, Caupolicán, Juan Calchaquí, Quipildor, Viltipoco, Túpac Amaru o Túpac Katari, incluyeron aspectos laborales por su rechazo de los métodos coloniales de explotación. Un caso especial de lucha laboral durante la colonia se produjo en las misiones jesuíticas guaraníes, que organizaron comunidades indígenas sin propiedad privada en abierta confrontación al régimen de encomienda. Las misiones guaraníes serían una de las fuentes de inspiración para la creación del socialismo europeo en el siglo XVIII.
En la región pampeana, la existencia de gran cantidad de vacunos salvajes o cimarrones, promovió la aparición de un tipo de campesinos libres llamados gauchos -o chinas cuando se trataba de una mujer-, que desde fines del siglo XVIII entraron en conflicto con los estancieros por el acceso a los vacunos y la tierra.
La Revolución de Mayo de 1810 abrió una política abolicionista tanto de la servidumbre indígena y la encomienda, como de la esclavitud. La Asamblea del Año XIII abolió la servidumbre indígena y la encomienda y decretó la libertad de vientres (libertad de los nacidos de esclava), pero los propietarios de esclavos obtuvieron que se permitiera la figura del criado o liberto, que autorizaba el trabajo gratuito hasta la mayoría de edad, o luego por remuneraciones menores que las que recibían los trabajadores libres. Los gauchos adhirieron masivamente al ideal independentista y le inyectaron prácticas democráticas y colectivas, despreciadas por las élites con el calificativo de "democracia bárbara", al punto que "la acepción gaucho podía extenderse prácticamente a todos los hombres que luchaban por la independencia".
Luego de la Revolución de Mayo la lucha entre gauchos y estancieros se trasladó a la vida política. Una de sus primeras manifestaciones fue el Reglamento de tierras de 1815 promulgado por José Gervasio de Artigas para la Liga Federal. El Reglamento de Artigas repartía igualitariamente la tierra entre los trabajadores sin distinción de razas ni castas, incluyendo la regla de que "los más infelices sean los más privilegiados". Por otra parte, casi simultáneamente, los estancieros lograron que en las Provincias Unidas del Río de la Plata se sancionaran leyes de conchavo, que obligaban a los gauchos a llevar siempre una "papeleta" que demostrara que estaban trabajando para algún estanciero bajo pena de prisión o reclutamiento militar forzado. En las guerras civiles los gauchos tendieron a adherir al Partido Federal, exigiendo constantemente medidas que facilitaran su acceso a los vacunos. Los gauchos resultaron perdedores en las guerras civiles, siendo el último episodio del conflicto la batalla de Pozo de Vargas de 1867.
Diversos investigadores sostienen que los indígenas, gauchos y afroargentinos que poblaban el país fueron objeto de sendos genocidios. Los gauchos y sus luchas generaron la literatura gauchesca, un excepcional caso de "poesía social de una clase desheredada", con obras como El gaucho Martín Fierro y Juan Moreira, que constituyen verdaderos manifiestos de denuncia de la injusticia social, que han persistido en la memoria popular.
Tanto el anarquismo como el peronismo tomarían el Martín Fierro como ejemplo de la tradición de lucha del pueblo argentino. Uno de sus más destacados exponentes, Alberto Ghiraldo, creó la revista Martín Fierro -distribuida junto al periódico anarquista La Protesta, integrando "cierta cultura gauchesca a la visión propia del anarquismo: la rebeldía del gaucho en contra de los símbolos del poder opresor". Juan Domingo Perón por su parte decía:

Martín Fierro es el símbolo de la hora presente. José Hernández cantó las necesidades del pueblo que vive adherido a la tierra
(…) Nosotros, criollos, profundamente criollos, no tenemos otra aspiración que la del Martín Fierro.
Juan Domingo Perón, 1944

Desde una postura antiperonista Jorge Luis Borges reconocía que Martín Fierro «sería, si viviera en el contexto del peronismo, otro peronista más». Por su contenido social el historiador Eduardo Astesano sostiene que el Martín Fierro es el primer manifiesto revolucionario del movimiento obrero argentino.

## Del primer sindicato a la primera central

### Contexto económico (1850-1930)
Luego de las guerras civiles (1820-1868) y tras una etapa de organización del Estado (1853-1880), Argentina terminó de definir un modelo económico agroexportador dominado por los grandes estancieros y el capital inglés, como proveedor de lana para la industria textil y alimentos (carne y cereales) para los obreros industriales de Gran Bretaña, que por entonces se había constituido en la primera potencia global, luego de vencer a China en las Guerras del Opio, e imponer un esquema de división internacional del trabajo que reservó a Europa la producción industrial y asignó al resto del mundo un papel periférico de proveedor de materias primas. La economía agroexportadora argentina creció de la mano de la expansión mundial del Imperio Británico.
Desde la segunda mitad del siglo XIX se formó un amplio mercado de trabajo asalariado para sostener la producción de bienes y servicios que exigía el modelo agroexportador hacia Inglaterra, principalmente la producción agro-ganadera en la región pampeana, los ferrocarriles, frigoríficos, el puerto de Buenos Aires, el transporte marítimo, los bancos y las casas de comercio. Más de seis millones de trabajadores inmigrantes mayoritariamente varones, provenientes en primer lugar de Italia y en segundo lugar de España, ingresaron a la Argentina entre 1870 y 1930. En el curso de unas pocas décadas el país multiplicó por cuatro su población, que pasó de 1,8 millones en 1869 a 7,9 millones en 1914. La población argentina, que representaba el 0,12% de la población mundial en el siglo XIX, pasó a representar el 0,57% de la humanidad en el siglo XX. Buenos Aires pasó de ser "la gran aldea" de la década de 1870 a ser una de las ciudades más grandes del mundo, nexo entre la Argentina y el Imperio Británico, mientras que el censo de 1914 registraba que por primera vez la población urbana (52,7%) superaba a la población rural.
Las grandes transformaciones económicas y laborales sucedidas en Argentina desde la segunda mitad del siglo XIX, abrieron también nuevas brechas y discriminaciones al interior de la población trabajadora. En primer lugar se produjo una fuerte masculinización del mundo del trabajo asalariado, ubicando al trabajo femenino en una posición subordinada, mayoritariamente limitado a la crianza de los niños y las tareas hogareñas, desvalorizado hasta el punto de no ser considerado como trabajo, estereotipado con la frase clásica "mi mujer no trabaja". En segundo lugar se produjo una fuerte discriminación étnica entre trabajadores de origen inmigrante y trabajadores "criollos" (más adelante llamados "cabecitas negras"). Ya en 1897 el sindicalista socialista Adrián Patroni decía que "el más explotado es el hijo del país, el criollo".

### Primeras organizaciones (1850-1887)

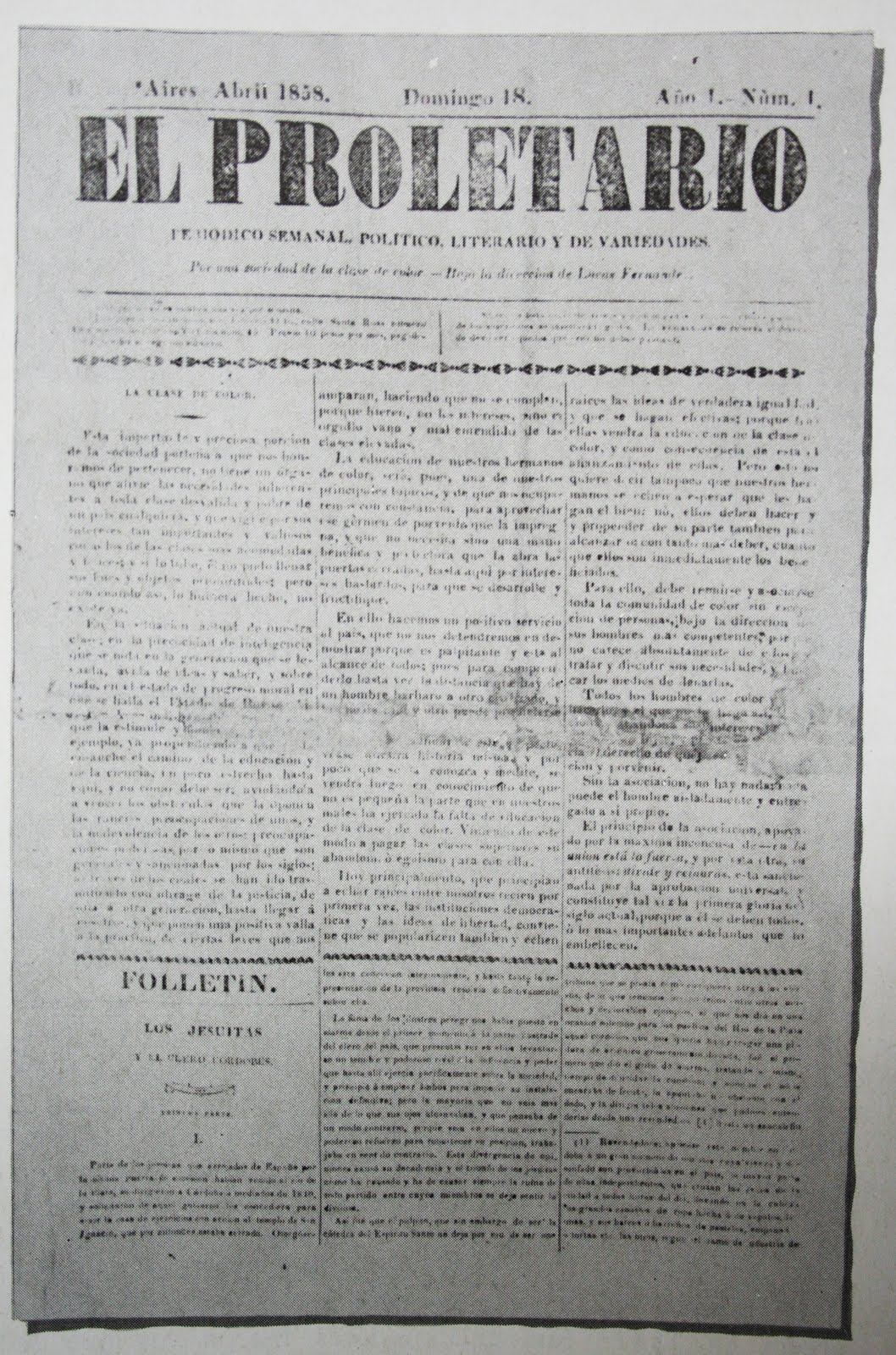
El Proletario, periódico afroargentino dirigido por Lucas Fernández y lanzado el 18 de abril de 1858, fue el primer periódico obrero de la historia argentina.

El primer paso en la organización del trabajo en la Argentina fue la creación de sociedades de socorros mutuos o mutualidades. A partir de 1850 la comunidad afroargentina y las diversas comunidades de inmigrantes que ingresaban al país, fundaron sociedades de socorros mutuos para socorrerse solidariamente frente a desgracias como la enfermedad y la muerte.
En algunos casos las mutuales fueron organizadas según la comunidad de pertenencia de sus miembros (Hospital Italiano, Hospital Alemán, Centro Gallego, etc.), pero en otros casos fueron organizadas por oficios (tipógrafos, zapateros, sastres), dando así origen a asociaciones civiles de trabajadores con un interés en común. En 1857 se crea en Buenos Aires la primera organización obrera del país, la Sociedad Tipográfica Bonaerense. Otras mutuales por oficio creadas en esos años fueron la Sociedad San Crispín de zapateros y la Sociedad de Socorros Mutuos de Sastres.
Las mutuales afroargentinas, herederas de una larga tradición sociable de las comunidades esclavas de origen africano, se destacaron por tomar un perfil clasista, fundando los primeros periódicos obreros en Argentina, como El Proletario (cuyo lema era "Por una sociedad de la clase de color") y La Raza Africana, o sea el Demócrata Negro, ambos de 1858. Hacia 1880 en Buenos Aires existían alrededor de veinte periódicos de esta índole. El Unionista publicó en 1877 una declaración de igualdad de derechos y de justicia para todas las personas sin importar el color de la piel y en uno de sus números decía:

…la Constitución es letra muerta y abundan los condes y marqueses; los cuales, siguiendo el antiguo y odioso régimen colonial pretenden tratar a sus subordinados como esclavos; sin comprender que entre los hombres que humillan hay muchos que ocultan bajo su tosco ropaje una inteligencia superior a la del mismo que ultraja.

En 1873 se produjo la primera crisis económica mundial del nuevo sistema capitalista en formación, que se extendió hasta el fin de la década y amenazó la posibilidad de que el Estado argentino pudiera pagar los intereses de su deuda externa. Ante esa posibilidad, el 1 de mayo de 1876 el presidente Avellaneda hizo un famoso discurso de apertura de las sesiones del Congreso Nacional en el que anunciaba la prioridad del pago de la deuda externa, aunque ello significara condenar al "hambre y la sed" a la totalidad del pueblo argentino. Avellaneda graficaba con su discurso la crueldad y el grado de violencia que podía alcanzar el conflicto social:

Hay dos millones de argentinos que econonomizarían hasta sobre su hambre y sobre su sed, para responder en una situación suprema a los compromisos de nuestra fe pública en los mercados extranjeros.
Nicolás Avellaneda, 1876

Para entonces los sectores patronales habían creado sus propias organizaciones gremiales: los estancieros la Sociedad Rural Argentina en 1866 y los industriales el Club Industrial en 1875, renombrado en la década siguiente como Unión Industrial Argentina. Los estancieros en particular, se habían fortalecido con la victoria en la larga guerra contra el gaucho y se preparaban para financiar "la guerra contra el indio" (1878-1885), por medio de la cual el Ejército Argentino aniquilaría a los pueblos indígenas que habitaban la pampa y la Patagonia, confiscando 10 millones de hectáreas (un territorio casi igual a Bélgica, Holanda y Dinamarca juntas) que fueron entregadas a 344 estancieros, a un promedio de 31.000 hectáreas por estanciero. Semejante poder se traduciría en el control completo del poder político por parte de los estancieros y el capital inglés, sobre todo a partir de 1880, con la instauración de un régimen oligárquico conocido como roquismo, de partido virtualmente único y sostenido en el fraude que permitía el voto cantado, que se mantendría en el poder hasta 1916.
En esas condiciones se crea el primer sindicato argentino y estalla la primera huelga organizada sindicalmente (la historia registra numerosas huelgas anteriores protagonizadas por trabajadores de saladeros entrerrianos, trabajadoras domésticas, aguateros, etc.). La decisión del gobierno y los sectores patronales de transferir los costos de la crisis económica a la población trabajadora, hizo evidente las limitaciones de las sociedades de socorro mutuo, debido a que ya no era uno que otro trabajador o trabajadora quienes sufrían una tragedia puntual, sino que la rebaja de salarios y la desocupación afectaba a todos. Apareció la necesidad colectiva de resistir creando, organizaciones que llevaron -precisamente- el nombre de "sociedades de resistencia" o "sindicatos".
El primer sindicato argentino apareció en el seno de la que también había sido la primera organización obrera argentina, la Sociedad Tipográfica Bonaerense. En 1877, un grupo de miembros de la mutual decidió crear un sindicato, con el fin de negociar salarios y condiciones de trabajo con los dueños de los periódicos de Buenos Aires. Tomó el nombre de Unión Tipográfica (antecesora directa de la actual Federación Gráfica Bonaerense). Al año siguiente (1879) la Unión Tipográfica declara la primera huelga sindicalmente organizada, contra la reducción de salarios. La huelga sorprendió a las empresas periodísticas que intentaron romperla mediante amenazas de despidos en masa y trayendo tipógrafos desde Montevideo, intento este último que fracasó por la solidaridad de la sociedad tipográfica montevideana con los huelguistas argentinos. Finalmente los diarios fueron aceptando las peticiones obreras: aumento de salarios, reducción de la jornada a 12 horas y exclusión de los niños menores de doce años. Sin embargo, al poco tiempo varios de los principales periódicos despidieron masivamente a los tipógrafos huelguistas, reimplantando las viejas condiciones de trabajo y causando la desaparición del sindicato.
A partir de entonces comienzan a organizarse sindicatos por oficios (empleados de comercio, albañiles, yeseros, panaderos, cocheros, sastres, etc.) En la década de 1880 se crean 19 sindicatos en Buenos Aires, todos ellos de alcance local, con la única excepción de La Fraternidad de Maquinistas y Fogoneros de Locomotoras (1887), un sindicato estratégico por su capacidad de paralizar el transporte ferroviario, que aún continúa existiendo en la actualidad.

### La mujer dentro del movimiento obrero

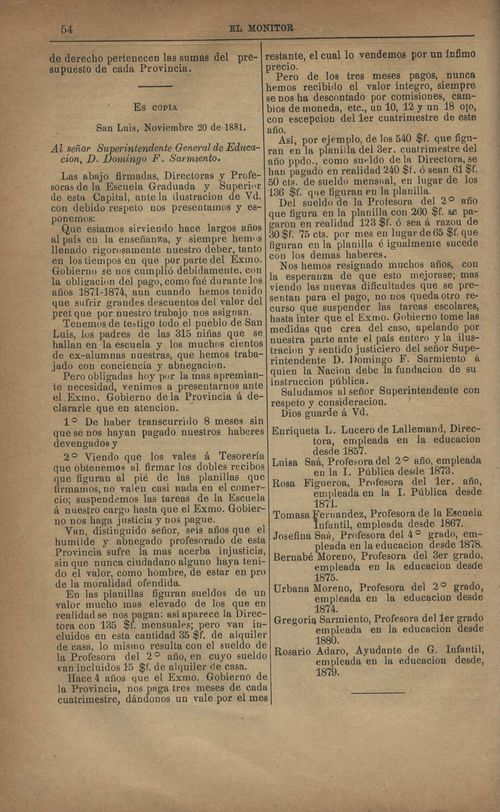
Petición de la huelga de 1881 de las maestras de San Luis, una de las primeras huelgas docentes del mundo.

La historiografía clásica sobre el movimiento obrero argentina (Marota, Oddone, Abad de Santillán, Íscaro, Godio) prácticamente no registra la participación femenina en las luchas sindicales. Desde los años 1980, surgieron varias investigadoras (Barrancos, Lobato, etc.) que comenzaron a revelar la amplia actuación femenina en el sindicalismo argentino, así como las características especiales del trabajo realizado por mujeres (crianza, "amas de casa", trabajo a domicilio, docencia, etc.) y los mecanismos de discriminación de género en el mundo del trabajo (invisibilización, desvalorización, acoso sexual, brecha salarial, doble jornada familiar-laboral, etc.).
Entre 1895 y 1914 la cantidad de mujeres empleadas en la industria fue de 15,7% y 14,5% respectivamente, predominando claramente en las industrias textil y de indumentaria -donde superaban la mitad-, en las industrias cigarrera y frigorífica, y en oficios puntuales como los servicios telefónicos y venta en las casas de comercio. También predominaban en el trabajo en casas particulares o la docencia, y en modalidades precarias como el trabajo a domicilio.
La mujer estuvo presente en el movimiento sindical desde sus mismos inicios. Las fotografías históricas revelan su presencia en las manifestaciones, las asambleas, los actos, los comités de huelga, los periódicos obreros e incluso en las comisiones directivas de los sindicatos. Algunos sindicatos fueron exclusivamente femeninos. También hubo publicaciones obreras exclusivamente femeninas, como La Voz de la Mujer (1896-1899), dirigido por la anarcosindicalista Virginia Bolten, que tenía el lema de “Ni dios, ni patrón, ni marido”.
En la década de 1880 se destacaron dos huelgas organizadas por mujeres. En 1881 las maestras puntanas lideradas por Enriqueta Lucero de Lallemant realizaron una huelga por falta de pago durante ocho meses de sus salarios en la Escuela Graduada y Superior de la provincia de San Luis, que constituye una de las primeras huelgas docentes del mundo:

Excelentísimo Gobierno de la Provincia: ...En atención de haber transcurrido 8 meses sin que nos hayan pagado nuestros haberes... suspendemos las tareas de la escuela a nuestro cargo hasta que el excelentísimo Gobierno nos haga justicia y nos pague.

En 1888 se produjo una huelga de trabajadoras de casas particulares en protesta contra el uso de la libreta de conchabo. El conflicto estalló a raíz del despido de una niñera francesa de 15 años, que se negó a realizar tareas ajenas a su función y a utilizar la libreta de conchabo, razón por la cual sus empleadores la despidieron, anotando en la libreta "ha sido despedida por desobediente y contestar con altanería".

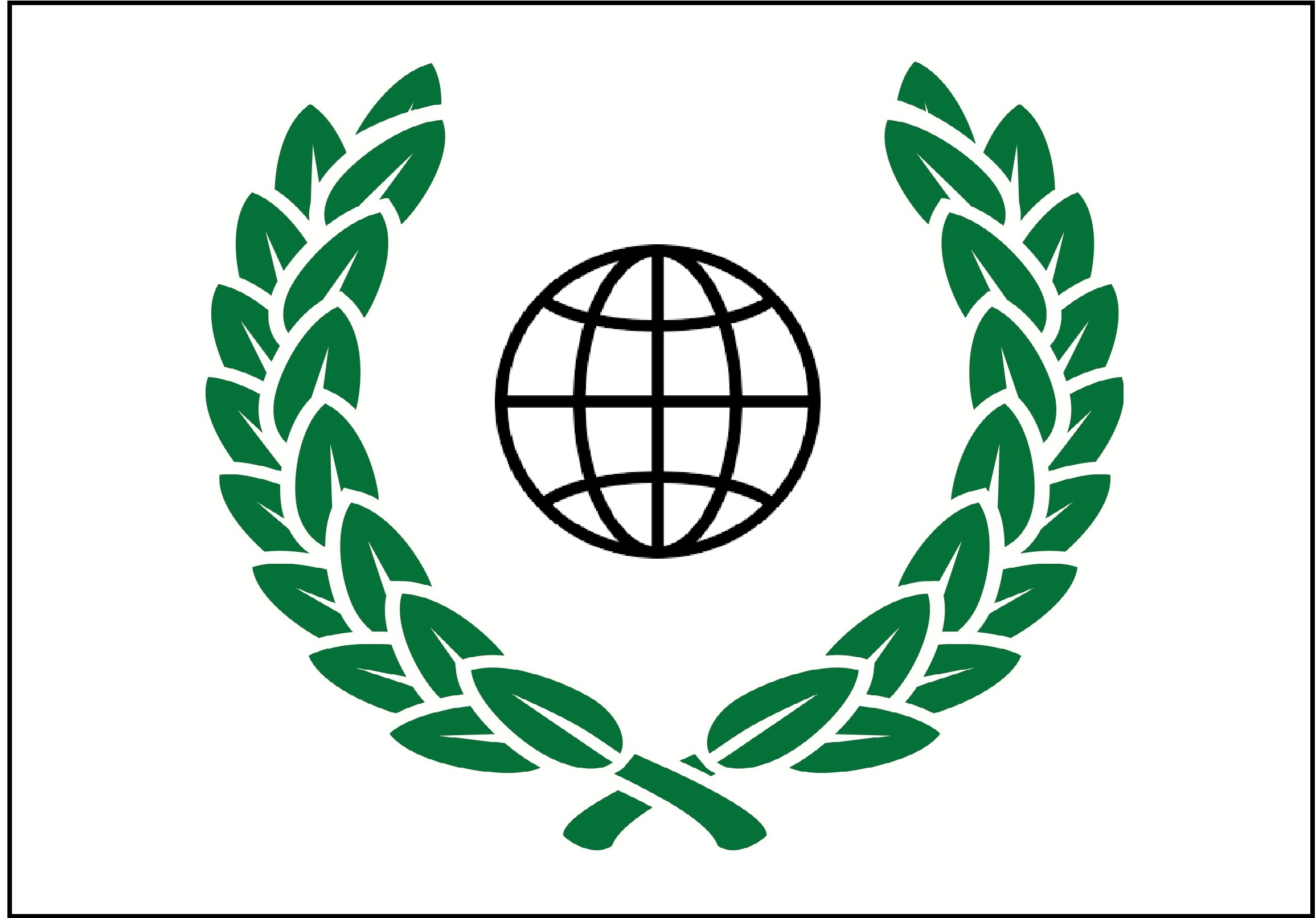
Bandera de No Trabajo Infantil

### Trabajo Infantil
Hacia fines del siglo XIX, el empleo de menores era muy alto, tanto en las ciudades como en el campo. En 1903, en Buenos Aires, trabajaban 10 922 menores de 16 años y 1197 menores de 14, según los datos recabados por el Departamento Nacional de Trabajo (DNT),  creado en 1907.
En el Primer Congreso de la FOA (Federación Obrera Argentina), en 1904, estuvo presente la prohibición del trabajo infantil para los menores de 11 años. El rechazo del trabajo infantil fue una de las reivindicaciones tanto del socialismo como del anarquismo.
La prohibición del trabajo infantil tiene una genealogía precisa que culmina en 1907, con la sanción de la Ley 5.291 o Ley Palacios, que tiene varios antecedentes:
- 1890: Petición del Comité Internacional Obrero a la Cámara de Diputados para que se incluyera la abolición del trabajo nocturno de la mujer y de los obreros menores de 18 años.
- 1902: Proyecto de Gabriela Laperriere (1866–1897), profesora normal, inspectora municipal y una de las fundadoras de la UGT (Unión General de Trabajadores). La ley se basó sobre este texto.

La Ley Palacios prohibió el empleo de menores de 14 años, que no supieran leer ni escribir. Socialistas y anarquistas se opusieron a la existencia del trabajo infantil con argumentos diferentes. El socialismo pugnó por la escolarización del niño obrero, mientras que el anarquismo propuso un niño como sujeto político con derecho a no ser sujetado ni por el Estado ni por sus padres. Asimismo, esta legislación exigió un certificado médico de aptitud física, limitó la jornada de 6 horas para los varones menores de 16 años y mujeres menores de 18, y prohibió la enseñanza manual a menores de 12 años en orfanatos o instituciones de beneficencia.
La aplicación de esta ley se concentraba en la Capital Federal únicamente. Por ende, no se tenía en cuenta a los niños menores de 14 años de las zonas rurales.
Con posterioridad a la sanción de la ley,Carolina Muzzilli, inspectora del DNT y militante del feminismo socialista, denunció por medio de sus escritos sobre el menor obrero, que el trabajo infantil no había decrecido.
El trabajo infantil fue el tema central de la agenda feminista socialista hasta 1930.

### El 90: un año clave
1890 fue un año clave para la historia argentina porque ese mismo año, con diferencia de meses, se produjo la primera acción conjunta del sindicalismo que fue la celebración del Día Internacional de los Trabajadores -primera vez en el mundo- y la Revolución del Parque, que dio inicio a la lucha por elecciones libres y democráticas. La lucha sindical y la lucha política se mantuvieron considerablemente separadas hasta la década de 1940, en parte porque una gran cantidad de trabajadores eran inmigrantes y no tenían derecho a votar y en parte porque el anarquismo -y luego el sindicalismo revolucionario-, rechazaban la acción política, mientras que el socialismo jamás llegó a constituir una fuerza política capaz de ganar una elección presidencial.
A partir de 1888 se había desatado una nueva crisis económica. Los salarios bajaron abruptamente y la desocupación creció. En esos tres años se declararon 36 huelgas, el triple de todas las producidas los siete años anteriores. La aparición de gran cantidad de sindicatos de oficio y la multiplicación de las huelgas llevó rápidamente a los primeros intentos de coordinación inter-sindical y ello implicaba acuerdos entre socialistas y anarquistas. El 3 de diciembre de 1888 se realizó la primera reunión de este tipo. En ella participaron el famoso anarco-comunista italiano Errico Malatesta y Zacarías Rabassa por los anarquistas, y Joseph Winiger y August Kühn, por los socialistas.
Simultáneamente en 1889 se fundó en París la Segunda Internacional. El movimiento obrero argentino, que ya había alcanzado un cierto nivel de organización con decenas de sindicatos y varios agrupaciones socialistas, estableció contacto a través del Club Vorwärts con el poderoso Partido Socialdemócrata alemán y logró que el destacado dirigente socialista Wilhelm Liebknecht representara a la Argentina en el congreso internacional. Una de las decisiones más audaces del congreso de París fue convocar a una movilización simultánea en todo el mundo cada 1 de mayo.
Siguiendo el mandato de la Segunda Internacional, el club socialista alemán Vorwärts, convocó en Buenos Aires a una reunión intersindical para organizar el acto del 1.º de mayo de 1890, convocando también a los anarquistas. Se formó entonces un Comité Internacional Obrero para organizar el acto y difundir el manifiesto fundador de la Segunda Internacional, siendo elegido presidente el socialista alemán Joseph Winiger, pero los anarquistas se retiraron y decidieron concurrir al acto con sus propias consignas.
El 1 de mayo de 1890 se realizó el acto en Buenos Aires (en el Prado Español), Rosario, Bahía Blanca y Chivilcoy, bajo la bandera de las "ocho horas de trabajo". El manifiesto aprobado en Buenos Aires expresaba:

El pueblo trabajador de la Argentina, levanta por primera vez su potente voz compuesta de millares de desheredados, en demanda de la protección legislativa al trabajo y a los obreros... Unámonos al fin, levantemos en masa nuestra voz... Esta petición debe ser el primer paso eficaz en la unión de nuestras fuerzas.

El mitin obrero consideró que era necesario organizar una Federación Obrera de la que dependiera un periódico sindical, y aprobó un Petitorio de 12 puntos al Congreso Nacional, que firmaron 7.422 obreros, solicitando la sanción de una lista de "leyes protectoras de la clase obrera". Allí se encuentran sintetizadas las bases de lo que luego será el Derecho del Trabajo, también denominado derecho laboral, derecho obrero, o nuevo derecho de los trabajadores. La postura antiestatista de los anarquistas rechazaba toda legislación laboral y no apoyaron el petitorio.
El Petitorio Obrero del 1.º de mayo de 1890 reclama al Congreso:
1. Jornada de 8 horas
2. Prohibición del trabajo de los menores de 14 años
3. Abolición del trabajo nocturno, con excepción de las industrias que no lo permitan
4. Prohibición del trabajo para la mujer cuya naturaleza afecte su salud
5. Abolición del trabajo nocturno para mujeres y menores de 18
6. Descanso no interrumpido para todos los trabajadores de 36 horas semanales
7. Prohibición de trabajos y sistemas de fabricación perjudiciales para la salud
8. Prohibición del trabajo a destajo o por subasta
9. Inspección de los talleres y fábricas por delegados remunerados por el Estado
10. Inspección sanitaria de las habitaciones, vigilancia sobre la fabricación y venta de bebidas y alimentos, castigando a los falsificadores
11. Seguro obligatorio para los obreros contra los accidentes a cargo exclusivo de los empresarios y el Estado
12. Creación de tribunales integrados por obreros y patronos, para la solución pronta y gratuita de los diferendos entre unos y otros.[55]

El Congreso Nacional nunca considerará el Petitorio del 1.º de Mayo, y habrá que esperar a que el socialista Alfredo Palacios sea elegido diputado en 1904 para que las leyes obreras comiencen a ser consideradas en el Parlamento.
Dos meses después, el 29 de junio de 1890, se crea la Federación de Trabajadores de la Región Argentina, primera central obrera de América Latina, con representantes de Buenos Aires, Rosario, Santa Fe, Mendoza y Chascomús. Su órgano oficial será el periódico El Obrero que dirigía el socialista Germán Avé Lallemant. La constitución de esta central y la movilización del 1.º de Mayo, colocaron al movimiento obrero argentino a la altura de los más importantes del mundo.
El auge del movimiento obrero coincide la sangrienta y fallida Revolución del Parque -en la que el movimiento obrero no participa-, organizada por la Unión Cívica, una heterogénea alianza que comenzaba a exigir reformas políticas democráticas. De este movimiento emergerá al año siguiente la Unión Cívica Radical.

### Los primeros y fallidos intentos de crear una central sindical: 1891-1900

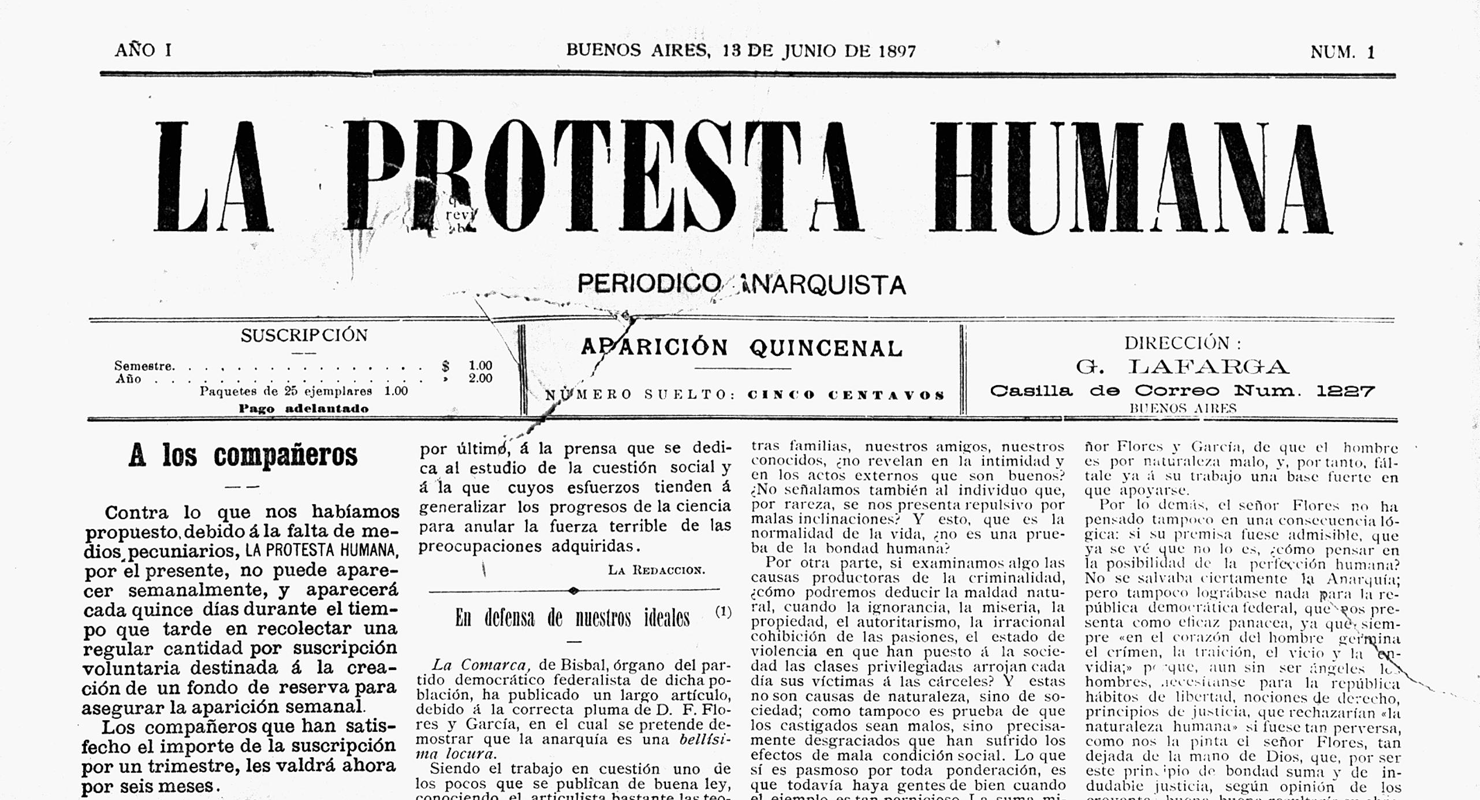
En la última década del siglo XIX se fundaron los dos principales periódicos obreros, La Vanguardia (socialista) y La Protesta (anarquista) y el Partido Socialista.

La primera central obrera no pudo sostenerse y dos años después ya no existía. Otros tres intentos de establecer una central se realizaron durante la década de 1890, pero tampoco prosperaron. Un manifiesto del intento de 1894 daba cuenta del valor que aquellos primeros organizadores del movimiento obrero, le asignaban a la unidad de los trabajadores:

La Federación Obrera es la unión de todas las colectividades trabajadoras, en un pacto solemne de solidaridad y mutuo apoyo, de manera que sean todas para una y una para todas en la lucha que deben emprender contra el capital.

Emblema del Partido Socialista de Argentina fundado en 1896.

La ausencia de una central se sintió y la actividad sindical se expandió lentamente durante la última década del siglo. Se crearon cerca de 50 sindicatos locales que abarcaban casi todos los oficios, la mayoría en Buenos Aires pero apareciendo algunos en Rosario, Santa Fe, Mendoza, Chascomús y La Plata. Las huelgas alcanzaron el número de 15 en 1891-1893, 12 en 1894, 15 en 1895 y 16 en 1896. Entre las huelgas de 1896 se destacó la que declararon los obreros ferroviarios de Tolosa que se convirtió en la primera huelga general sectorial, al extenderse a los trabajadores ferroviarios de varias provincias, entre ellas Buenos Aires, Santa Fe y Córdoba.
En 1894 Juan B. Justo fundó el periódico socialista La Vanguardia y dos años después lideró la fundación del Partido Socialista. En 1897 el obrero carpintero catalán Gregorio Inglán Lafarga fundó La Protesta Humana, periódico anarquista de gran importancia en el movimiento obrero.
En los últimos tres años del siglo no se realizó ninguna huelga, afectado el movimiento sindical por el aumento de la desocupación, que generó incluso un movimiento de desocupados. Simultáneamente los empleadores fortalecieron sus organizaciones patronales, creando cámaras sectoriales con el fin de combatir los sindicatos y crear listas negras para reprimir las huelgas. Un reglamento de la Unión de Fabricantes de Fideos disponía por entonces:

6. Ninguna de las fábricas asociadas, admitirá reclamación que venga por la sociedad de obreros o por imposiciones en masa de sus operarios y solo atenderá reclamos hechos individualmente.
8. Cuando se produjeran huelgas en las fábricas asociadas, se anotarán en secretaría los nombres de los huelguistas y por el término de 6 meses, ninguna fábrica podrá ocuparlos.

En 1902 fue sancionada la Ley Cané o ley 4.144 de Residencia que permitió y habilitó al gobierno a expulsar a inmigrantes sin juicio previo. La ley fue utilizada por sucesivos gobiernos argentinos para reprimir la organización sindical de los trabajadores, expulsando principalmente anarquistas y socialistas. Surgió a partir de un pedido formulado por la Unión Industrial Argentina al Poder Ejecutivo Nacional en 1899, a raíz del cual el senador Miguel Cané presentó ante el Congreso de la Nación el proyecto de expulsión de extranjeros. La Ley de Residencia se insertó dentro de una serie de medidas represivas promovidas por los sectores terratenientes e industriales entonces en el gobierno en la figura del Partido Autonomista Nacional y llevadas a cabo por medio del Estado contra anarquistas, socialistas y activistas obreros en general. Las mismas incluyeron el estado de sitio, allanamiento de locales de la Federación Obrera Regional Argentina y del Partido Socialista, incautamiento de periódicos obreros como La Vanguardia y La Protesta, represión de huelgas y manifestaciones mediante arrestos, deportaciones y hasta el asesinato de activistas.

## De la primera central a la primera democracia

### FORA y UGT-CORA (1901-1909)

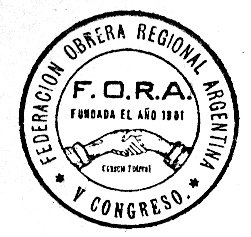
En 1901 se fundó la primera central sindical que logró mantenerse en el tiempo, conocida como la FORA. La FORA fue hegemonizada por los anarquistas hasta 1914, razón por la cual los socialistas se separaron de la misma. A mediados de la década de 1910, la FORA se dividió en dos, una anarquista (FORA del V Congreso) y otra con mayoría sindicalista revolucionaria y minoría socialista (FORA del IX Congreso).

En 1901 un grupo de sindicatos socialistas y anarquistas crearon la Federación Obrera Argentina (FOA). Sin embargo, la unidad entre ambas corrientes no perduró y en 1903 los socialistas se separaron para crear la Unión General de Trabajadores (UGT). En 1904 la FOA pasó a llamarse FORA (Federación Obrera Regional Argentina) y al año siguiente completará en el V Congreso su identificación explícita con el anarquismo. Entre los dirigentes anarquistas de la FORA se encontraban figuras como el escritor Alberto Ghiraldo, también director de La Protesta y Virginia Bolten; ambos terminarían desterrados.
El logro de constituir centrales que coordinaran nacionalmente la acción sindical, permitió al movimiento obrero presentarse como un bloque representativo del trabajo, y no ya como sectores o grupos locales de trabajadores. Las huelgas aumentaron, nuevas regiones fueron sindicalizadas, se formaron las primeras federaciones nacionales, y el 22 de noviembre de 1902 se declaró la primera huelga general. En 1904 el presidente Roca, líder indiscutido de la República Oligárquica, se refería de este modo el nivel de actividad que había alcanzado el movimiento obrero argentino:

Los caracteres cada día más intensos que asumen los movimientos de las clases trabajadoras, y el aumento considerable de sus fuerzas disciplinadas para su defensa en la lucha empeñada desde hace tiempo contra el capital y la industria (…) sus organizaciones gremiales y la solidaridad de sus centros de acción, llegan a asumir, a veces, proporciones capaces de detener la circulación del comercio y alterar el orden público.
Julio Argentino Roca

Pero el salto dado por el movimiento sindical al organizarse en centrales también desencadenó un nivel de violencia en la represión que antes no estaba presente. Ya en octubre de 1901 se produjo la muerte del obrero Cosme Budislavich en Rosario (llamada "la Barcelona argentina" por la gran influencia anarquista), primer mártir del movimiento obrero argentino. Al año siguiente el ministro Miguel Cané -célebre autor de Juvenilia- logró que el Congreso aprobara su proyecto para reprimir el sindicalismo que autorizaba al Poder Ejecutivo a expulsar del país a inmigrantes sin juicio. La ley tomó el número 4144 y fue conocida Ley de Residencia o Ley Cané. El tango "Al pie de la santa cruz", cantado por Carlos Gardel, refleja el odio popular contra una de las herramientas represivas más duraderas y más cuestionadas de la historia argentina:

Declaran la huelga,
hay hambre en las casas, 
es mucho el trabajo
y poco el jornal;
y en ese entrevero
de lucha sangrienta,
se venga de un hombre
la Ley Patronal.
"Al pie de la santa cruz" de Enrique Delfino/Mario Battistella

La represión del movimiento obrero se intensificó: los locales sindicales se allanaban cotidianamente, miles de dirigentes fueron expulsados del país, mientras los asesinatos se multiplicaban. El 1 de mayo de 1904 la policía baleó la manifestación de la FORA matando al marinero Juan Ocampo y causando la reacción armada de los militantes anarquistas. A fin de año una nueva represión en Rosario contra la Sociedad de Dependientes de Comercio causa la muerte del joven Jesús Pereyra de 19 años, desencadenando una huelga general que también fue reprimida causando nuevos muertos. Otra masacre se produjo el 21 de mayo de 1905 en la Plaza Lavalle de Buenos Aires, en el primer acto organizado por ambas centrales -con presencia multitudinaria- que dejó un saldo de dos manifestantes muertos y decenas de heridos. El 23 de julio de 1907 la Subprefectura Marítima atacó una asamblea de remachadores en Ingeniero White, matando a seis trabajadores, incluyendo un niño de doce años.
A pesar de la división FORA-UGT, la unidad sindical será una preocupación permanente del movimiento obrero argentino, sobre todo a partir de la conformación de la corriente sindicalista revolucionaria en 1905. Todos los congresos sindicales registran en el primer lugar de los temarios el problema de la unidad. Los hechos mismos ponían en evidencia la importancia de la unidad de las centrales. De las 14 huelgas generales que declararon ambas centrales entre 1900 y 1914, solo tuvieron éxito las cuatro que fueron declaradas conjuntamente, en 1904, 1907, 1909 y 1910.
En 1907 fracasó el primer intento de unificar las centrales obreras debido a la intransigencia de la mayoría de los sindicatos anarquistas. En esa oportunidad el destacado anarquista italiano Luigi Fabbri escribió un artículo en el periódico La Vita Operaia de Ancona, criticando duramente la postura "sectaria" del anarquismo argentino:

Hemos sido dolorosamente sorprendidos por el resultado del Congreso de Unificación de la República Argentina, fracasado porque nuestros compañeros, aprovechando estar en mayoría, querían que recomendase formalmente, con una orden del día, la propaganda del comunismo anárquico, poniendo así en una injusta condición de inferioridad a los obreros socialistas no anarquistas. Lejos pues de imitar a los obreros argentinos (además allá también ha habido anárquicos de mi misma opinión), creo que los compañeros de Italia y Europa deben cuidarse bien de seguir el ejemplo.
Luigi Fabbri, 1907

En septiembre de 1909 un segundo congreso de unificación tampoco lograría su objetivo, pero en este último, la UGT socialista se disuelve y se forma la Confederación Obrera Regional Argentina (CORA). La CORA marca la organización formal en Argentina de una tercera corriente sindical: el sindicalismo revolucionario. El sindicalismo revolucionario había aparecido en Francia en el seno de la Confederación General del Trabajo con el fin de evitar tanto la violencia que solía caracterizar las acciones del anarquismo (que por entonces también empezó a incluir el terrorismo), como de los compromisos políticos que exigía el Partido Socialista. En Argentina el sindicalismo revolucionario había surgido en 1905 como línea interna del socialismo y se caracterizó por darle máxima importancia a la unidad sindical, proponiendo una acción estrictamente sindical. A mediados de la segunda década del siglo XX se convertiría en la corriente mayoritaria del movimiento obrero argentino, bajo el liderazgo de Sebastián Marotta -autor de uno de los libros clásicos de historia del movimiento obrero argentino-, y se mantendría como una de las mayoritarias -junto al socialismo- hasta que de sus propias filas se organizara el Partido Laborista en 1945, para impulsar la candidatura de Juan Domingo Perón.

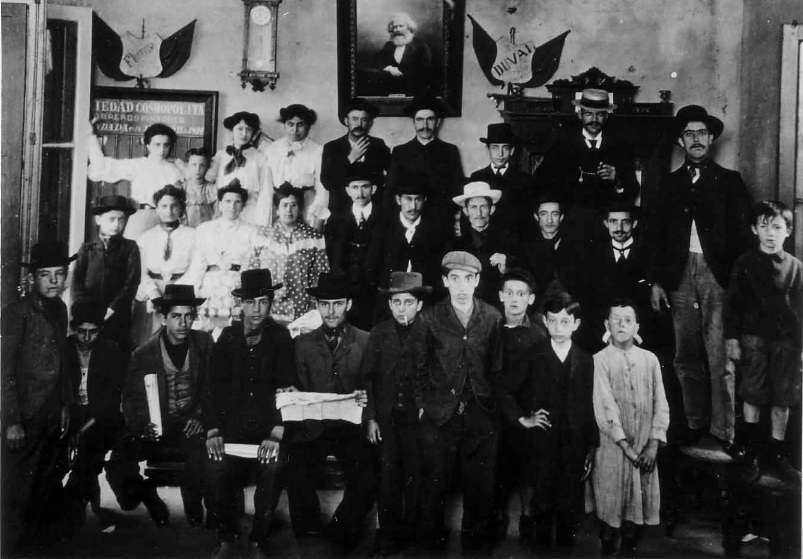
Comisión de huelga de la Sociedad de Cigarreros y Cigarreras de Buenos Aires, 1904. Al fondo puede observarse un retrato de Karl Marx.

Mientras tanto en esta década, varios sindicatos iniciaron procesos de unificación a nivel nacional. En 1902 se constituyeron cuatro federaciones nacionales: la Federación Nacional de Obreros Portuarios, la Federación de Obreros Albañiles, la Federación de Obreros Rurales y la Federación del Rodado. Estas federaciones nacionales buscaban superar la debilidad de la acción dispersa en sindicatos locales y anticiparon una de las dos modalidades principales que tomaría la organización sindical en la Argentina: la federación, como modalidad diferenciada de la unión, tal como aparecería dos décadas después a partir del modelo de la Unión Ferroviaria fundada en 1922.

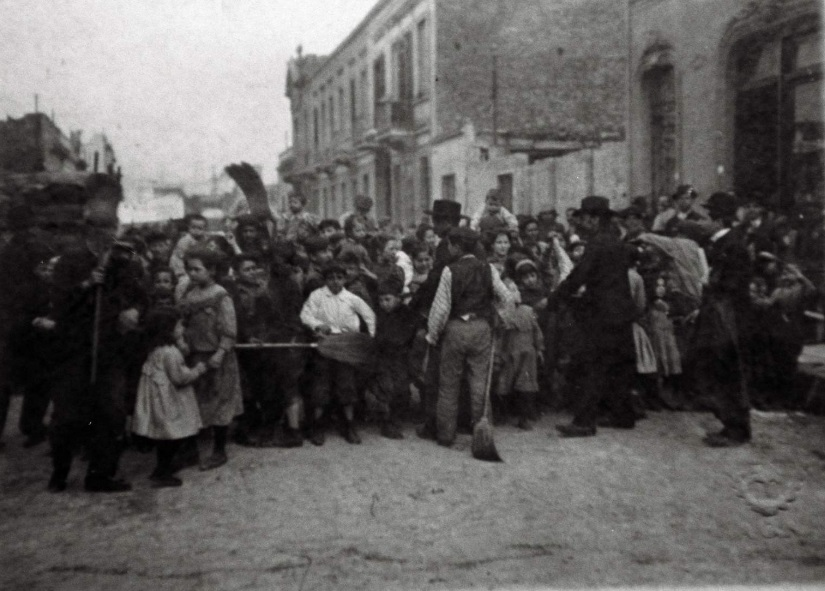
Huelga de inquilinos de 1907, Marcha de las Escobas por La Boca. Mujeres y niños principalmente sostuvieron una lucha contra el aumento de los alquileres durante tres meses bajo el lema de "Barramos a los caseros".

La acción sindical femenina se destacó en la primera década del siglo XX, participando en las luchas sindicales casi en la misma proporción que los varones. Ya en la década anterior se había constituido un sindicato femenino, la Sociedad Cosmopolita de Obreras Costureras (1894), práctica que siguió en esta década con la creación de la Unión Gremial Femenina (1903), la Sociedad de Tejedoras y Devanadoras (1904), la Sociedad de Chalequeras y Pantaloneras (1905), entre otras. Algunas mujeres alcanzaron posiciones de relevancia en las organizaciones sindicales como la anarquista Virginia Bolten en la FORA y el periodismo obrero feminista y Gabriela Laperrière, la primera mujer en ocupar un cargo en la conducción de un partido político argentino (el Partido Socialista) y una de las fundadoras de la corriente sindicalista revolucionaria.
Entre las acciones obreras llevadas adelante principalmente por mujeres se destaca la huelga de inquilinos de 1907, también conocida como "la rebelión de las escobas" que se extendió entre agosto y noviembre de ese año. Se trató de un enorme movimiento contra el aumento desmedido de los alquileres, las pésimas condiciones de los conventillos y los abusos de los caseros, durante el cual los inquilinos se declararon en huelga y tomaron la decisión de no pagar. Participaron más de 140 000 personas en 2400 conventillos de Buenos Aires, Rosario y Bahía Blanca. En dichas ciudades la represión por parte de la Policía, bomberos y otras fuerzas comenzó al mismo tiempo que los desalojos. La huelga no obtuvo su objetivo pero llamó la atención sobre las pésimas condiciones de vivienda. Uno de los momentos culminantes de la protesta fue la Marcha de las Escobas, liderada por mujeres y niños, bajo el lema de "barramos a los caseros". En relación con la problemática de la vivienda obrera y el consumo popular, el Partido Socialista había creado en 1905 la cooperativa El Hogar Obrero, que se mantendría durante décadas hasta su quiebra en la década de 1990, como consecuencia de uno de los ajustes realizado por el gobierno.
Pese a la represión, los últimos años de la primera década del siglo registraron un gran aumento de la cantidad de huelgas, bajo la hegemonía anarcosindicalista, que combinaba la potencialidad insurreccional de las huelgas con actos de terrorismo, como el fallido atentado contra la vida del presidente Quintana realizado por Salvador Planas. Si en el cuatrienio 1901-1904 hubo 168 huelgas, en el cuatrienio 1907-1910 hubo 785. De aquella etapa queda como testimonio la denominación que el sindicato de panaderos -dominado por los anarquistas- le dio a las facturas, durante el curso de la huelga de 1902: "cañoncitos", "bombas de crema", "vigilantes" y "bolas de fraile/suspiros de monja".

### El Derecho del Trabajo

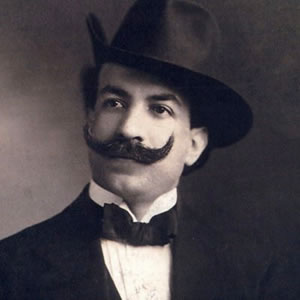
Alfredo Palacios fue en 1904 el primer parlamentario socialista de América y padre del Derecho del Trabajo argentino.

En 1904, sucede un hecho histórico muy especial. El gobierno conservador gobernante había decidido modificar el sistema electoral para establecer la elección de diputados por circunscripciones uninominales. Sucede entonces que, en el barrio de La Boca (Buenos Aires), que contaba con la mayor proporción de obreros del país, es elegido diputado nacional el candidato del Partido Socialista, Alfredo Palacios. Se trata del primer parlamentario socialista de América.
Palacios impulsará la sanción de una serie de leyes laborales que constituyen el inicio del Derecho del Trabajo argentino. La primera ley laboral fue la de descanso dominical (n.º 4661/1905), seguida de la ley de protección de las mujeres y niños en el trabajo (n.º 5291/1907). Fue el único parlamentario con preocupaciones sociales hasta 1912, cuando se sanciona la ley de voto secreto para varones. A partir de esa fecha ingresarán otros diputados socialistas y radicales que lograrán sancionar una cantidad considerable de leyes laborales. En 1920 publicó El nuevo Derecho, el primer libro sobre el Derecho del Trabajo publicado en Argentina.
Simultáneamente con la acción parlamentaria del Partido Socialista algunos sectores del roquismo, preocupados por la modernización del régimen, impulsan investigaciones, proyectos e instituciones relacionadas con los derechos de los trabajadores. Entre estas iniciativas se destacan el Informe sobre el estado de las clases obreras argentinas (1904) realizado por el socialista Juan Bialet Massé, por encargo del ministro Joaquín V. González, que dio lugar a la elaboración de un proyecto de Código de Trabajo, y la creación del Departamento Nacional del Trabajo en 1907, organismo a cargo del cual será designado Perón en 1943 y que luego será convertido primero en Secretaría y luego en Ministerio de Trabajo y Previsión.
La aparición del Derecho del Trabajo daría lugar a una problemática a la que el sindicalismo argentino prestaría mucha atención: la aplicación efectiva de las leyes laborales. Desde 1905 y sobre todo desde 1916 -con la llegada del primer gobierno democrático-, socialistas y radicales lograron sancionar una considerable cantidad de leyes laborales, pero su aplicación efectiva fue muy escasa.[cita requerida] Años después el histórico dirigente sindical municipal socialista Francisco Pérez Leirós denunciaba la falta de aplicación crónica de las leyes laborales:

Se ha revelado en la práctica que las leyes son completamente ineficaces cuando no hay un poder encargado de hacerlas cumplir y de vigilar ese cumplimiento con energía y lealtad... ¿Cómo van a tener esos trabajadores un criterio favorable a las medidas legislativas que cuando se sancionan no se cumplen?
Francisco Pérez Leirós

La cuestión puso en juego un aspecto tan o más importante que la ley misma, relacionado con los mecanismos necesarios para hacerla cumplir: policía del trabajo, el rol y el nivel jerárquico de la repartición pública encargada de atender las demandas del trabajo y la previsión social, la justicia laboral, la autonomía académica del Derecho del Trabajo, y el papel de los sindicatos en el control de las obligaciones patronales. La crónica falta de cumplimiento de las leyes laborales se vio potenciada por una cultura empresarial que consideró que "la legislación laboral constituía una intrusión de los organismos estatales".

### La masacre del 1.º de mayo de 1909

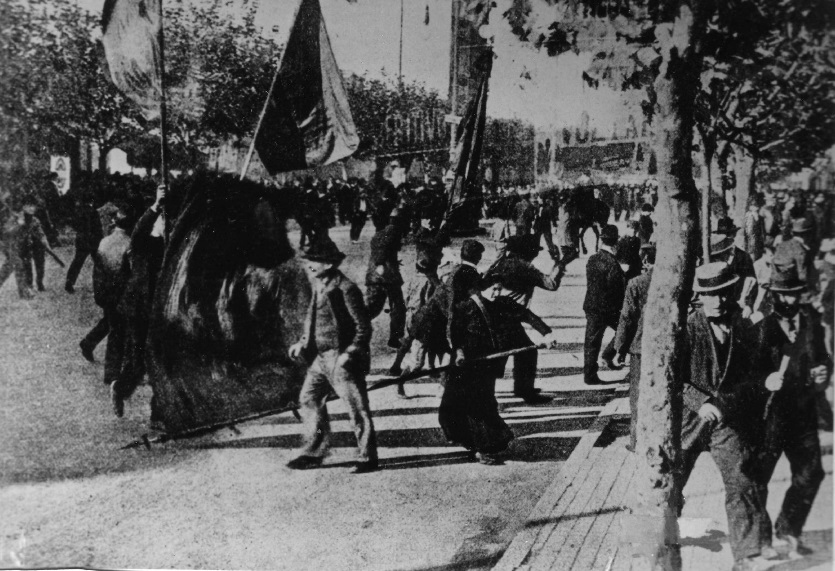
Manifestación del 1 de mayo de 1909 en Buenos Aires.

El 1 de mayo de 1909, durante la conmemoración del Día Internacional de los Trabajadores, se produjo la llamada masacre de la Plaza Lorea de Buenos Aires. La FORA (anarquista) y el Partido Socialista convocaron a actos separados. El acto del PS transcurrió con normalidad, pero el acto de la FORA fue severamente reprimido por la policía, bajo las órdenes directas del coronel Ramón Falcón que se hallaba presente en el lugar y que según el cronista del diario La Prensa dijo "hay que concluir de una vez por todas con los anarquistas". Once obreros murieron y decenas de personas fueran heridas por la policía, que disparó indiscriminadamente contra la multitud cuando ésta se estaba dispersando.
En respuesta a la masacre, la FORA y la UGT, con el apoyo del PS, llaman a la huelga general por tiempo indeterminado, que tuvo una adhesión total por parte de los trabajadores. Buenos Aires y varias ciudades quedaron completamente paralizadas durante una semana.
El 4 de mayo se realiza el entierro de los muertos con una movilización de 300 000 personas, reprimidas nuevamente con un saldo de otro muerto más y decenas de heridos. En el cementerio hablaron las tres corrientes: el anarquista Juan Bianchi (FORA), el diputado socialista Alfredo Palacios (PS) y el sindicalista revolucionario Luis Lotito (UGT).
El día 8 de mayo la huelga sigue y el gobierno acepta negociar con el Comité de Huelga (FORA, UGT y PS), llegándose al siguiente acuerdo: abolición del Código Municipal de Penalidades, libertad de todos los presos por causa de huelgas, reapertura de los locales obreros. Por primera vez en la historia de las huelgas generales un gobierno pactaba con los obreros.
Los asesinatos no fueron investigados y Ramón Falcón fue felicitado por el presidente José Figueroa Alcorta, en un acto del que también participaron los ejecutivos de la Bolsa de Comercio.
El 14 de noviembre de 1909, un joven anarquista Simón Radowitzky asesinó a Ramón Falcón y a su secretario, en venganza por la masacre del 1 de mayo. Radowitzky sería indultado veinte años después por el presidente radical Hipólito Yrigoyen. Los sectores conservadores por su parte elevarían la figura de Falcón a la condición de héroe y mártir de la lucha contra las fuerzas apátridas, construyendo monumentos y denominando con su nombre a la Escuela de Cadetes de la Policía Federal Argentina, hasta que por resolución 167/2011 del Ministerio del Interior pasó a llamarse "Comisario General Juan Ángel Pirker", en memoria del primer Jefe de Policía designado con la recuperación de la democracia el 10 de diciembre de 1983.

### Decadencia del anarquismo
El año 1910 fue el año del Centenario de la Revolución del 25 de mayo de 1810 y la élite argentina había decidido aprovechar la oportunidad de las fastuosas celebraciones, con presencia de gobernantes y personalidades de todo el mundo, para acallar las protestas sociales y políticas crecientes contra el régimen oligárquico y fraudulento.
Pero el movimiento sindical había decidido hacer sentir su presencia declarando ambas centrales (FORA y CORA) la huelga general para el 18 de mayo, apenas cinco días antes del momento culminante de los festejos oficiales. El gobierno respondió declarando el estado de sitio, encarcelando a miles de militantes, clausurando los periódicos y locales sindicales y permitiendo que fuerzas parapoliciales de asalto, lideradas por diputados conservadores como Pedro Luro, quemaran los talleres de La Vanguardia, La Prensa y La Batalla. La represión obligó a las centrales a levantar la huelga el 21 de mayo, pero los festejos se vieron seriamente afectados y tuvieron que realizarse bajo el estado de sitio.

El golpe al movimiento sindical fue violento: había presentado una batalla frontal solo y sin aliados, pues tanto el Partido Socialista como la Unión Cívica Radical no le prestaron apoyo. El estado de sitio fue levantado en octubre, pero las organizaciones sindicales estaban desmanteladas. Especialmente la F.O.R.A., que recién se recuperará para mediados de la segunda década, pero ahora, bajo la hegemonía sindicalista. Como reconoce Diego Abad de Santillán: “Aquí culmina un capítulo inolvidable de la historia del anarquismo en Argentina”.
Julio Godio

## Democracia, negociación colectiva y masacres obreras

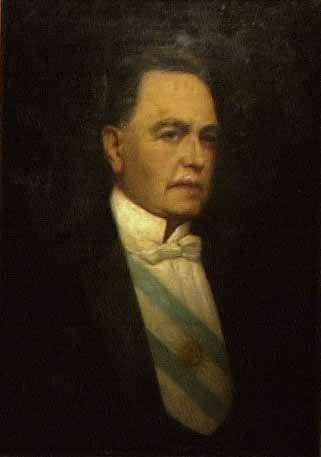
Hipólito Yrigoyen fue el primer presidente argentino elegido democráticamente. Llevó adelante una novedosa política de mediación en los conflictos laborales, que permitió los primeros convenios colectivos de trabajo y la expansión del sindicalismo, pero también una violenta política represiva que causó las mayores masacres obreras de la historia argentina.

En 1910 comenzó un tenso proceso de negociaciones entre el presidente Roque Sáenz Peña por el oficialismo e Hipólito Yrigoyen por la Unión Cívica Radical para establecer un régimen de elecciones libres que el radicalismo y otras fuerzas políticas populares venían exigiendo desde la Revolución de 1890. Las negociaciones dieron como resultado la sanción ese mismo año de la llamada Ley Sáenz Peña de sufragio secreto y obligatorio para todos los varones. Si bien la ley excluía a las mujeres (que recién conquistarían su derecho a votar y ser votadas en 1947), la Ley Sáenz Peña significó un gran paso adelante en la instalación de la democracia en el país. Contra lo esperado por el establishment, en 1916 fue elegido presidente de la Nación Hipólito Yrigoyen, considerado como el primer presidente democrático de Argentina. El poder económico y las fuerzas conservadoras no terminarían de aceptar las reglas de juego democráticas y en 1930 dieron el primero de una serie de golpes de estado cívico-militares, con los que interrumpirían todos los procesos democráticos durante las siguientes cinco décadas.
Yrigoyen establecería como Presidente una nueva política frente a los conflictos laborales, mediando en los mismos para promover negociaciones colectivas entre los sindicatos y las empresas que permitieran llegar a convenios colectivos de trabajo, o finalmente a laudos dictados por el Poder Ejecutivo. La política mediadora del primer gobierno radical impulsó el sindicalismo, pero paradójicamente también tuvo su contracara brutal en una política extremadamente represiva, que produciría las más grandes masacres obreras de la historia argentina.

### Dos FORAs: hegemonía del sindicalismo revolucionario
Luego de la violenta represión de 1910, el anarquismo comenzó su decadencia en el movimiento sindical, a la par del ascenso de la corriente sindicalista revolucionaria y en menor medida la corriente socialista. Luego de dos fallidos intentos de fusión de la FORA y la UGT-CORA, está última central decidió disolverse en 1914 para que todos sus sindicatos se afiliaran a la FORA, con el apoyo de un sector de los sindicatos anarquistas. De este modo los sindicalistas revolucionarios lograron ser mayoría en una central unificada, hegemonía que se impuso finalmente en el IX Congreso realizado en 1915, donde la mayoría de los sindicatos decidieron eliminar de los estatutos de la FORA la obligación de adherir al anarquismo.
Sin embargo la unidad sindical duró pocos días ya que al mes siguientes 21 sindicatos decidieron desconocer el 9.º Congreso y organizarse como central aparte, siguiendo los estatutos aprobados en el 5.º Congreso, que establecía la adhesión de la central al anarquismo. Desde entonces la central que reunía a sindicalistas revolucionarios (mayoría), socialistas y a partir de 1918 también comunistas, será conocida con el nombre de FORA del IX Congreso, mientras que la central anarquista sería conocida como FORA del V Congreso o FORA Quintista.
La FORA del 9.º Congreso contaba en sus filas con dos poderosas federaciones nacionales recién creadas en dos ramas estratégicas para el modelo agroexportador: la Federación Obrera Marítima (FOM) fundada en 1910 y la Federación Obrera Ferrocarrilera (FOF) fundada en 1912.

### Voto secreto, democracia y sindicalismo
El voto secreto y obligatorio para varones tuvo una gran importancia tanto para aumentar la cantidad de votantes (en las once elecciones presidenciales entre 1853 y 1910 el promedio de participación electoral fue del 1,7% de la población total) como para liberar el voto de los trabajadores, en particular de los trabajadores rurales que por entonces aún superaban la mitad de la población, cautivo hasta allí de la voluntad de los estancieros. Desde puntos de vista opuestos, el estanciero y diputado conservador Carlos Rodríguez Larreta y el escritor radical Ricardo Rojas, coinciden en señalar la relación entre el sistema de voto y el sistema de relaciones laborales:

Si mi peón hubiera tenido la misma acción que yo para resolver los problemas económicos internacionales, o políticos del país, habríamos estado viviendo bajo un régimen absurdo. No ha sido así, gracias a Dios, porque yo he dirigido a mi peón. Pero el voto secreto lo independiza, al privarlo de una influencia saludable y legítima... Y lo malo es que, a menudo no tenemos un solo peón sino varios, y que algunos tienen muchos.
Carlos Rodríguez Larreta

El odio a la ley Sáenz Peña proviene de que ya no se puede arriar votantes como acémilas... En los valles de Humahuaca, se canta, por ejemplo, que recuerdo ahora:

En el cuarto oscuro,
vidalitá
no manda el patrón,
cada ciudadano,
vidalitá,
tiene su opinión.

Claro es que esto no les gusta a ciertos patrones; pero el pueblo sabe, sin embargo, cuál es camino.
Ricardo Rojas

Debido a la ley de voto secreto y obligatorio los resultados electorales modificaron completamente el signo que habían tenido los últimos 60 años. Eso se haría evidente en las relaciones laborales y el movimiento sindical.

### Crecimiento del movimiento sindical

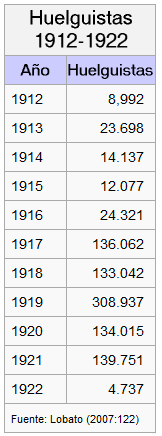
La cantidad de huelguistas se multiplicó por diez durante el gobierno de Yrigoyen (1916-1922).

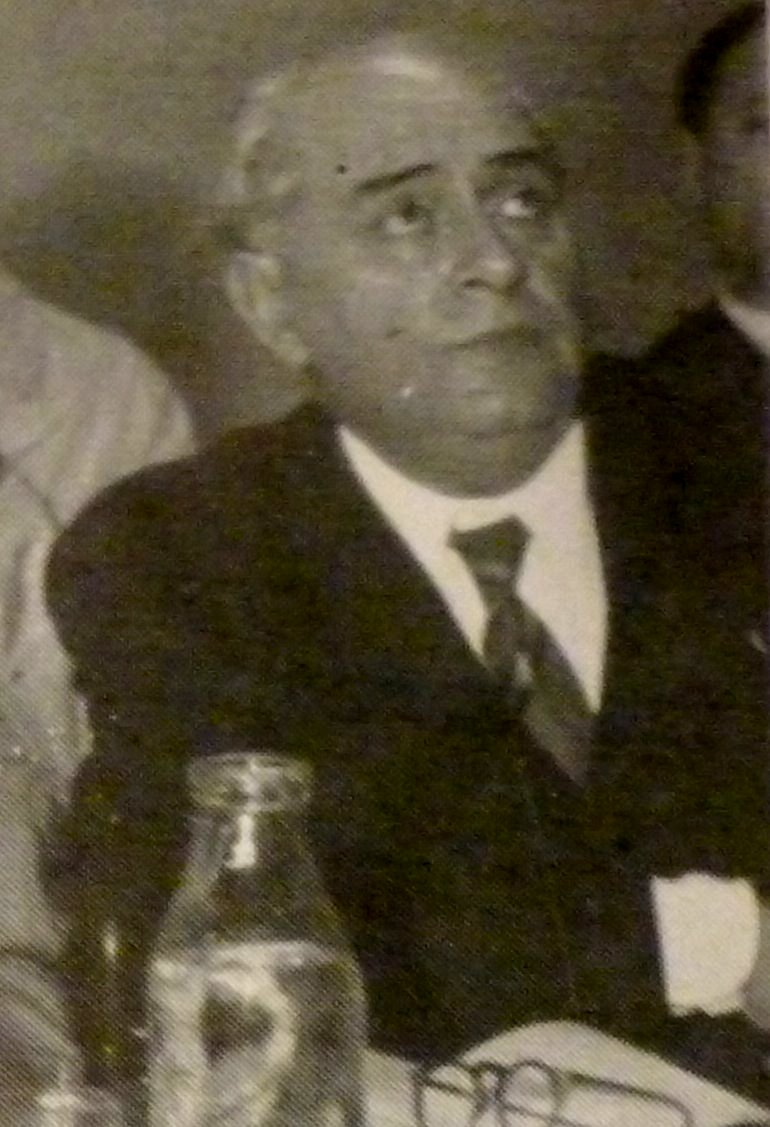
Sebastián Marotta en 1943. Fue el máximo representante de la corriente sindicalista revolucionaria, corriente mayoritaria en Argentina en las décadas de 1910 y 1920. Fue el secretario general de la FORA IX durante el primer gobierno de Hipólito Yrigoyen. Luego sería uno de los artífices de la creación de la CGT. Los tres tomos de su libro El movimiento sindical argentino, es una de las obras clásicas de la historiografía sindical en Argentina.

El presidente Yrigoyen adoptó una novedosa política de mediación estatal ante los conflictos laborales, promoviendo su resolución mediante negociaciones colectivas o laudos arbitrales cuando no se llegaba a un acuerdo. El historiador radical Gabriel del Mazo da cuenta del nuevo enfoque que el radicalismo trajo frente a las conflictos laborales, relatando la respuesta de Yrigoyen a la delegación patronal que le había exigido reprimir la huelga ferroviaria de 1917:

¿Esa es la solución que ustedes traen al gobierno de su país; es esa la medida que vienen ustedes a proponer al gobierno que ha surgido de la entraña misma de la democracia, después de treinta años de predominios y privilegios? Entiendan, señores, que los privilegios han concluido en el país y que de hoy en más, las fuerzas armadas de la Nación no se moverán, sino en defensa de su honor o de su integridad. No irá el gobierno a destruir por la fuerza esta huelga que significa la reclamación de dolores inescuchados.
Hipólito Yrigoyen.

Durante el primer gobierno radical las huelgas se multiplicaron por diez y se extendieron en el tiempo (ver gráfico), hecho que fue también utilizado por los sectores y medios conservadores para denunciar el "caos social" y exigir políticas represivas. Yrigoyen respondió aplicando su política de mediación en los conflictos, como sucedió en sus exitosas intervenciones en las huelgas de los trabajadores marítimos en 1916/1917 y ferroviarios de 1917. Pero cuando la mediación estatal fracasaba, la represión contra los trabajadores alcanzó grados de violencia que nunca antes había alcanzado, incluyendo la formación de grupos parapoliciales de choque antiobreros, como la siniestra Liga Patriótica Argentina conducida por el radical Manuel Carlés.
De la mano de las libertades democráticas y la política tolerante del gobierno frente a los sindicatos y las huelgas, el sindicalismo se expandió en forma exponencial durante el primer gobierno de Yrigoyen. Mientras que al finalizar 1915 la FORA tenía 51 sindicatos con 20 000 cotizantes anuales, en diciembre de 1920 el número había subido a 734 sindicatos, y los cotizantes a 700 000 por año.
| Crecimiento de la FORA IX 1915-1920 | Crecimiento de la FORA IX 1915-1920 | Crecimiento de la FORA IX 1915-1920 |
| Año                                 | Sindicatos                          | Cotizantes anuales                  |
| ----------------------------------- | ----------------------------------- | ----------------------------------- |
| 1915                                | 51                                  | 20 521                              |
| 1916                                | 70                                  | 39 504                              |
| 1917                                | 199                                 | 143 928                             |
| 1918                                | 350                                 | 421 182                             |
| 1919                                | 530                                 | 488 549                             |
| 1920                                | 734                                 | 700 000                             |
| Fuente: Palacios (1960:226-227).    |                                     |                                     |

En diciembre de 1919 la FORA contaba con 118 200 miembros, la mitad de los cuales cotizaba mensualmente y la otra mitad lo hacía al menos una vez al año.
El sindicalismo argentino no solo creció en cantidad, sino que también se expandió a nuevos sectores productivos y a nuevas regiones no sindicalizadas. En este período se organizan sindicalmente asalariados de clase media que se habían mantenido alejados del sindicalismo. Las empleadas de comercio de Gath y Chaves organizaron una gran huelga que dio nacimiento a la Federación General de Empleados de Comercio de Buenos Aires. Los maestros y maestras organizaron los primeros sindicatos docentes. Los bancarios realizan la primera huelga en 1919 y crean la Asociación Bancaria en 1924. Los actores y actrices realizan la primera huelga en 1919 y ese mismo año crean la Asociación Argentina de Actores. En esta época se organizó la Federación Argentina de la Aguja, liderada por Cesáreo Díaz y Juana Rouco Buela, esta última la primera argentina en dirigir un sindicato nacional. Las telefonistas también jugaron un papel decisivo en la huelga telefónica de 1919 y en el primer sindicato del sector, la Federación del Telefonistas.
La expansión geográfica también fue notable. Las dos FORAs establecieron sólidas organizaciones sindicales entre los trabajadores rurales. Entre 1918 y 1921 se realizaron las primeras huelgas en los obrajes forestales del norte de Santa Fe y Chaco (La Forestal) -difundidos en la película Quebracho-, en las plantaciones de yerba mate de Corrientes y Misiones -donde el mensú era explotado en condiciones de esclavitud, y que ha sido retratado en la novela El río oscuro y la película Las aguas bajan turbias-, y en las estancias lanares de la Patagonia, registradas en la película La Patagonia rebelde. Simultáneamente, en 1920 la FORA del IX Congreso celebró un Pacto de Solidaridad con la Federación Agraria Argentina, organización representativa de los chacareros, arrendatarios y pequeños agricultores, en constante lucha contra los grandes propietarios de tierras.
En el poder y la extensión geográfica que adquirió la FORA y con ella el sindicalismo en Argentina, hay que señalar el papel jugado por las federaciones sindicales marítima (FOM) y ferroviaria (FOF), que utilizaban los barcos y los trenes como herramienta de difusión sindical y organización de los trabajadores de las distintas regiones del país.

### La Revolución rusa y la corriente sindical comunista
En noviembre de 1917, un año después de que Yrigoyen se convirtiera en Presidente de Argentina, se produjo la Revolución rusa que terminó con la autocracia de los zares y dio origen a la Unión Soviética: por primera vez se organizó un Estado obrero opositor al capitalismo bajo la ideología del comunismo marxista leninista.
El hecho impactará profundamente en el mundo:
- Apareció un contra-poder mundial para el capital;
- aparecieron en todos los países los partidos comunistas, alcanzando en algunos casos a constituirse en grandes fuerzas políticas, incluso mayoritarias;
- aparecieron en todos los países del mundo corrientes sindicales comunistas;
- apareció una corriente represiva que tomaría la denominación de anticomunismo.

En Argentina el Partido Socialista sufrió una fractura de la que emergerá en enero de 1918 el Partido Socialista Internacional, que luego cambiará su nombre a Partido Comunista de la Argentina. En el sindicalismo, la corriente comunista se hará fuerte en la década de 1930 sobre todo en varios sindicatos industriales (carne, textil, vestido, construcción), sin llegar nunca a ser mayoritaria.

### Escándalo en la creación de la OIT
En noviembre de 1919 se reunió en Washington la Conferencia Internacional que daría origen a la Organización Internacional del Trabajo (OIT). La OIT es un organismo tripartito gobernado por delegados de los gobiernos, los sindicatos y los empleadores, por lo que correspondía a la Argentina enviar a la organización sindical "más representativa" en nombre de los trabajadores argentinos.
El gobierno de Yrigoyen, en lugar de convocar a la FORA que era indudablemente la central obrera más representativa del país, decide unilateralmente encargar al sindicato ferroviario La Fraternidad, la representación del movimiento sindical argentino en la conferencia de creación de la OIT. La Fraternidad era un sindicato autónomo de la FORA, con mejores relaciones con el gobierno radical y eligió a Américo Baliño para esa responsabilidad, quien tuvo una buena participación en la Conferencia. El hecho generó un escándalo internacional, porque Léon Jouhaux, en nombre de la Federación Sindical Internacional cuestionó la falta de representatividad de La Fraternidad, y el delegado obrero argentino estuvo a punto de quedar fuera de la Conferencia. Finalmente, el delegado argentino fue aceptado gracias al voto de los gobiernos y empleadores, pero con el voto en contra de prácticamente todos los delegados obreros. En el futuro el gobierno argentino consultará previamente con la FORA antes de designar al delegado obrero a la Conferencia anual de la OIT.

### Masacres obreras
Durante los gobiernos radicales se produjeron las mayores matanzas obreras de la historia argentina. Miles de obreros resultaron asesinados, fusilados, torturados y desaparecidos en varias jornadas represivas. El radicalismo combinó una novedosa política de mediación para promover la negociación colectiva entre empleadores y sindicatos para resolver los conflictos laborales, con una política represiva, que incluyó asesinatos masivos y la actuación de organizaciones parapoliciales terroristas de extrema derecha como la Liga Patriótica Argentina, liderada por el dirigente radical Manuel Carlés y la Asociación Nacional del Trabajo.

#### Semana trágica

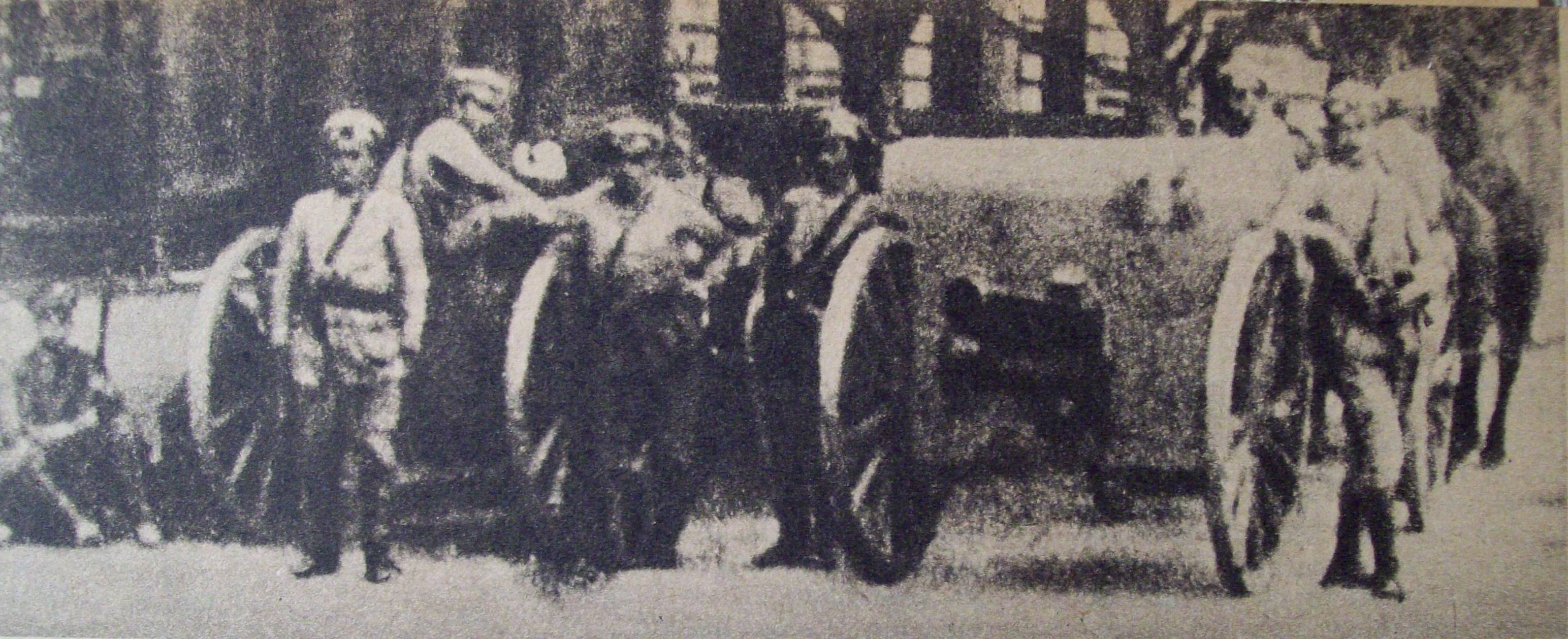
Cañones en la esquina del Congreso, durante la Semana Trágica de enero de 1919.

En diciembre de 1918 había empezado una huelga en la fábrica metalúrgica Vasena, ubicada en el barrio de San Cristóbal en Buenos Aires. El gobierno tomó intervención y propuso un acuerdo que reunía la mayor parte de los reclamos obreros, pero la empresa se mostró extremadamente intransigente y apostó a desgastar a los huelguistas. Sin embargo la huelga se extendió apoyada en la solidaridad del barrio. Durante todo un mes la tensión fue creciendo, con enfrentamientos, intentos de asesinato de los delegados y varios heridos.
El sindicato metalúrgico pertenecía a la FORA anarquista, frontalmente opuesta al “democratismo” y el diálogo social yrigoyenista, a la espera de un estallido social que derrumbara al capitalismo. El gobierno negociaría durante el conflicto con la FORA IX, de tendencia sindicalista revolucionaria y cercana al gobierno, pero esta central mayoritaria no tenía afiliados en Vasena.
El 7 de enero de 1919 un grupo de rompehuelgas, custodiado por más de cien policías, se enfrentó con el piquete huelguista que bloqueaban la entrada a la fábrica, y la policía desencadenó un pandemónium, descargando más de dos mil balas en dos horas, que dejó cinco personas muertas y más de 40 heridas. Tres de los muertos estaban en sus casas. El parte policial informaba que solo cuatro policías habían resultado heridos: un teniente con “herida punzante”, un cadete con “contusión en dedo del pie”, un agente con “mordisco en el dedo meñique” y otro agente con “contusión en la frente”.
Ante la masacre, la FORA del V Congreso declaró la huelga general a la que adhirieron sindicatos de ambas centrales y la ciudad quedó paralizada. El 9 de enero decenas de miles de personas se reunieron para enterrar a sus muertos en el Cementerio de la Chacarita. El cortejo fue atacado varias veces en el camino y al llegar al cementerio la policía disparó a mansalva sobre la multitud, matando a 50 personas e hiriendo a cuatrocientas. La indignación por la matanza produjo una insurrección popular que expulsó a la policía de los barrios obreros.
Esa misma noche Yrigoyen ordenó al Ejército recuperar el control de la ciudad, bajo el mando del general Luis Dellepiane, un militar incondicional de Yrigoyen que había participado en la Revolución radical de 1905. Durante tres días Buenos Aires sería zona liberada para la acción homicida del Ejército, la policía y grupos de civiles armados y "guardias cívicas radicales", que unos días después se organizarían bajo el nombre de Liga Patriótica Argentina. Fueron arrasados los barrios obreros, incluyendo el barrio judío del Once, donde las fuerzas represivas produjeron el único pogrom (matanza de judíos) que se haya realizado en el continente americano, convocando a “cazar rusos”. En medio de la masacre apareció la frase “yo, argentino”, utilizada como salvoconducto para salvar la vida. El saldo fue de unos 800 muertos nunca identificados: ancianos, mujeres, niños, hombres. Hubo también decenas de desaparecidos, miles de heridos, y más de 50 000 detenidos. Fueron quemadas viviendas obreras, sinagogas, locales sindicales y partidarios, periódicos, bibliotecas populares y judías, cooperativas. El gobierno detuvo y torturó a miles de ciudadanos, como el inmigrante judío Pinie Wald al que acusó falsamente de ser el líder de una revolución judeo-comunista y facilitó a los grupos parapoliciales las comisarías donde establecieron sus bases operativas. Una vez liberado Pinie Wald relató las torturas y ultrajes sufridos en el libro Koschmar (Pesadilla), escrito en idish y traducida al español recién en 1987.
Los dos FORAs fueron incapaces de operar en algún sentido para frenar la matanza. La FORA anarquista porque se oponía a todo contacto con el gobierno o los diputados y simplemente se limitó a promover la insurrección, y la FORA IX porque se mostró dubitativa y sin control de los sindicatos ni influencia sobre los huelguistas.
La responsabilidad de Yrigoyen ha tratado de ser explicada o atenuada por la historiografía radical. Hay consenso entre los estudiosos en considerar que Yrigoyen fue superado por los sectores más duros y criminales que actuaban dentro y fuera del radicalismo. Pero también hay consenso en considerar que Yrigoyen se encontraba al mando de las fuerzas represivas y que fue responsable tanto por las decisiones que tomó, como por las que no tomó, entre ellas el encubrimiento de los hechos y la impunidad de los asesinos. Un historiador radical como Gabriel del Mazo le atribuye responsabilidad a "la oligarquía política y plutocrática en acecho, cuya aspiración enderezó a derribar el gobierno constitucional mediante una operación militar y so pretexto de restablecer el orden alterado". Otro historiador radical, como Félix Luna afirma genéricamente que "Yrigoyen se vio obligado a tomar medidas enérgicas para garantizar la tranquilidad de la población". Luego de la masacre, el gobierno felicitó públicamente a las tropas que ejecutaron la represión y la alta sociedad organizó una colecta para premiarlos con dinero.
A casi cien años de la masacre, las víctimas siguen sin ser oficialmente recordadas. En 1972 Julio Godio escribió un libro titulado La semana trágica, recuperando el hecho para la memoria colectiva. Más recientemente un documental de Herman Szwarcbart, Un pogrom en Buenos Aires (2007), registró testimonios del grado de barbarie, odio de clase y racismo de aquella acción. La fábrica Vasena fue demolida en 1940 y allí se creó un espacio al que se le puso el nombre de Plaza Martín Fierro.

#### Patagonia rebelde

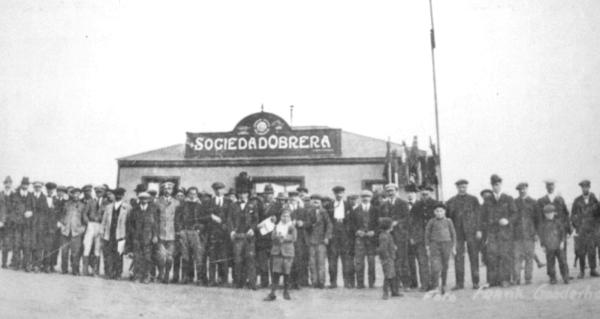
Obreros en huelga durante la Patagonia rebelde.

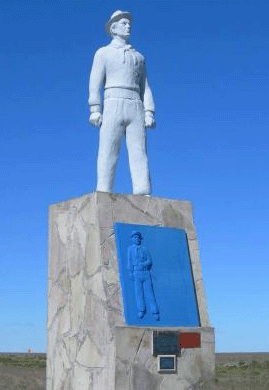
Monumento a José Font (Facón Grande), uno de los líderes de las huelgas patagónicas, levantado en el lugar en que fue fusilado por las fuerzas del gobierno.

En noviembre de 1920 estalló en Santa Cruz una huelga de peones rurales y trabajadores de los frigoríficos. De inmediato, los estancieros más grandes, como Menéndez Behety, la Sociedad Rural, los frigoríficos ingleses e incluso la embajada de Gran Bretaña pidieron la intervención del gobierno nacional para terminar con la huelga.
La huelga era conducida principalmente desde la Sociedad Obrera de Río Gallegos, creada en 1918. Su secretario general era Antonio "el Gallego" Soto, un anarquista español que pertenecía a la FORA anarquista (FORA V). Con la extensión del conflicto, se sumaron a la huelga otras sociedades obreras instaladas en las demás ciudades santacruceñas. Tres corrientes sindicales (anarquistas, socialistas y sindicalistas revolucionarios) entraron en conflicto entre sí, pero la preeminencia la tuvieron los anarquistas de la FORA V. El conflicto estuvo plagado de hechos violentos, desde golpizas, torturas y asesinatos de sindicalistas por parte de la policía y el grupo parapolicial Liga Patriótica Argentina, hasta la toma de estancias y de rehenes por parte de los huelguistas.
Yrigoyen dio órdenes de mediar en el conflicto y llegar a un acuerdo. Para ello envió un nuevo gobernador yrigoyenista, Ángel Yza, y poco después al coronel Héctor Benigno Varela, al mando de un regimiento del Ejército. Yza y el coronel Varela lograron acercar a las partes y llegar a un acuerdo que se formalizó mediante un laudo del gobernador, aceptado por los sindicatos y los empresarios, que fue finalmente homologado el 22 de febrero de 1921.
Inmediatamente después de que se retiraran las tropas, los estancieros desconocieron el acuerdo y tomaron represalias utilizando a los grupos parapoliciales. En octubre se inicia una nueva ola de tomas de estancias, pueblos y rehenes.
En noviembre Yrigoyen volvió a mandar al coronel Varela al mando de 200 soldados, esta vez con la orden de “pacificar” la Patagonia otorgándole el bando de pena de muerte para aplicar a los huelguistas por subversión. Entre el 11 de noviembre de 1921 y el 10 de enero de 1922 el Ejército procedería a detener y fusilar a cientos de huelguistas, que Osvaldo Bayer estima llegaron a 1500. Los cadáveres fueron quemados y enterrados sin marcas. El gobierno de Yrigoyen nunca dio una lista de las personas ejecutadas ni realizó ningún informe de las operaciones.
Los fusilamientos de la Patagonia fueron intencionalmente olvidados, a excepción de un libro del radical yrigoyenista José María Borrero, titulado La Patagonia trágica, que pasó desapercibido. Cincuenta años después de las matanzas, Osvaldo Bayer publicó La Patagonia Rebelde, que a su vez sirvió de libro para la película del mismo nombre, dirigida por Héctor Olivera con Luis Brandoni, Federico Luppi y Pepe Soriano representando a los líderes sindicales de la huelga. Estrenada en 1974 fue inmediatamente censurada hasta 1984.
Recién en 2014, noventa y tres años después, el Estado argentino inició la búsqueda de los restos de los trabajadores fusilados en la Patagonia, para darles adecuada sepultura y rendirles memoria. El 26 de enero de 2015 se encontraron los primeros restos en la estancia La Anita, propiedad de la familia Braun, donde se produjo una de las mayores matanzas.

#### La Forestal
Entre 1919 los trabajadores y trabajadoras de la empresa inglesa La Forestal, productora de quebracho y tanino en el norte de la provincia de Santa Fe construyeron una sólida organización sindical afiliada a la FORA del 9.º Congreso y declararon una huelga general que finalizó con la firma de un avanzado convenio colectivo.
En los dos años siguientes la empresa incumplió el convenio y logró que el gobierno radical de Santa Fe creara una fuerza policial financiada por la empresa para cuidar sus intereses, denominada Gendarmería Volante. Simultáneamente la organización parapolicial Liga Patriótica Argentina se instaló en la zona, en tanto que el movimiento sindical se dividía en luchas intestinas entre las FORAs noventista y quintista.
En esas condiciones en diciembre de 1920 La Forestal inició un lock out prolongado, cerrando sus fábricas y despidiendo a miles de trabajadores, exponiendo a la inanición a varias poblaciones (Villa Guillermina, La Gallareta, Villa Ana, Tartagal, etc.). El 29 de enero de 1921 se produjo un estallido social generalizado en la región, con decenas de enfrentamientos armados en los pueblos y bosques durante tres meses. El estallido fue salvajemente reprimido por la Gendarmería Volante y el grupo parapolicial Legión Patriótica, causando el asesinato de unos 600 obreros y obreras, torturas, violaciones y quema de viviendas. Recién en noviembre de 1922 La Forestal reabrió sus fábricas. Para entonces el Sindicato del Tanino y todo asomo de organización sindical en los trabajadores y trabajadoras del quebracho había desaparecido.
Tres décadas después, con los quebrachales talados, La Forestal cerraría definitivamente sus plantas en Argentina, causando el mayor desastre social y ecológico que una empresa haya podido generar en la historia argentina.
Esta masacre que había sido difundida por la película Quebracho (1974), de Ricardo Wüllicher, ha sido recientemente estudiada en detalle por Alejandro Jalinski en el libro Revuelta obrera y masacre en La Forestal: sindicalismo y violencia empresaria en tiempos de Yrigoyen.

#### Masacre de Napalpí
El Territorio Nacional del Chaco se perfilaba como el primer productor nacional de algodón, Alvear nombra como gobernador del Territorio Nacional del Chaco al estanciero algodonero y político radical Fernando Centeno
La Reducción Aborigen de Napalpí era un obraje donde los indígenas eran obligados a trabajar en condiciones de semiesclavitud. -En julio de 1924, los indígenas qom y mocoví se declararon en huelga. Denunciaban los maltratos y la explotación de los terratenientes. Y planeaban marchar a los ingenios azucareros de Salta y Jujuy. Pero el gobernador Fernando Centeno les prohibió abandonar Chaco y, ante la persistencia indígena, ordenó la represión.
En 1924 se produjo una gran protesta laboral de indígenas tobas y mocovíes en la localidad de Napalpí, en el entonces territorio nacional del Chaco, por las condiciones indignas de la producción algodonera. La protesta fue reprimida por la policía, asesinando a unas 200 personas. Esto aconteció durante la presidencia de Marcelo T. de Alvear, pero como en los demás casos no se abrió una investigación ni se dio a conocer una lista de damnificados.

### Crisis sindical y nuevo sindicalismo: Unión Ferroviaria, USA y COA
El impacto de las masacres obreras con miles de trabajadores y trabajadoras muertas, llevó a una crisis del sindicalismo en la década de 1920, tal como venía desarrollándose en las décadas anteriores. La democracia instalada con el voto secreto y obligatorio, había abierto las puertas a un sindicalismo de masas orientado a la negociación colectiva, muy diferente del sindicalismo militante semiclandestino que se había desarrollado durante el régimen oligárquico.

La Semana Trágica, la matanza de La Forestal y la masacre de la Patagonia, fueron los más resonantes de los sucesos represivos, que pusieron fin a un ciclo de la historia del movimiento sindical.
Rubens Iscaro

En la década de 1920 aparece un nuevo tipo de organización sindical: la unión sindical por rama de ámbito nacional. En 1922 se creó la primera unión, la Unión Ferroviaria (UF), que sirvió de modelo para otros importantes sindicatos argentinos: en 1924 la Asociación Bancaria, en 1925 la Asociación de Trabajadores del Estado (ATE) y en 1928 se reorganiza la Unión Tranviarios siguiendo el mismo modelo centralista. La unión por rama nacional se diferenció de la federación nacional por rama, por establecer una organización de primer grado más centralizada y mejor financiada, y menos sujeta también a las fracturas y divisiones de una federación de sindicatos (segundo grado). La unión nacional no reemplazó a las federaciones y confederaciones nacionales de rama y ambas formas convivieron y siguen conviviendo en el sindicalismo argentino. De hecho a comienzos de la década de 1930 se crearía la Confederación de Empleados de Comercio, que se convertiría junto a la UF en una de las organizaciones sindicales más poderosas de las siguientes décadas. Ambas formas (la unión y la federación nacionales) fueron predominando sobre el sindicato por oficios -modalidad que se volvió minoritaria-, y desplazaron completamente al sindicato por empresa que nunca tuvo un desarrollo importante.
La nueva organización sindical centralizada y vertical, especialmente la unión por rama nacional del que la Unión Ferroviaria fue el modelo madre, se correspondía con la nueva organización empresarial verticalista que generalizó la empresa estadounidense Ford Motor Company y que por eso recibió el nombre de fordismo:

El primer acontecimiento es el surgimiento del fordismo. La gran fábrica fordista se convierte en modelo de la organización de la sociedad (e incluso de los partidos políticos). Surge la producción en cadena, el “obrero masa” y la sociedad de masas. Se desarrolla la negociación colectiva por rama. Los sindicatos responden a estos cambios rediseñando sus estructuras para representar a
los trabajadores en los procesos de trabajo fordistas; se desarrollan las uniones sindicales, surgen las comisiones internas y los cuerpos de delegados. Ese proceso se inicia en los años veinte en EE.UU. y Europa Occidental, y en la propia URSS y llega a la Argentina en la misma década, con las primeras empresas norteamericanas que se instalan en el país. La negociación colectiva por rama de actividad y a escala nacional es aceptada progresivamente como instrumento prioritario por las organizaciones empresarias y sindicales.
Julio Godio

En 1922 fracasa un nuevo intento de unidad entre las dos centrales sindicales y poco después la FORA del IX decide disolverse. Los sindicatos pertenecientes a la corriente sindicalista revolucionaria deciden entonces formar una central que adhiera a esa ideología y crean la Unión Sindical Argentina (USA). La USA se integraría a la CGT en 1930, reaparecería en 1935 y volvería a integrarse a la CGT en 1945. Su estructura tendrá gran importancia en la conformación del Partido Laborista en 1945 que llevó como candidato presidencial a Juan D. Perón, al punto que su primer presidente fue el último secretario general de la USA, Luis Gay.
La definición de la USA como central sindicalista revolucionaria llevó a que los sindicatos socialistas, comunistas y autónomos abandonaran progresivamente la central. En 1926 varios de esos sindicatos, liderados por la Unión Ferroviaria, crearon la Confederación Obrera Argentina (COA), que adoptó un principio de organización de gran importancia, y que la hacía diferir totalmente de la FORA y de la USA: la forma básica de la organización sindical debía ser la unión o federación por rama nacional. El sindicalismo argentino comenzaba a preparar grandes estructuras sindicales capaces de negociar con las grandes empresas, las organizaciones empresariales y el gobierno.

## De 1930 a 1943

### Contexto: un nuevo modelo
La crisis económica mundial de 1929, la era del petróleo, el ascenso de Estados Unidos como potencia mundial y el golpe de Estado cívico-militar de 1930 que derrocó al presidente constitucional Hipólito Yrigoyen, abrieron la puerta a un cambio completo del modelo político-económico de Argentina, que tendrá consecuencias profundas para el movimiento obrero y el sistema de relaciones laborales. Fue el primero de una serie de golpes de estado que impedirían la consolidación de la democracia en Argentina hasta 1983.
La dictadura provisional de Uriburu, surgida del golpe, se continuó con un régimen fraudulento conocido como la Década infame (1930-1943), controlado por una alianza del conservadurismo con un sector del radicalismo denominado Unión Cívica Radical Antipersonalista y un sector del socialismo denominado Partido Socialista Independiente, que adoptó el nombre de la Concordancia. La Concordancia preservó la actividad agro-ganadera dependiente de la exportación hacia el Reino Unido, mediante el Pacto Roca-Runciman, que fue cuestionado por algunos sectores, en el área industrial aumentó el proteccionismo, lo que produjo un nuevo esquema de sustitución de importaciones que generó un extenso sector industrial con mayor utilización de mano de obra asalariada y estableció una mayor regulación de la actividad económica por parte del Estado mediante agencias estatales (Banco Central, Junta Nacional de Granos, Junta Nacional de Carnes, Corporación Argentina de Productores, etc. creadas al efecto). La Década infame finalizaría con el derrocamiento del gobierno fraudulento de la Concordancia mediante el golpe de Estado de 1943, en cuyo curso surgiría el peronismo.

### Aparece la CGT

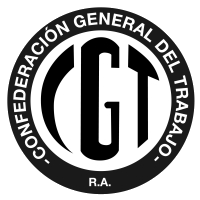
El 27 de septiembre de 1930 se concretó la creación de la Confederación General del Trabajo, como fruto del acuerdo entre las corrientes sindicalista revolucionaria, socialista y comunista. A partir de ese momento la CGT se mantendrá como la principal central sindical argentina.

Pocos días después del golpe militar, el 27 de septiembre de 1930 se fundó la Confederación General del Trabajo (CGT). Sin embargo, habría que esperar aún seis años más para que la misma se organizara formalmente con su Congreso Constituyente desarrollado entre el 31 de marzo y el 2 de abril de 1936. Hasta entonces la CGT actuará mediante sencillos mecanismos de articulación sindical.
La creación de una central sindical unitaria era un objetivo explícito de todas las corrientes del movimiento obrero argentino desde sus mismos inicios. La iniciativa de crear la CGT surgió de la Federación Obrera Poligráfica Argentina (FOPA), organización sindical que había desarrollado una cultura pluralista debido a que tenía una conducción compartida por las corrientes socialista (Pedro Porcel), sindicalista revolucionaria (Sebastián Marotta) y comunista (Manuel Punyet Alberti). Ya en 1927 la FOPA había emitido una declaración convocando a crear una central sindical unitaria que reuniera a todas las vertientes:

En estas circunstancias toda división constituye un verdadero crimen contra los intereses proletarios, en beneficio exclusivo de la clase capitalista... Todos los esfuerzos para unir en un solo organismo nacional a todos los explotados por el régimen burgués y capitalista en la región argentina.
Federación Obrera Poligráfica Argentina, 1927

La USA (sindicalista) y la COA (socialistas) aceptan la fusión, en tanto que la FORA (anarquista) la rechaza. Por su parte los sindicalistas comunistas se oponen a los términos de la unidad sindical, y prefieren orientarse a la creación de sindicatos y una central claramente alineada con el comunismo. Un sector del socialismo (Pérez Leirós) también se opuso a la unidad, lo que llevará al retiro de La Fraternidad del proceso de unidad. Pero la Unión Ferroviaria, liderada por socialistas cercanos a los sindicalistas, presionó agresivamente y finalmente logró el consenso suficiente para crear una central pluralista, la CGT.
El golpe de Estado militar del 6 de septiembre de 1930, la inmediata ilegalización de la FORA anarquista y el comienzo de la represión al conjunto del movimiento obrero precipitaron la unidad. El 27 de septiembre de 1930 se determinó el nombre de la organización, tomado de su homónima francesa de tendencia sindicalista revolucionaria, y se elige a su primera conducción:
- Secretario General: Luis Cerruti (UF-COA)
- Prosecretario: Alejandro Silvetti (Ebanistas, USA)
- Tesorero: Andrés Cabona (USA)
- Protesorero: José Negri (UF, COA)
- Vocales: Abraham Resnik (USA), Segundo Ortiz (USA), José Milani (USA), Luis González (COA), Ceferino López (COA), Antonio Melani (COA).[143]

En ese momento la CGT representaba 124.500 miembros (la COA aportaba 90.000 y la USA 14.000; poco después se suman los tranviarios con 10 000, telefónicos con 2.000 y ATE con 7.500), una cantidad aproximadamente igual a la que ya había alcanzado la FORA IX una década atrás.
El hecho de que ninguno de los diez miembros de la primera Comisión Directiva de la CGT fuera mujer, señala una fuerte tendencia de discriminación por género, significando incluso un retroceso antes centrales anteriores como la FORA y la UGT que habían incluido mujeres en la conducción. Pocos años antes, en el 2.º Congreso de la USA de 1926, la delegada Berta Mateucci había denunciado que "los dirigentes de la central no le prestaban la suficiente atención a las dificultades que tenían las mujeres" para participar en la organización gremial. El fordismo, con su estructura vertical de poder y su tendencia extrema a homogeneizar a las personas, agravó los mecanismos de exclusión patriarcal y heteronormativos. Las luchas feministas ya en ese momento en marcha, y LGBT desde la década de 1960, comenzarían a abrir camino a un sindicalismo más igualitario desde el punto de vista de género, pero para ello habrá que esperar hasta el siglo XXI.
El investigador Oscar Cornblit destaca el nuevo sindicalismo de negociación que implicaba la creación de la CGT:

Si algo caracteriza a esta CGT es su proclividad a conciliar y tratar con el gobierno. En términos actuales diríamos que está más cerca de una filosofía participacionista que conflictiva.
Oscar Cornblit

La creación de la CGT es un acto de gran trascendencia en la vida política de Argentina, porque preparaba las condiciones para que la clase obrera argentina dejara de ser un actor marginal del proceso histórico, para convertirse en un protagonista decisivo.

### Sindicalismo unitario, nacionalismo y obra social
Siguiendo la línea de renovación sindical insinuada en la década anterior, el sindicalismo argentino cambió notablemente durante la década de 1930. Los aspectos más destacados de esa transformación fue la generalización del sindicalismo unitario por rama nacional, un nuevo enfoque nacionalista y el desarrollo de la obra social (salud y turismo social) por parte de los sindicatos.

#### CGT, uniones y federaciones
La vocación por el unitarismo sindical (sindicatos únicos y central única) es una característica constante del sindicalismo argentino desde los primeros intentos de coordinación en la década de 1890. Si bien las pujas entre las corrientes sindicales (anarquista, socialista, sindicalista revolucionaria y comunista) llevó a la división en dos y hasta tres centrales sindicales, la voluntad de establecer una central unitaria estuvo siempre presente de manera explícita en todas ellas.
Por otra parte, solo excepcional y transitoriamente las diversas corrientes crearon sindicatos paralelos. La regla fue que cada sindicato decidía a qué central deseaba pertenecer. De este modo, por ejemplo, no había varios sindicatos ferroviarios paralelos, cada uno de ellos adscripto a una corriente sindical diferente, sino uno solo que decidía por mayoría a qué central adherir. La unidad sindical se preservó estrictamente al nivel de los sindicatos y federaciones de rama u oficio, donde las diferentes corrientes convivían.
La CGT fue el resultado de tres décadas de acercamientos, diálogos e intentos de las diversas corrientes sindicales por alcanzar una central unitaria. En la misma confluyeron en 1930 las corrientes sindicalista revolucionaria, socialista y comunista. La corriente anarquista se negó a integrar la CGT, pero su notable retroceso a partir de 1930, hizo de la CGT una central virtualmente única. Ello no impidió que esporádicamente, la CGT se dividiera (CGTs 1 y 2 en los '40, CGT de los Argentinos en los '60, CGTs Azopardo y Brasil en los '80, CGTs Oficial y Disidente en los '90) e incluso se formaran otras centrales (USA entre 1935-1945 y CTA desde 1995). Pese a ello y aún en los períodos de división, la CGT se mantendrá en el centro del sistema sindical argentino.
La CGT promovió fuertemente la organización sindical nacional por rama de producción. De este modo se modificó totalmente el panorama sindical. Los sindicatos aparecieron con un número menor y más cohesionados, a diferencia de la gran cantidad de organizaciones dispersas que caracterizaba hasta entonces al sindicalismo por oficio y por especialidad que era la base de la FORA. El número absoluto de sindicatos existentes disminuyó, pero se verificó un aumento de la potencia de la clase trabajadora como conjunto.
El caso del sindicato de la construcción es útil para comprender el proceso. Los trabajadores de la construcción crearon un sindicato único en esa década uniendo a catorce sindicatos que antes estaban separados: pintores, albañiles, yeseros, parqueteros, marmolistas, escultores, modeladores, carpinteros, aserradores, colocadores de mosaicos, colocadores de vidrios, electricistas, calefaccionistas y picapedreros.
Al estar organizados por rama industrial y no por oficio, el sindicato adquirió un poder estructural que antes no tenía. No solo porque con este tipo de organización el sindicato podía paralizar efectivamente la producción mediante una huelga (un sindicato de oficio solo puede interrumpir las tareas de los trabajadores de ese oficio, pero no todas las tareas), sino también porque le permitió conocer y controlar los encadenamientos productivos y tecnológicos de cada sector.
El 70% de los sindicatos de la CGT estaban organizados por rama de industria o actividad.

#### Nacionalismo
El enfoque nacionalista también caracterizó al sindicalismo argentino de la década de 1930. En los actos sindicales aparecieron las banderas argentinas y el himno nacional, acompañando e incluso reemplazando a las banderas rojas y La Internacional.

Si usted consulta los periódicos sindicales de la época va a encontrar que la mayoría de los sindicatos —y por cierto la CGT— izaban en sus plenarios la Bandera argentina junto a la roja de los socialistas o a la negra de los anarquistas... En la década del 30, debido al problema del fascismo y a la presencia de los capitales ingleses en la Argentina, de antecedentes como el Tratado Roca—Runciman, aparece por otra parte la conciencia nacional. Para eliminar el predominio británico en la industria del transporte ya entonces los obreros hacían movimientos callejeros. Poco a poco los obreros estaban entrando en el terreno político, abandonando la postura anterior de prescindencia.
Hiroshi Matsushita

En el acto del 1 de mayo de 1936 la CGT cantó por primera vez el himno nacional, invitando a hablar a los dirigentes políticos de los partidos populares: Arturo Frondizi por la UCR, Mario Bravo por el PS y Lisandro de la Torre por el PDP. El pensamiento nacionalista que comenzó a desarrollar el sindicalismo, se alimentaba también de una postura antiimperialista, muy crítica de los "monopolios extranjeros" y la "oligarquía", reclamando la nacionalización de los servicios básicos y empresas estratégicas. Matsushita cita como ejemplo del pensamiento nacionalista revolucionario que estaba desarrollando la CGT, la convocatoria que realizaba en 1936 el dirigente ferroviario socialista Luis Girola, en el periódico de la central:

Forjar un movimiento verdaderamente revolucionario en la amplia aceptación de la palabra, contra la oligarquía y por la independencia económica del país, hoy subyugado y oprimido por el capital extranjero.

Los historiadores Samuel Baily (1967) e Hiroshi Matsushita (1983) han estudiado detalladamente el desarrollo dentro del sindicalismo argentino de una "conciencia nacional" y un "nacionalismo popular", a partir del gobierno democrático de Hipólito Yrigoyen y sobre todo en la década de 1930, como expresión de una búsqueda del movimiento obrero de relacionarse con el Estado y llegar al poder político.
El nacionalismo sindical argentino se correspondía con una tendencia nacionalista-antiimperialista más amplia, que venía desarrollándose desde movimientos como la Reforma Universitaria de 1918, la visión de América Latina como "Patria Grande" impulsada por socialistas como Manuel Ugarte, la crítica del "coloniaje" que realizaba el grupo radical FORJA ("Somos una Argentina colonial, queremos ser una Argentina libre"), las denuncias del demócrata progresista Lisandro de la Torre de las maniobras monopólicas de los frigoríficos ingleses contra el interés nacional, o el nacionalismo yrigoyenista que Moisés Lebensohn difundía entre la juventud radical, que anticipaban la teoría latinoamericana de la dependencia -con su noción de centro y periferia en el orden mundial- que comenzaría a tomar forma desde fines de la década de 1940.

#### Las obras sociales
La tercera característica de los años 1930 fue la franca orientación de muchos sindicatos hacia la prestación a sus afiliados de servicios principalmente de salud y turismo social, conocidos en la jerga argentina como "obra social". En 1935 el sindicato de obreros municipales de Buenos Aires (UOM), instaló una colonia de vacaciones en las sierras de Córdoba, algo que también haría entre 1937 y 1943 la Asociación Bancaria. Ese fue el paso inicial para que las sierras de Córdoba se convirtieran en las décadas siguientes en el principal centro del turismo sindical.
La Unión Ferroviaria por su parte abrió salas de cine en todo el país, conocidos como cines Unión, y junto con La Fraternidad acordó con el Estado la creación de un Hospital Ferroviario inaugurado en 1940 en la ciudad de Buenos Aires, consultorios externos en Rosario vinculados por convenio con el Hospital Italiano de esa ciudad para los casos de urgencia, y acuerdos con clínicas privadas para tratar los casos pulmonares en Córdoba.
La XX Asamblea de la Unión Ferroviaria llevada a cabo en 1943 daba cuenta de la importancia creciente de la atención directa de la salud de los trabajadores en el modelo sindical argentino:

El gremio ferroviario tenía necesidad imperiosa de poseer un instituto propio para la atención de la salud física de sus componentes y para la prevención de las enfermedades…
XX Asamblea de la Unión Ferroviaria, 1943

La atención de la salud de los trabajadores en Argentina siguió un camino similar al que siguió la atención de la vejez y el fallecimiento, por medio de las jubilaciones y pensiones. Ante la ausencia de un seguro de salud universal, los colectivos mejor organizados (ferroviarios, estatales, bancarios) fueron obteniendo sistemas cada vez más amplios de atención de la salud para sus afiliados. Con el tiempo esos sistemas tomaron el nombre de obras sociales. El sistema de obras sociales, que se desarrollaría entre los años 1950 y 1970, había tenido sus primer antecedente durante el gobierno de Yrigoyen, cuando el gobierno acordó con los gremios ferroviarios apoyar la acción mutualista creando en 1919 la Caja de Jubilaciones ferroviarias (ley 10650) y en 1923 un fondo para viviendas llamado el Hogar Ferroviario (ley 11173).[cita requerida]

Lo distintivo de esta norma es que establecía una retención de aportes de los asociados por parte de las patronales ferroviarias para su derivación posterior al gremio, lo que transformó sustancialmente la modalidad recaudadora de la primera etapa del sindicalismo, tan irregular como deficiente en la percepción de las cotizaciones.

Progresivamente los sindicatos argentinos fueron haciéndose cargo de atender la salud de los trabajadores y sus familias, para resolver la insuficiencia del Estado, afectado por un sistema tributario en el que los sectores altos y medios prácticamente no pagaban impuestos y a cambio, se hacían cargo de su salud encomendándola a empresas privadas.

### El «sábado inglés» y la ley 11729

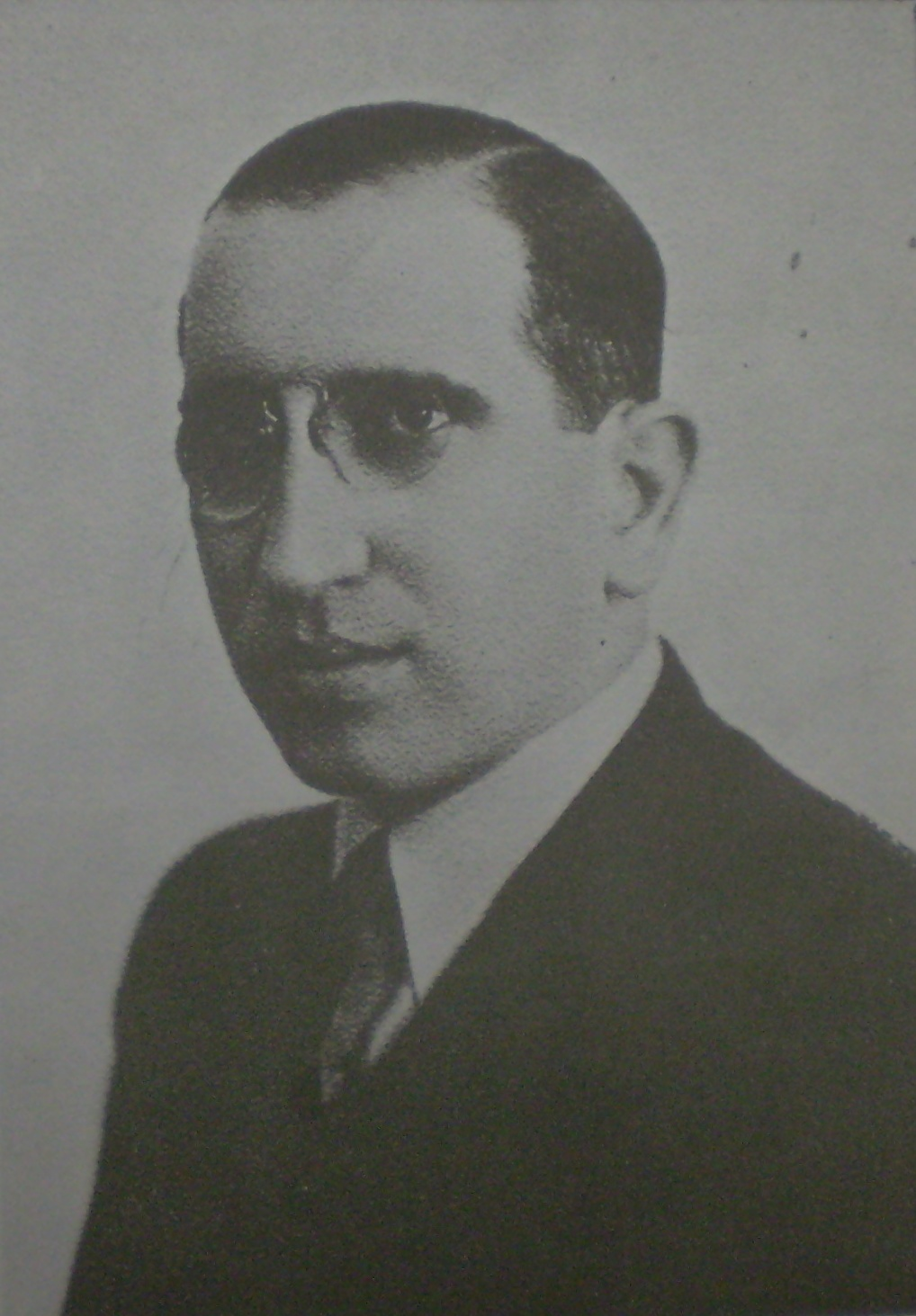
El socialista Ángel Borlenghi fue uno de los dirigentes sindicales más destacados de la década de 1930. Unió a los sindicatos de empleados de comercio en una poderosa confederación nacional y estableció alianzas con los demás sindicatos del sector servicios, que permitieron luchar y conquistar el descanso en día sábado luego del mediodía ("sábado inglés") y la primera ley de contrato de trabajo (n.º 11729). En la década siguiente Borlenghi sería uno de los fundadores del peronismo y número dos del Presidente Perón.

En la primera mitad de la década de 1930 el movimiento obrero obtiene dos grandes conquistas: el descanso semanal a partir del sábado al mediodía ("sábado inglés") y la ley 11729 de contrato de trabajo para el comercio. Ambas leyes fueron impulsadas por la recién formada Confederación General de Empleados de Comercio liderada por Ángel Borlenghi, que se convertiría desde entonces en una de las organizaciones sindicales más poderosas de Argentina.
En 1932 se sancionó la ley 11640 de descanso los días sábado a partir de las 13 horas, conocido en la jerga de la época como «sábado inglés», debido a que fue el movimiento obrero inglés el primero en obtener esta conquista ya en el siglo XIX.
Dos años después, el 26 de septiembre de 1934, luego de una larga lucha iniciada dos años antes, se sancionó la Ley 11.729 de reformas al Código de Comercio, que estableció por primera vez un régimen de contrato de trabajo protectorio del trabajador en el sector comercial y de servicios, que constituyó el principal antecedente de la Ley de Contrato de Trabajo 20.744, sancionada 40 años después en 1974. La sanción de esta avanzada ley laboral se explica por alto nivel de unidad logrado por la alianza de la Confederación de Empleados de Comercio, la Unión de Cortadores de Confección, la Asociación Bancaria, la Asociación de Viajantes de Comercio y la Asociación de Empleados de Farmacia, que aunados en una Comisión Intersindical presidida por Ángel Borlenghi (socialista), logran la sanción de la ley en 1934, luego de dos años de luchas y negociaciones.
La ley 11729 introdujo estos derechos como una sección del Código de Comercio (artículos 154 a 160). La ley estableció el derecho a seguir percibiendo el salario en caso de accidente de trabajo (hasta seis meses), gozar de vacaciones anuales pagas (de diez a veinte días según la antigüedad), a ser preavisado en caso de despido y a recibir una indemnización por antigüedad (medio mes de sueldo por año de antigüedad) en caso de despido, cierre de la empresa o muerte del trabajador/a. La ley establece también el principio de nulidad de cualquier acuerdo de partes que deje sin efecto estos derechos y que todos los empleadores deben llevar un libro de registro de cada contrato de trabajo.
El éxito de haber obtenido la sanción de las leyes 11 640 y 11 729 promovió a Ángel Borlenghi al primer plano del movimiento sindical argentino, y a dirigir la CGT. A partir de 1945 Borlenghi adherirá al peronismo y será Ministro del Interior del gobierno de Perón, el segundo hombre en importancia hasta junio de 1955.

### El 1 de mayo de 1936
En marzo de 1936 se desarrolla finalmente el demorado Congreso Constituyente de la CGT, elaborando sus estatutos definitivos. Allí se puntualizaron las fallas del sindicalismo argentino y su gravitación en el desarrollo nacional. La declaración emitida en aquella ocasión preanuncia con claridad el papel que el movimiento obrero argentino habría de desempeñar en los años siguientes:
Esta orientación estratégica de la actividad sindical hacia el Estado, de características fuertemente nacionalistas, para influir en el gobierno y la sociedad en su conjunto, constituirá la característica central del movimiento obrero argentino durante el resto del siglo XX.
La notable transformación que estaba produciendo el movimiento obrero argentino en la década del 30, se hará evidente en la organización del Acto del 1 de mayo de 1936. En un gesto sin precedentes, la CGT asume entonces la misión de unir alrededor suyo a los demás sectores populares, convocando a los partidos socialista, radical, demócrata progresista y comunista, y al movimiento estudiantil, a compartir el acto y la tribuna. El resultado fue una manifestación sin precedentes en la historia argentina, que convocó a más de 160.000 personas. En el acto hablaron José Domenech (CGT), el expresidente Marcelo T. de Alvear y Arturo Frondizi por la UCR, Lisandro de la Torre por el Partido Demócrata Progresista, Mario Bravo y Nicolás Repetto por el Partido Socialista, y Paulino González Alberdi por el Partido Comunista. Por primera vez en un acto del 1 de mayo se entonó el himno nacional.
En su discurso frente a la multitud, el senador demócrata progresista Lisandro de la Torre, definía el sentido del acto diciendo:

Este mitin formidable de ciudadanos libres se propone ratificar el repudio de la política gubernamental que ha endeudado la economía a los monopolios extranjeros.
Lisandro de la Torre

Por su parte, y como cierre del acto, el senador socialista Mario Bravo, dijo:

Como homenaje a la Nación entera y como explicación de la conjunción de fuerzas que aquí se realiza, ha sido ejecutado el himno nacional, porque el movimiento que se inicia en la fecha no puede tener otro destino que la defensa de la Nación, de sus intereses, sus riquezas y sus principios hoy alterados. La unión solidaria de las fuerzas aquí presentes, la reunión de hombres que han sido adversarios, es indispensable para impedir una nueva invasión inglesa. Pero para esta empresa no basta reunirse en la plaza o levantar el puño: es necesario crear fuerza, afianzar los sindicatos, crear los organismos de lucha eficientes.
Mario Bravo

[cita requerida]
La magnitud de la convocatoria política y social, estaba situando al movimiento obrero argentino, por primera vez, como protagonista de la historia argentina. La llamada historia «chica» del sindicalismo había crecido hasta mezclarse con la historia «grande» del país.
Según los datos de la Departamento Nacional del Trabajo la CGT —que en 1930 se había fundado con sindicatos que afiliaban a 124 000 trabajadores—, reunía en 1936 sindicatos con 262 630 afiliados y en 1940 la cantidad de 311 076.
Por entonces la composición de la clase trabajadora estaba cambiando aceleradamente. la Gran Depresión de 1929 había limitado la corriente migratoria europea, de modo tal que una nueva corriente de migraciones internas estaba transformando por completo, cuantitativa y culturalmente, a la clase obrera. En 1936 el 36 % de la población de la Ciudad de Buenos Aires era extranjera y solo un 12 % provenía el interior del país (zonas rurales y pequeñas ciudades). Pero diez años después los extranjeros se habrían reducido al 26 % y los migrantes internos se habían duplicado alcanzando el 29 %.
Entre 1896-1936 el promedio anual de provincianos que llegaban a Buenos Aires era de 8000; ese promedio ascendió a 72 000 entre 1936-1943 y ascendería aún más entre 1943-1947, llegando a 117 000 personas por año.
La propia clase obrera crecería cuantitativamente con la instalación de fábricas productoras de los bienes que ya no se importaban. En 1941 la clase obrera industrial llegaría a 677 517 y en 1946 a 938 387 trabajadores. Las fábricas se concentraron principalmente en el área urbana de Buenos Aires.
Las nuevas condiciones socioeconómicas y la concentración geográfica anticipaban grandes cambios sociopolíticos con epicentro en Buenos Aires.

### Reaparición de la USA y CGTs N.º 1 y N.º 2
En 1935 se produjo un violento enfrentamiento entre las corrientes socialista y sindicalista revolucionaria por el control del edificio en el que funcionaba la CGT. El hecho produjo la ruptura de la central, denominándose primero según la calle en que cada grupo estaba ubicado: la CGT-Independencia reunió a los socialistas y comunistas, y la CGT-Catamarca reunió a los sindicalistas revolucionarios.
Dos años después la CGT-Catamarca decidió refundar la Unión Sindical Argentina (USA), siendo sus secretarios generales primero Fortunato Marinelli (1937-1939) y luego el telefónico Luis Gay (1939-1945).
Por su parte la CGT-Independencia se normalizaría en 1936 con la realización de su primer congreso, donde resultó elegido secretario general el socialista José Domenech de la Unión Ferroviaria. Domenech se desempeñaría en el cargo de la CGT unificada hasta 1942.
En 1942 se realizó un nuevo congreso de la CGT, en el que se presentaron dos listas, una apoyando la reelección de Domenech (Lista N.º 1) u otra apoyando la elección del socialista municipal Francisco Pérez Leirós (Lista N.º 2), apoyado también por la corriente comunista. La elección fue ganada por la Lista N.º 1 por un solo voto, luego de que uno de los congresales cambiara su voto, razón por la cual la Lista N.º 2 desconoció la elección y se organizó de forma paralela. Ambas CGTs tomaron el nombre de las respectivas listas: CGT N.º 1 (socialistas) y CGT N.º 2 (socialistas y comunistas). La CGT N.º 1 fue conducida por José Domenech, como secretario general y la CGT N.º 2 por Francisco Pérez Leirós, primero y Ángel Borlenghi, después. Entre 1943 y 1945 las tres centrales se fusionarían en la CGT.

## El Peronismo 1943-1955

### Los sindicatos llegan al poder (1943-1945)
La emergencia de un movimiento de base sindical y obrera a partir de 1943 que tomaría el nombre de peronismo, reconfiguró completamente el movimiento obrero argentino, sobre todo a partir del hecho histórico de la llegada de los sindicatos al poder, algo que hasta ese momento había sucedido en muy pocos países del mundo.
El peronismo es un hecho histórico complejo, consecuencia directa de las características inusuales en las que se ha desarrollado la Argentina, en el que se combinarán el sindicalismo anterior a 1943 (anarquistas, socialistas, sindicalistas revolucionarios y comunistas) impulsado por la gran ola de inmigración ultramarina, las nuevas migraciones internas del siglo XX, el industrialismo (sustitución de importaciones) desarrollado ampliamente a partir de 1930, el auge de las empresas estatales desarrolladas desde la década de 1920, el "nacionalismo obrero" y el nacionalismo económico yrigoyenista, que venían evolucionando desde la década de 1910, así como el humanismo cristiano y la doctrina social de la Iglesia católica.
El 4 de junio de 1943 militares nacionalistas que se oponían a un alineamiento con los países aliados en beligerancia en la Segunda Guerra Mundial, dirigidos por el general Arturo Rawson, con participación de civiles como el dirigente radical Ernesto Sammartino, desplazan por medio de un golpe de Estado al presidente Ramón S. Castillo, último presidente de la llamada "Década Infame" una línea de gobiernos acusados de corruptos y que habían impuesto el llamado fraude patriótico desde el golpe militar de 1930.

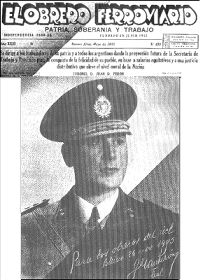
Periódico sindical apoyando a Perón.

Las dos CGT recibieron inicialmente a la dictadura militar con entusiasmo. El 21 de junio la CGT N.º 2 (socialistas y comunistas) tomó la inédita decisión de enviar una delegación (Pérez Leirós, Borlenghi´, Argaña y De Césare) para entrevistarse con el ministro del Interior Alberto Gilbert para expresarle sus inquietudes y ofrecerle realizar una manifestación obrera de apoyo al gobierno en la Plaza de Mayo.

Venimos a ofrecerle al gobierno nuestra adhesión franca y leal, la que puede ratificarse con un gran mitin en Plaza de Mayo, en el que hablarán desde los balcones de la Casa Rosada, sus representantes y nosotros, pero a condición de que se comprometa desde ya, a convocar a elecciones dentro de los 90 días.
Francisco Pérez Leirós

Siete días después, el gobierno militar, que ya en su proclama había mencionado explícitamente su postura anticomunista, clausuraba la CGT N.º 2 acusándola de «extremista».
Ello llevó a varios de los sindicatos que la integraban a volver a la CGT N.º 1 (secretario general José Domenech). Poco después el gobierno sancionó una legislación muy represiva sobre sindicatos y acto seguido hizo uso de esa ley para intervenir los poderosos sindicatos ferroviarios y corazón de la CGT, la Unión Ferroviaria y La Fraternidad. En octubre una serie de huelgas fueron respondidas con el arresto de decenas de dirigentes obreros. Pronto resultó evidente que el gobierno militar estaba integrado por influyentes sectores anti-sindicales.
En esas condiciones algunos dirigentes sindicales socialistas, sindicalistas y algunos comunistas, encabezados por Ángel Borlenghi (socialista y secretario general de la poderosa Confederación General de Empleados de Comercio en la disuelta CGT N.º 2 socialista), Francisco Pablo Capozzi (La Fraternidad), Juan A. Bramuglia (Unión Ferroviaria), Luis Monzalvo (UF), entre otros, decidieron, aunque con reservas y desconfianza, volver a buscar contactos con algunos sectores del gobierno militar que pudieran compartir los reclamos sindicales. De ese modo apareció el nombre del teniente coronel Domingo A. Mercante, hermano de un dirigente sindical de la Unión Ferroviaria e hijo de un antiguo afiliado de la poderosa organización. Mercante propuso a su vez la presencia de su amigo: el coronel Juan D. Perón.
Las primeras reuniones entre ese grupo de sindicalistas con Mercante y Perón se realizaron entre julio y agosto. Los sindicalistas le propusieron a los militares hacerse cargo del Departamento Nacional de Trabajo y elevarlo al nivel de Secretaría para llevar adelante una estricta política de inspecciones que garantizara el cumplimiento de las leyes laborales vigentes, fortalecer la CGT, sancionar algunas de leyes laborales inclusivas faltantes y promover la negociación colectiva.

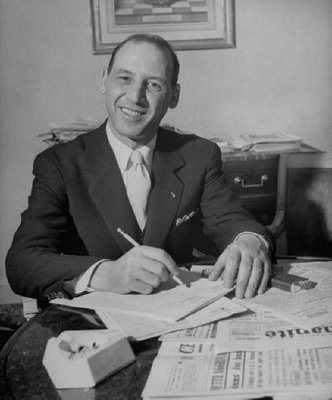
Con el peronismo los sindicatos llegaron al poder. El abogado socialista Juan Atilio Bramuglia de la Unión Ferroviaria, fue el primero de los dirigentes de origen sindical en ocupar altos cargos en el Estado. Dejó su impronta en la fuerte política de previsión social del peronismo y en la doctrina de la tercera posición, que desarrollara cuando fue Ministro de Relaciones Exteriores, ya en la presidencia de Perón.

El 2 de noviembre de 1943 la alianza entre sindicalistas y militares daba sus primeros frutos y lograba que el gobierno militar designara a Perón como Director del Departamento de Trabajo, un organismo de menor jerarquía política. Un mes después, 2 de diciembre de 1943, consiguen elevar la jerarquía del organismo a secretaría de Estado, con el nombre de Secretaría de Trabajo y Previsión (STYP). Una de sus primeras medidas fue suspender el decreto fascista 2669/43 con el que el ministro del Interior Gilbert pretendía controlar a los sindicatos. Perón nombraró varios dirigentes sindicales para conducir las principales áreas de la STP, algo que sucedía por primera vez en la historia argentina. Entre ellos se destacó el abogado socialista Juan Atilio Bramuglia, proveniente de la Unión Ferroviaria, que asumió como Director del Departamento de Previsión Social, un campo en el que dejó su impronta y en el que venía destacándose desde comienzos de la década de 1930. Bramuglia sería luego interventor de la Provincia de Buenos Aires y Coordinador nacional de los tres partidos políticos que sostendrían la candidatura el Perón en las elecciones de 1946. Ya en el gobierno de Perón, Bramuglia sería designado Ministro de Relaciones Exteriores, cargo desde el cual cumpliría un papel decisivo en la elaboración de la doctrina de la tercera posición peronista. Otros sindicalistas designados en cargos estratégicos de la STP fueron Hugo Mercante (ferroviarios) -hermano de Domingo Mercante-, Luis Monzalvo (ferroviarios) y José María Freire (vidrio).
Desde la Secretaría de Trabajo, Perón, con el apoyo de los sindicatos empieza a desarrollar gran parte del programa sindical histórico: se crearon los tribunales de trabajo; se sancionó el Decreto 33.302/43 extendiendo la indemnización por despido a todos los trabajadores; más de dos millones de personas fueron beneficiados con la jubilación; se sancionó el Estatuto del Peón de Campo y el Estatuto del Periodista Profesional; se crea el Hospital Policlínico para trabajadores ferroviarios; se prohíben las agencias privadas de colocaciones; se crean las Escuelas Técnicas dirigidas a obreros; en 1944 se firmaron 123 convenios colectivos de trabajo que alcanzaban a más de 1.400.000 obreros y empleados y en 1945 otros 347 para 2.186.868 trabajadores.
En ese marco los sindicatos comenzaron un período de gran crecimiento, y lo que fue aún más decisivo, comenzaron a afiliar masivamente a los "nuevos" trabajadores, los que estaban migrando masivamente a la ciudad desde el interior del país, los llamados "morochos", "grasas" y "cabecitas negras" por las clases medias y altas, y los propios trabajadores "viejos" descendientes de la inmigración europea.
Poco después, algunos sindicatos que se habían mantenido alejados, la CGT Nº1, la USA y los gremios autónomos, comienzan a unificarse en torno de la Secretaría de Trabajo. El apoyo sindical a la acción de la Secretaría de Trabajo se expresó durante una asamblea de trabajadores ferroviarios realizada en Rosario el 9 de diciembre de 1943, en la que el secretario general de la CGT el ferroviario socialista José Domenech presentó a Perón como "el primer trabajador":

El gobierno acaba de tener el acierto de crear la Secretaría de Trabajo y Previsión. Un militar, el Coronel Perón, tiene el honor de ser el Primer Trabajador Argentino.
José Domenech

La expresión se volvería famosa y formaría parte años después de la Marcha Peronista. El efecto sobre el movimiento obrero fue notable y el grupo de sindicalistas partidarios de una alianza con ese sector del gobierno militar creció, incorporando principalmente a dirigentes socialistas como David Diskin (empleados de comercio), Alcides Montiel (cervecero) y Lucio Bonilla (textil) y sindicalistas revolucionarios provenientes de la USA, como Luis Gay (telefónico) y Modesto Orozo (telefónico); pero también a algunos comunistas como René Stordeur (gráficos) y Aurelio Hernández (sanidad), independientes como Cipriano Reyes (carne) y hasta trotskistas como Ángel Perelman (metalúrgico). Haciendo base en la Secretaría de Trabajo y Previsión (STP), Perón, Mercante y el grupo inicial de sindicalistas que concretaron la alianza (los socialistas Borlenghi y Bramuglia, principalmente), comenzaron a organizar una nueva corriente sindical que iría asumiendo una identidad laborista-nacionalista. El grupo asumió una posición de rechazo del comunismo soviético ya presente en la CGT №1 y, apoyándose en el poder de la Secretaría de Trabajo, organizó nuevos sindicatos en las ramas en que no había (químicos, electricidad, tabaco) y abrió sindicatos paralelos orientados principalmente a debilitar a los sindicatos comunistas (carne, construcción, textiles, metalúrgicos).

### Antiperonismo primero, peronismo después
El antiperonismo surgió antes y en cierta medida impulsó a su vez el surgimiento del peronismo. La alianza entre sindicatos y el grupo de jóvenes militares encabezados por Perón generó inmediatamente una fuerte oposición de los sectores conservadores políticos, económicos y militares, con apoyo de la embajada de Estados Unidos (Braden) y generó una alta polarización de la población que se extendería durante décadas, tomando también un fuerte sesgo racista-clasista. Muchas de las donominaciones despectivas, como "negro", "negra", "cabecita negra", "descamisados", "grasas", fueron resignificadas por el peronismo como símbolos de dignidad de la clase obrera La ofensiva conservadora iniciada el 16 de junio de 1945 con el Manifiesto del Comercio y la Industria en el que 321 organizaciones patronales, lideradas por la Bolsa de Comercio y la Cámara Argentina de Comercio cuestionaban duramente la política laboral argumentando que se estaba creando «un clima de recelos, de provocación y de rebeldía, que estimula el resentimiento, y un permanente espíritu de hostilidad y reivindicación». empujó al movimiento sindical a definir masivamente su apoyo a Perón.
El movimiento sindical, en el que aún no predominaba el apoyo abierto a Perón, reaccionó rápidamente en defensa de la política laboral y el 12 de julio la CGT organizó un multitudinario acto bajo el lema «Contra la reacción capitalista». Al finalizar, la multitud de trabajadores comienzan a corear el nombre de Perón y lo proclaman como candidato a presidente. Según el historiador radical Félix Luna esa fue la primera vez que los trabajadores comenzaron a identificarse como «peronistas».

### El 17 de octubre

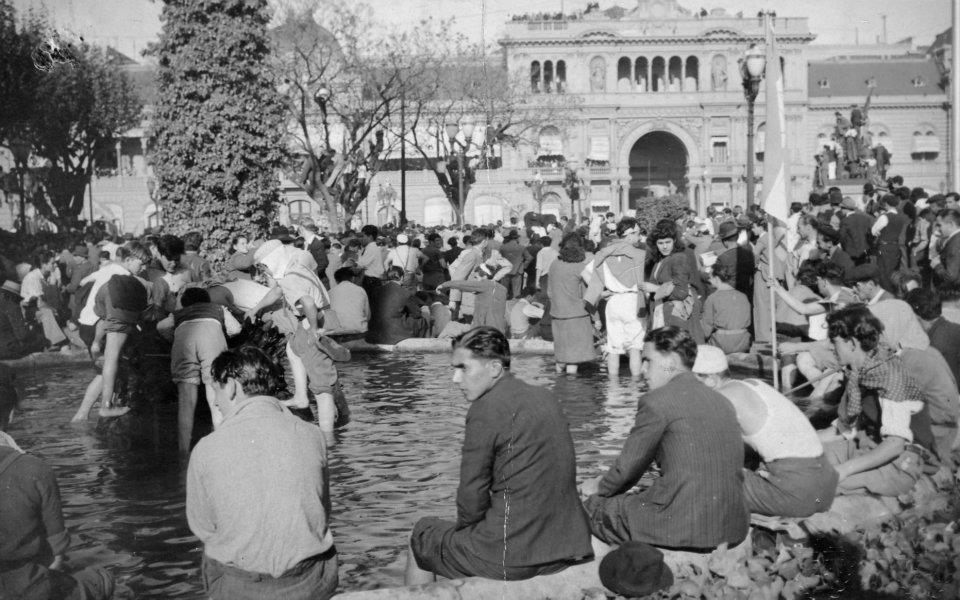
Las patas en la fuente, imagen histórica del 17 de octubre de 1945, fecha fundacional del peronismo.

Al iniciarse el mes de octubre de 1945 el general y exdictador Rawson intentó un golpe de Estado que fracasó. Pocos días después, el 9 de octubre, fue el general Eduardo Ávalos, al mando del poderoso regimiento de Campo de Mayo quien lidera un nuevo golpe de Estado imponiendo la renuncia de Perón.
Al día siguiente Perón dejó su despacho y pronunció un famoso discurso ante la multitud que la CGT había convocado en su apoyo en la esquina de las calles Perú y Alsina anunciando que dejaba firmado un decreto con importantes conquistas laborales, entre ellas el "salario móvil, vital y básico" y la participación en las ganancias:

También dejo firmado un decreto de una importancia extraordinaria para los trabajadores. Es el que se refiere al aumento de sueldos y salarios, implantación del salario móvil, vital y básico y la participación en las ganancias. Dicho decreto, que he suscripto en mi carácter de Secretario de Estado tiene las firmas de los ministros de Obras Públicas y de Marina, y beneficia no solamente a los gestores de la iniciativa –la Confederación de Empleados de Comercio–, sino a todos los trabajadores argentinos.
Juan D. Perón

La dictadura respondió deteniendo a Perón -que quedó en poder de la Marina confinado en la Isla Martín García- y ordenando la captura de los dirigentes sindicales que pasaron a la clandestinidad.
La detención de Perón fue recibida con júbilo por las clases medias y altas, y por el movimiento estudiantil, que organizaron un acto masivo sin precedentes en la Plaza San Martín, frente al Círculo Militar. El Círculo Militar (Palacio Paz) se convierte entonces en el centro político de los sectores más conservadores y de los estudiantes. En un acto espontáneo se reclama el fusilamiento del Perón y se organiza una "partida" para realizar la misión. Las calles de la ciudad son ocupadas desorganizadamente por las clases medias que piden la cabeza de Perón.
El país entró en un estado caótico y pre-revolucionario. En los días siguientes se anuncia en las fábricas que los convenios colectivos quedaban sin efecto, y se despide a miles de delegados sindicales. El día 16 de octubre la CGT convoca a una "huelga general revolucionaria" para el 18 de octubre. Ese mismo día debía pagarse la quincena y en muchos casos se hizo evidente el revanchismo patronal:

Al ir a cobrar la quincena, los obreros se encontraron con que el salario del feriado 12 de octubre no se pagaba, a pesar del decreto firmado días antes por Perón. Panaderos y textiles fueron los más afectados por la reacción patronal. -¡Vayan a reclamarle a Perón!- era la sarcástica respuesta.
Félix Luna

Los primeros días de octubre al coronel Perón lo habían sacado del gobierno y se decía que estaba preso en la isla Martín García; al cobrar, no nos pagaron el 12 de octubre, feriado legal, y nos violentamos protestando frente a la prepotencia de los patrones.
Beba Gil

Las bases obreras no esperaron a la huelga del 18 y el día 17 de octubre de 1945 se produce la manifestación obrera más importante de la historia argentina. Cientos de miles de trabajadores, hombres y mujeres, de las zonas marginales, invadieron la ciudad reclamando la libertad de Perón. La dictadura cortó los puentes que separan la ciudad de las zonas fabriles (Avellaneda), pero la movilización fue indetenible y tomó por sorpresa a los sectores medios y altos de Buenos Aires. La multitud ocupó la Plaza de Mayo y obligó finalmente al gobierno militar a liberar a Perón esa noche, luego de considerar y desechar la represión de los manifestantes con armas de fuego. Cerca de la medianoche Perón salió a uno de los balcones de la Casa Rosada (que desde entonces se conocería como "el balcón de Perón"), y se dirigió a los presentes destacando la importancia de la Secretaría de Trabajo y Previsión y la necesidad de no actuar con violencia, sino "con inteligencia y organización".

### Campaña y elecciones
La movilización del 17 de octubre de 1945 obligó al gobierno militar a llamar a elecciones, convocándolas para cuatro meses después. Se trataba de un tiempo muy corto para los sindicatos y Perón, que no contaban con ningún partido que los apoyara. Por esa razón los sindicatos organizaron rápidamente un partido político al que llamaron Partido Laborista, inspirados en el reciente triunfo que habían tenido los sindicatos ingleses. El presidente del partido fue el histórico dirigente telefónico sindicalista revolucionario Luis Gay.
Durante la campaña electoral los sindicatos lanzaron la lucha por la sanción definitiva del decreto que Perón había dejado firmado cuando fue depuesto y detenido, con movilizaciones que incluyeron un gran acto en Plaza de Mayo el 11 de diciembre. Las presiones sindicales finalmente obligaron a la dictadura a firmar el decreto el 20 de diciembre, llevando el n.º 33.302/45. Por dicho decreto se establecía en la Argentina, para todos los trabajadores, el aguinaldo, el salario mínimo vital y móvil y el Instituto de las Remuneraciones. Las cámaras empresariales y los partidos que integraban el frente electoral antiperonista que tomó el nombre de Unión Democrática, se opusieron al aguinaldo y el salario mínimo, lanzando los primeros un lockout. La presión sindical, sin embargo, pudo más y finalmente la CGT acordó con las cámaras patronales el pago del aguinaldo en dos cuotas.
Dos semanas antes de las elecciones el gobierno de Estados Unidos difundió un documento con el nombre de Libro Azul, proponiendo la ocupación militar de Argentina. Perón respondió a su vez publicando el Libro Azul y Blanco y denunciando que los autores del libelo eran el misterioso diplomático comunista español-estadounidense Gustavo Durán y el exembajador Spruille Braden. Su lema de campaña en esas últimas dos semanas fue "¡Braden o Perón!".
El 24 de febrero de 1946 se realizaron las elecciones presidenciales. Contra la suposición generalizada de la prensa, Perón ganó en todos los distritos menos uno, siendo consagrado presidente, acompañado en la vicepresidencia por el radical Hortensio Quijano.

### El movimiento sindical y el gobierno peronista (1946-1955)

#### Primera presidencia de Perón
Poco después de las elecciones que le dieron el triunfo a Perón, los diferentes partidos que integraban la coalición que lo apoyó se disuelven para fusionarse en el Partido Peronista. De ese modo desaparece el efímero Partido Laborista argentino. Solo Cipriano Reyes, uno de los principales dirigentes del sindicato de la carne que jugó un papel decisivo en el 17 de octubre y el posterior triunfo electoral del peronismo, intenta mantener el Partido Laborista, pero acusado como nazi-fascista por la oposición antiperonista y enfrentado a su vez al nuevo Partido Peronista, quedó aislado. Detenido por haber conspirado para asesinar a Perón y Eva Perón, fue condenado y luego liberado por la dictadura que derrocó al gobierno peronista.
El peronismo optó por organizarse como un movimiento dentro del cual el Partido Peronista era solo una de las tres partes que lo componían, siendo las otras dos el Partido Peronista Femenino y el movimiento sindical, considerado como la "columna vertebral" del Movimiento Peronista. La CGT unificada adquirió un enorme poder. Sus afiliados pasaron de 80.000 en 1943, a 1.500.000 en 1947 y 4.000.000 en 1955. La CGT participaba de las reuniones de gabinete. En el Parlamento un tercio de los diputados correspondía a la «rama sindical», que funcionaba como bloque. En la década de 1950 se reconocía a la sindical como una de las tres ramas y, como tal, se le atribuía por tradición –sin norma escrita- el derecho a contar con un tercio de las candidaturas, aunque su implementación era flexible.
El Congreso Extraordinario de 1950 de la CGT procuró el aumento del control de los sindicatos por parte de la entidad y aprobó una resolución encomendando “a las organizaciones afiliadas y a los trabajadores en general, la eliminación de los elementos comunistas, francos o encubiertos, eliminándolos de los puestos de conducción e impidiendo que puedan ejercer su perniciosa influencia en el medio obrero. El Congreso modificó también el preámbulo del Estatuto de la CGT, incluyendo el texto siguiente: “…que la Doctrina Peronista magistralmente expuesta por su creador el general Juan Perón, define y sintetiza las aspiraciones fundamentales de los trabajadores argentinos, y les señala la verdadera doctrina con raíz y sentido nacional, cuya amplia y leal aplicación ha de forjar una Patria justa, libre y soberana”.
Cuando en 1952 se dictó la constitución de la provincia Presidente Perón, creada por ley el año anterior, la misma se constituyó como un Estado sindical. Y cuando en 1951 el Congreso de la Nación expropió el diario La Prensa por negarse a cumplir con las leyes laborales, el mismo fue entregado a la CGT. El 1952, la sanción de la Ley 14.250 de Convenios Colectivos de Trabajo, consolidó el papel central de los sindicatos al establecer que los convenios colectivos serían de aplicación obligatoria para todos los trabajadores, afiliados y no afiliados. Se creó la Universidad Obrera Nacional (luego rebautizada Universidad Tecnológica Nacional y se estableció la gratuidad de la enseñanza universitaria (Decreto N° 29.337/1949).
Una de las características del sindicalismo durante el peronismo, fue el gran desarrollo que tuvieron los delegados y comisiones internas en los lugares de trabajo. Si bien este había sido un objetivo sindical desde varias décadas atrás, es durante el peronismo que "se generalizan estas comisiones y crece su poder". La presencia sindical en los lugares de trabajo generó un fuerte rechazo del empresariado. El propietario de Grimoldi, una de las principales fábricas de calzado, describe así la situación durante el peronismo:

Los sindicatos, eran tremendos. En toda las fábricas había delegados, sea grande, sea chica había un delegado, un delegado por cada sección. Ellos mandaban. Había mucho sindicalismo, que a este obrero se le paga poco, que a éste se le paga mucho. (...) Imagínese que los delegados no trabajaban y estaban todo el día dando vuelta, que esto, que lo otro, que trabaja mucho tiempo, que se le paga muy poco. No, no se podía trabajar, era demasiado.

Por primera vez en la historia argentina la retribución del trabajo superó a la retribución del capital. Los economistas Lucas Llach y Pablo Gerchunoff dan cuenta de ese logro:

El componente salarial del ingreso nacional superó, por primera vez en la historia, a la retribución obtenida en concepto de ganancias, intereses y renta de la tierra. En 1948 aquel ascendía a 53% contra 47% de este, lo que se comparaba favorablemente con la situación imperante sólo un lustro atrás, cuando los trabajadores percibían 44,4% y los empresarios, capitalistas y rentistas recibían 55,6%".
Lucas Llach y Pablo Gerchunoff

#### La Constitución de 1949
En 1949 se realiza una reforma constitucional que incorporó a la Constitución argentina los derechos de los trabajadores (constitucionalismo social) y la igualdad jurídica de la mujer y el hombre. La reforma estableció también normas sobre la propiedad (función social de la propiedad) y el papel activo del Estado en la economía, largamente reclamadas por el movimiento sindical. La reforma fue desconocida por un sector de la oposición y sería abolida por una "proclama" militar de la dictadura instalada en 1955.
Los derechos laborales fueron incluidos en el art. 37 de la Constitución, conocido desde ese momento como Decálogo del Trabajador, donde se detallaban 10 derechos laborales:
1. Derecho de trabajar
2. Derecho a una retribución justa
3. Derecho a la capacitación
4. Derecho a condiciones dignas de trabajo
5. Derecho a la preservación de la salud
6. Derecho al bienestar
7. Derecho a la seguridad social
8. Derecho a la protección de su familia
9. Derecho al mejoramiento económico
10. Derecho a la defensa de los intereses profesionales

La Constitución peronista -como fue llamada- no incluyó explícitamente el derecho de huelga. El tema fue discutido por los convencionales presentándose dos puntos de vista. Por un lado, el ideólogo principal de la Constitución Arturo Sampay, sostuvo que el derecho de huelga era un derecho natural, equivalente en el mundo del trabajo al derecho de resistencia a la opresión en el mundo político. Sampay por ello sostenía que no debía incluirse en la constitución escrita, sin perjuicio de que la ley ordinaria garantizara el derecho de huelga "en los casos en que los patronos no se avienen a satisfacer reclamaciones legítimas de los sindicatos obreros". La otra postura fue sostenida por el convencional y dirigente obrero Hilario Salvo, quien sostuvo que "la huelga era un hecho más que un derecho y que, por lo tanto, los obreros que tenemos conciencia de dirigentes... no necesitamos el derecho cuando nos disponemos a ese sacrificio: vamos a los hechos y así triunfamos".
La falta de mención del derecho de huelga en el texto constitucional, generó discusiones sobre la legitimidad del derecho durante la vigencia de la Constitución de 1949. El destacado jurista laboralista Mario Deveali sostenía por entonces en su Curso de Derecho Sindical que "a falta de una disposición expresa la huelga debe ser considerada como uno de los medios de los que pueden servirse los trabajadores a fin de ejercer el derecho".

#### Huelgas durante el primer peronismo
Una vez electo el gobierno peronista, a partir del 4 de junio de 1946, hubo un aumento de la conflictividad laboral "con el objeto de asegurar las reivindicaciones ya obtenidas y forzar a la patronal a ampliar los beneficios", impulsando así el aumento del salario real que alcanzó su pico histórico en 1949. Las principales huelgas fueron realizadas por gráficos, azucareros, frigoríficos, marítimos, bancarios, comercio y ferroviarios. Los momentos de mayor conflictividad fueron el trienio 1946-1948 y los años 1950 y 1954:
| Año                | Huelgas | Huelguistas |
| ------------------ | ------- | ----------- |
| 1946               | 142     | 333.929     |
| 1947               | 67      | 541.377     |
| 1948               | 103     | 278.179     |
| 1949               | 36      | 29.164      |
| 1950               | 30      | 97.048      |
| 1951               | 23      | 16.356      |
| 1952               | 14      | 15.815      |
| 1953               | 40      | 5.506       |
| 1954               | 18      | 119.701     |
| Fuente: L. Ceruti. |         |             |

Algunos de esos conflictos fueron reprimidos. En 1947 un acto del sindicato textil en el Luna Park fue reprimido por la Policía Federal. La policía tucumana reprimió en 1949 una huelga declarada por la FOTIA, resultando asesinado en su curso el obrero gastronómico Carlos Antonio Aguirre, tesorero del sindicato de Mozos de Tucumán.
Entre noviembre de 1950 y enero de 1951 se produjeron tres huelgas ferroviarias sucesivas, en la recientemente creada empresa estatal Ferrocarriles Argentinos, declaradas por un comité paralelo a las autoridades de la Unión Ferroviaria (UF).
Durante el primer gobierno peronista el componente salarial del ingreso nacional superó, por primera vez en la historia, a la retribución obtenida en concepto de ganancias, intereses y renta de la tierra. En 1948 aquel ascendía a 53 % contra 47 % de este, lo que se comparaba favorablemente con la situación imperante solo un lustro atrás, cuando los trabajadores percibían 44,4% y los empresarios, capitalistas y rentistas recibían 55,6.

#### Candidatura a vicepresidenta de Eva Perón

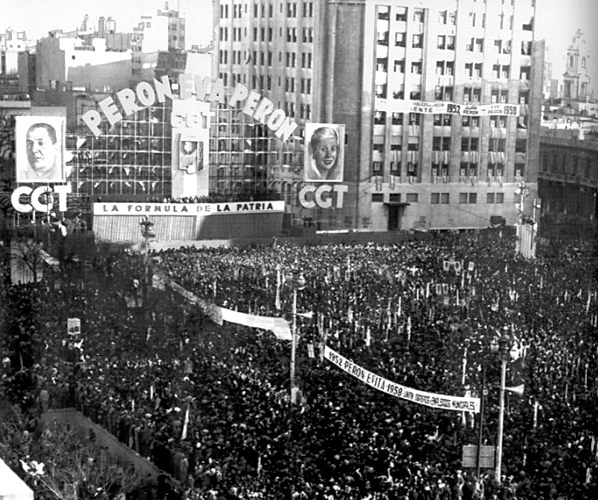
El 22 de agosto de 1951 la CGT organizó una manifestación masiva para imponer la candidatura a vicepresidenta de Eva Perón.

Para las elecciones presidenciales de 1951, las primeras en la historia argentina con voto femenino, los sindicatos sacudieron la vida política argentina lanzando la candidatura de Eva Perón a vicepresidenta. A partir de su condición de mujer, migrante interna y afiliada sindical (Eva Perón era afiliada desde 1939 a la Asociación Argentina de Actores y fundadora en 1943 del primer sindicato de radio), Evita estableció una relación privilegiada con los sindicatos; la propia Fundación Eva Perón estableció su sede al lado de la CGT.
La candidatura tuvo un enorme apoyo popular, pero al mismo tiempo agudizó la resistencia de los sectores conservadores, en especial dentro de las fuerzas armadas, incluso del ala peronista. Perón por su parte consideraba que una candidatura integrada por él y su esposa, constituía un error estratégico, en momentos en que se incrementaban los planes golpistas.
La CGT insistió y convocó el 22 de agosto de 1951 a un acto en el cruce de la Avenida 9 de Julio y la calle Moreno, con el nombre de Cabildo Abierto del Justicialismo. El acto constituyó una de las más grandes movilizaciones de la historia argentina. En su curso los manifestantes, en un inusual diálogo masivo, le exigieron a Perón que "dejara hablar" a Evita, a quien a su vez le pidieron insistentemente que aceptara la candidatura allí mismo. Finalmente Perón y Evita se retiraron del palco con la promesa de ella de responder a través de la cadena nacional de radio. Nueve días después, Eva habló por radio para informar que había decidido renunciar a la candidatura. El acontecimiento es conocido como Día del Renunciamiento. Más allá de las presiones conservadoras, Eva Perón ya sufría en ese momento un avanzado cáncer de útero que le provocaría la muerte menos de año después.

#### Atentado terrorista en acto de la CGT en 1953
El 15 de abril de 1953 se produjo un atentado terrorista durante un acto de la CGT en Plaza de Mayo que causó la muerte de seis manifestantes (Santa Festigiata D’ Amico, Mario Pérez, León David Roumeaux, Osvaldo Mouché, Salvador Manes y José Ignacio Couta), la mutilación de diecinueve, quedando más de noventa personas heridas.
El atentado fue realizado por un comando civil antiperonista dirigido por el radical Roque Carranza, quien durante el gobierno de Alfonsín sería nombrado Ministro de Obras y Servicios Públicos y de Defensa. El crimen constituyó la mayor masacre obrera durante un acto sindical de la historia argentina.

#### Bombardeo de Plaza de Mayo

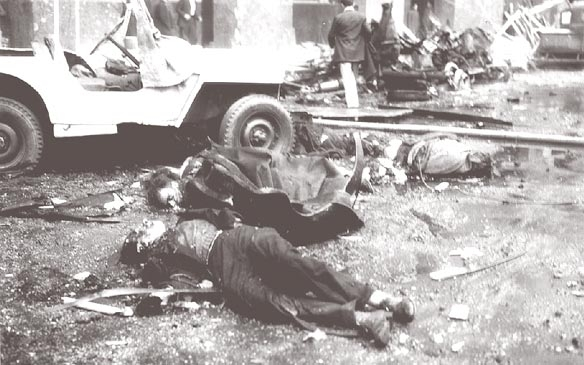
Víctimas del bombardeo de la Plaza de Mayo del 16 de junio de 1955, donde 308 personas más un número no determinado fueron asesinadas. Entre ellas hubo 111 activistas de la CGT, incluyendo 23 mujeres.

El 16 de junio de 1955 al mediodía, un grupo cívico-militar, conducido por el contralmirante Samuel Toranzo Calderón y el político radical Miguel Ángel Zavala Ortiz -designado en 1963 ministro de Relaciones Exteriores por el presidente Illia- inició un golpe de Estado atacando con fuerzas militares y comandos civiles de aire y tierra. Unos treinta aviones de la Armada y de la Fuerza Aérea atacaron la Casa Rosada con el fin de matar al presidente Perón, con el apoyo de grupos de civiles armados que fueron rechazados.
La Confederación General del Trabajo convocó a defender al gobierno constitucional, movilizándose hacia la Plaza de Mayo. La respuesta de los golpistas fue bombardear a los civiles que habían ido a la Plaza de Mayo a expresar su apoyo a Perón, asesinado a 308 personas identificadas, más un número que no pudo ser determinado debido a la gravedad de las mutilaciones. Entre las víctimas se encontraban 111 activistas de la CGT -de las cuales 23 eran mujeres- y 6 niños.
Los aviones usados para cometer la masacre llevaban pintado el "Cristo Vence". Fracasado el golpe, varios golpistas utilizaron los aviones para refugiarse en Uruguay, cuyo gobierno los amparó y se negó a entregarlos a las autoridades argentinas. Los militares complotados que no pudieron huir fueron capturados y condenados a penas de prisión. Pocos meses después la llamada según el bando Revolución Libertadora o Fusiladora, liberaría a los criminales condenados.
La historia mundial no registra ningún antecedente en el que la propia fuerza área de un país haya bombardeado a su población causando una masacre de cientos de personas. El bombardeo de Plaza de Mayo es una de las grandes masacres obreras de la historia argentina, junto a la Semana Trágica (1919), la Patagonia Rebelde (1922), los fusilamientos en La Forestal (1922) y la masacre de Napalpí (1924).

## Resistencia, proscripciones y dictaduras (1955-1983)

### La autodenominada "Revolución Libertadora"
Entre el 16 y el 23 de septiembre de 1955 se produjo el golpe de Estado cívico-militar que derrocó al gobierno constitucional de Juan D. Perón, a la Corte Suprema de Justicia, a todos los poderes de los gobiernos provinciales y clausuró el Parlamento. La suma de los poderes constituyente, ejecutivo y legislativo fue asumido inicialmente por el general Eduardo Lonardi, que pocos días después fue a su vez desplazado por un nuevo golpe encabezado por el general Pedro Eugenio Aramburu y el almirante Isaac Rojas, instalando una dictadura que tomó el nombre de Revolución Libertadora. El peronismo designaría al régimen con el nombre de Revolución Fusiladora debido a los fusilamientos de militares y civiles -varios de ellos militantes sindicales- ordenados por la dictadura para reprimir el levantamiento del General Juan José Valle.
Juan Carlos Torre concluye que el objetivo que unificó a las fuerzas antiperonistas luego del golpe fue revertir la distribución del ingreso y reducir la influencia política de los sindicatos. En los siguientes dieciocho años se sucederían dictaduras o gobiernos no democráticos, que reprimieron y prohibieron al peronismo y al comunismo; en algunos períodos también fueron prohibidos los demás partidos políticos. Ese período es conocido en la historia del peronismo como período de la Resistencia peronista, en el que la resistencia sindical ocupó un lugar central.

#### Ocupación de los sindicatos por los "comandos civiles"

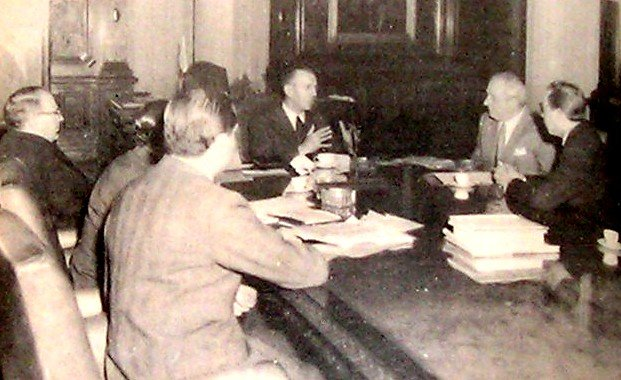
El ministro de Trabajo Luis Cerrutti Costa –a la izquierda– y el general Eduardo Lonardi, reunidos en la Casa Rosada con Andrés Framini y otros dirigentes de la CGT.

Ni bien producido el golpe, varios sindicatos fueron ocupados por grupos violentos armados de ideología antiperonista, conocidos como "comandos civiles", integrados principalmente por radicales, socialistas, conservadores, nacionalistas católicos y demócratas cristianos. Muchos activistas y delegados sindicales peronistas fueron detenidos o despedidos, en medio de una ola de revanchismo patronal, mientras que el sindicalismo antiperonista que apoyaba la dictadura, creaba la Comisión Pro Recuperación de los Sindicatos Libres (CPRSL), liderada entre otros por socialistas como Francisco Pérez Leirós (municipales), Armando March y Salvador Marcovecchio (comercio), independientes como Riego Ribas o sindicalistas revolucionarios como Sebastián Marotta (gráficos), y el polémico dirigente sindical estadounidense Serafino Romualdi, agente también de la CIA, enviado por Estados Unidos para reorganizar el movimiento obrero argentino. De este sector surgiría dos años después la agrupación llamada 32 Gremios Democráticos.
Pese a ello, durante los pocos días que gobernó el general Eduardo Lonardi, la CGT y los sindicatos no fueron intervenidos. El gobierno militar designó como ministro de Trabajo al socialcristiano Luis Cerrutti Costa, un abogado laboralista que había sido funcionario del gobierno peronista y asesor de la Unión Obrera Metalúrgica. Por su parte, la conducción de la CGT, liderada por Héctor Hugo Di Pietro adoptó una estrategia conciliadora con el fin de preservar las estructuras, renunciando a sus cargos en octubre de 1955 y designando un triunvirato integrado por Andrés Framini (textiles), Luis Natalini (Luz y Fuerza) y Dante Viel (estatales), aunque este último sería vetado por el gobierno militar. El 6 de octubre el Ministerio de Trabajo y la CGT firmaron un pacto comprometiéndose a nombrar interventores neutrales en los sindicatos ocupados, realizar elecciones en todos los sindicatos dentro de los 120 días y luego de ello proceder a "normalizar" la CGT.
El 13 de noviembre de 1955 un golpe palaciego derrocó al general Lonardi. El poder fue tomando por el ala liberal de la dictadura, férreamente antiperonista, liderada por el general Pedro Eugenio Aramburu, secundado por el almirante Isaac Rojas y varios partidos políticos, como la Unión Cívica Radical y el Partido Socialista, que buscaban legitimar las ocupaciones de sindicatos que habían realizado y desterrar el sindicalismo peronista.

#### Intervención militar de los sindicatos
La dictadura de Aramburu puso en marcha un plan de desperonización de Argentina y el movimiento obrero en particular, apoyado en una violenta política represiva, que incluyó las 32 personas asesinadas o fusiladas como consecuencia del Levantamiento de Valle. Miles de militantes y dirigentes sindicales fueron encarcelados, a la vez que las organizaciones sindicales fueron intervenidas. El interventor de la CGT fue el capitán de navío Alberto Patrón Laplacette. Además, se dictó el Decreto N.º 7107 de abril de 1956, proscribiendo a todas las personas que hubieran desempeñado un cargo de conducción sindical entre febrero de 1952 y septiembre de 1955.
Pese al entorno represivo, los sindicatos declararon varias huelgas sectoriales de importancia, entre las que se destacaron la huelga metalúrgica de 1956, y la de los obreros navales (recordada en un documental con el título de La huelga de los locos), que con 14 meses de duración resultó ser la huelga más larga de la historia argentina y finalizó con la disolución del sindicato.

#### El papel del delegado
Paradójicamente, el descabezamiento del movimiento sindical, la persecución del peronismo y el control militar de los sindicatos, impulsó el surgimiento de toda una nueva generación de dirigentes sindicales, vinculada a la idea de “resistencia” contra las políticas antiperonistas y anti-sindicales. Entre esa nueva camada se destacan dirigentes como Augusto Timoteo Vandor, de la poderosa Unión Obrera Metalúrgica (UOM), Andrés Framini de la Asociación Obrera Textil (AOT), Amado Olmos (Sanidad), Agustín Tosco (Luz y Fuerza), Atilio López (transporte colectivo urbano), Juan Carlos Laholaberry (textiles).
En este período jugó un papel central el delegado y la delegada sindical. En Argentina, la figura del delegado sindical estuvo presente desde comienzos del siglo XX. Se trata de un representante del personal de un centro de trabajo, elegido democráticamente tanto por quienes están afiliados al sindicato como por quienes no lo están. La figura se caracteriza por reunir una doble representatividad: de todo el personal de un centro de trabajo ante el sindicato, y del sindicato ante el personal.
Con los sindicatos intervenidos por los militares y las huelgas limitadas por la represión, el movimiento obrero se concentró en multiplicar los delegados y delegadas sindicales. De este modo, la protesta obrera se reorganizó desde la base, recurriendo a todo tipo de medidas como el sabotaje y los reclamos puntuales frente a los abusos.
La importancia del delegado en el modelo sindical argentino se fortalecería aún más con la Ley Sindical N.º 14.455 sancionada por el presidente Arturo Frondizi (1958-1962), como consecuencia del acuerdo que había realizado con Perón, para que el peronismo proscripto lo apoyara en las elecciones presidenciales de 1958. Dicha ley estableció por primera vez la prohibición absoluta de despedir a los delegados de personal, anulando de ese modo el principal recurso de las empresas para impedir la presencia sindical en los lugares de trabajo.

#### Frustrado Congreso de Normalización de la CGT de 1957
En 1957 la dictadura llamó a elecciones en los sindicatos para normalizar la intervenciones. Debido a su amplia presencia entre los delegados y las bases, el peronismo sorprendió ganando la mayoría de los sindicatos, en tanto que el comunismo obtuvo la primera minoría. El resultado sorprendió a los militares que responderían paralizando el proceso de normalización de la CGT por varios años más.
Las nuevas representaciones sindicales formaron primero una Comisión Intersindical, para dar al movimiento obrero una conducción nacional provisoria, y convocó un Congreso Intersindical Nacional Extraordinario, que se realizó en Córdoba entre el 18 y el 20 de abril. Con un perfil opositor a la dictadura, "la Intersindical", convocó una huelga general para el 12 de julio que tuvo una importante adhesión.
En agosto de 1957 se reunió finalmente el Congreso Normalizador de la CGT. En las discusiones preliminares varios sindicatos cuestionaron la cantidad de afiliados (y por ende de delegados al congreso) que declararon tener algunas organizaciones. En una crucial votación que los sindicatos opositores a la dictadura ganaron por 298 contra 291 votos, el Congreso resolvió crear una Comisión de Verificación que debía concurrir a las sedes sindicales para revisar los libros y verificar que la cantidad de afiliados se correspondía con los declarados. La Comisión cumplió su cometido, pero el Congreso no volvió a reunir el cuórum mínimo necesario, debido a lo cual la CGT permanecería intervenida varios años más.
Durante el Congreso, las organizaciones sindicales se dividieron en dos grupos:
- los sindicatos conducidos por peronistas y comunistas crearon las 62 Organizaciones. Poco después 19 sindicatos comunistas se separarían y terminarían formando el Movimiento de Unidad y Coordinación Sindical (MUCS);
- los sindicatos conducidos por antiperonistas e independientes crearon los 32 Gremios Democráticos.[229]

La dictadura sancionó el decreto 10.596/57 reglamentando el derecho de huelga y declaró el estado de sitio, pero las 62 Organizaciones respndieron con paro nacional el 27 de septiembre, reclamando la libertad de los presos políticos y la derogación de las leyes represivas, un aumento salarial de emergencia con escala móvil y el levantamiento del estado de sitio.

#### Programa de La Falda
Luego de fracasar la normalización de la CGT, la regional Córdoba de la CGT, única que había podido ser recuperada por los trabajadores luego del golpe militar, organizó un Plenario Nacional de Delegaciones Regionales de la CGT, en ciudad de La Falda, en el Valle de Punilla, sede por entonces de gran cantidad de hoteles sindicales. De hecho la reunión se realizó en el hotel del Sindicato de la Alimentación. La regional Córdoba había sido normalizada el 1 de julio de 1957, ocasión en la que eligió como secretario general a Atilio López, de la Unión Tranviarios Automotor (doce años después sería uno de los líderes del Cordobazo).
El 30 de noviembre de 1957 el Plenario aprobó el histórico Programa de La Falda. Allí se definió el rol del movimiento obrero mucho más ampliamente que en cualquier período anterior. El Programa de La Falda se ubica en la creciente corriente antiimperialista, en la línea de los movimientos de liberación nacional que caracterizaron la época y que estaban constituyendo el llamado Tercer Mundo (Movimiento de Países No Alineados). El programa parte de la trilogía programática peronista incluida en el preámbulo de la Constitución de 1949 ("constituir una Nación socialmente justa, económicamente libre y políticamente soberana"), proponiendo políticas precisas en cada uno de esos tres aspectos, que incluían el monopolio estatal del comercio exterior, la nacionalización de las fuentes de energía, el control estatal del crédito, la reforma agraria y el control obrero, orientado hacia un modelo industrialista basado en el consumo interno y la integración latinoamericana.
El 1 de mayo de 1958 asumió la presidencia de la Nación Arturo Frondizi de la Unión Cívica Radical Intransigente (UCRI) al mando de un régimen semidemocrático en el que estaba prohibido tanto el peronismo, como el comunismo, apoyados -sobre todo el primero- por un amplio sector de la ciudadanía. Frondizi asumió apoyado por gran parte del electorado que apoyaba a Perón, debido a un pacto secreto entre los líderes radical y peronista.
Como resultado del pacto radical-peronista, Frondizi elaboró una nueva ley sindical que fue aprobada por el Congreso como Ley N.º 14.455, estableciendo la libre creación de sindicatos mediante una simple inscripción, pero a la vez garantizando que el sindicato mayoritario tuviera la representación colectiva frente al Estado y frente a las cámaras patronales en las negociaciones colectivas (personería gremial). La ley frondizista estableció la elección de los delegados sindicales en los lugares de trabajo por todos los trabajadores (afiliados y no afiliados), y la prohibición de que fueran despedidos sin causa (fuero sindical), disposición que permitió una gran expansión de los delegados de base, uno de los elementos más característicos del modelo sindical argentino.

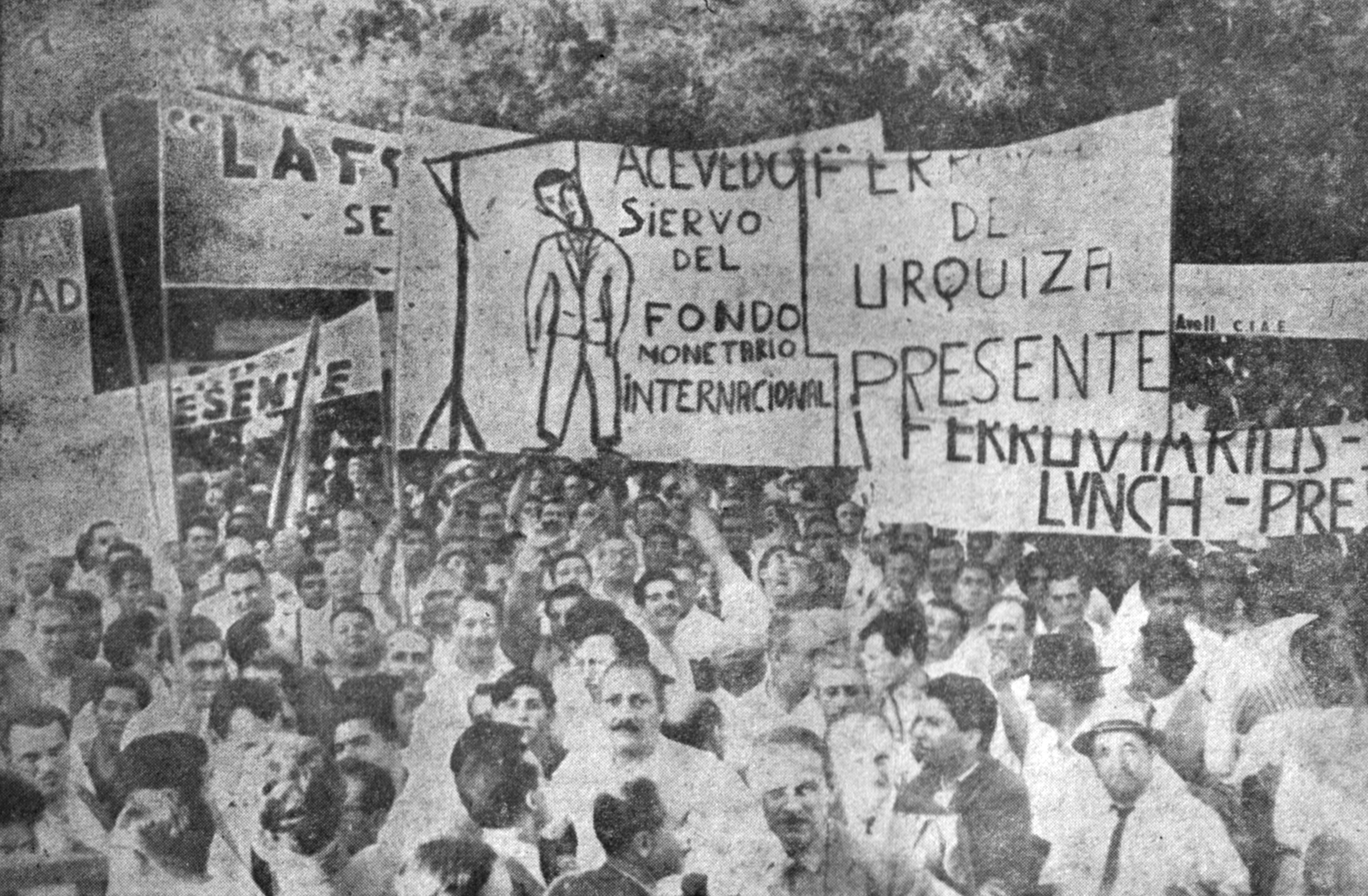
Manifestación del 6 de diciembre de 1961 en solidaridad con los obreros ferroviarios despedidos a causa del Plan Larkin.

El pacto radical-peronista duró poco, porque Frondizi no derogó las leyes represivas contra el peronismo y contra Perón. A fines de 1958 firmó un Plan de Estabilización o Austeridad con el Fondo Monetario Internacional (FMI), en el que se comprometió a ejecutar políticas económicas y educativas que generaron una gran conflictividad política, sindical y social se incrementó. Particularmente, las luchas sindicales trascendieron el plano reivindicativo y adoptaron un claro objetivo antiimperialista. En esa línea, se encuentran la toma del frigorífico Lisandro de la Torre y la posterior huelga general y movilización contra su privatización, que Frondizi mandó reprimir con tanques del Ejército, encarcelando a los dirigentes y despidiendo a unos 5000 trabajadores, más de la mitad de quienes trabajaban en el frigorífico. Otra lucha importante de la época fueron las huelgas ferroviarias contra el Plan Larkin, elaborado para postergar el transporte ferroviario y promover el transporte automotor, en beneficio de las diez empresas multinacionales que se instalaron en esos años para producir automotores. También hubo huelgas y movilizaciones en defensa de la Dirección Nacional de Industrias del Estado (DINIE), y la Compañía Argentina de Electricidad (CADE). El movimiento obrero mostró también un acercamiento al movimiento estudiantil, con el que había estado enfrentado durante el gobierno peronista, que se expresó en el apoyo activo a las luchas en defensa de la universidad estatal, conocida por su lema: "laica o libre".
En este período se formó una nueva generación de dirigentes sindicales que comienza a unir las demandas económicas con los reclamos políticos. La organización sindical adquirió entonces, impulsada por su funcionamiento semilegal, un carácter más colectivo, democrático y descentralizado, con un fuerte dominio de la asamblea de delegados como órgano de conducción.

### Plan CONINTES de Frondizi
En 1958 fue creado por el presidente radical Arturo Frondizi el Plan CONINTES o estado conintes (Conmoción Interna del Estado), un régimen represivo que permitía al gobierno perseguir y detener opositores y sindicalistas sin cumplir con las garantías constitucionales, que se mantuvo en vigencia hasta el 1 de junio de 1961. Fue aprobado por el Decreto Secreto 9880/1958 del 14 de noviembre de 1958 y comenzó a ser ejecutado mediante el Decreto 2628/1960, del 13 de marzo de 1960, firmado también por el presidente Frondizi. El Decreto Secreto 9880/1958 facultó al presidente de la Nación a declarar el "estado Conintes" y militarizar a la población. Reemplazó al Poder Judicial colocando a la ciudadanía bajo consejos de guerra, que dictaban sus condenas en juicios sumarios que anulaban toda posibilidad de defensa y de cumplimiento de la garantía constitucional a un "juicio justo", ya que los detenidos debían ser obligatoriamente defendidos por un militar que no era abogado, y los plazos eran de tres horas para realizar la defensa y una hora para apelar.
El Plan Conintes permitía también declarar «zonas militarizadas» a los principales centros o ciudades industriales y autorizaba a las Fuerzas Armadas a realizar allanamientos y detenciones, sin cumplir las normas constitucionales. El régimen consistió en una serie de decretos y resoluciones secretas, mediante las cuales el Poder Ejecutivo se atribuyó la facultad de suspender las garantías constitucionales para proceder al reclutamiento militar obligatorio de la población, la detención de personas sin orden judicial, el enjuiciamiento de civiles por consejos militares de guerra, la conformación de zonas bajo mando militar y la subordinación de las policías provinciales y federal a las fuerzas armadas. Fue usado por Frondizi para reprimir las huelgas y protestas obreras con las Fuerzas Armadas. Miles obreros fueron detenidos y al menos 111 fueron condenadas en juicios sumarios realizados por consejos militares de guerra, a la vez que los detenidos fueron sometidos sistemáticamente a torturas. En el mismo marco, decenas de miles de trabajadores de los transportes y servicios públicos fueron incorporados forzadamente al servicio militar para romper las huelgas y puestos bajo el mando de las Fuerzas Armadas. También fueron intervenidos sindicatos y clausurados locales partidarios.

### El vandorismo
Augusto Timoteo Vandor fue un dirigente sindical que comenzó a destacarse en la Resistencia Peronista y resultó elegido secretario general de la poderosa Unión Obrera Metalúrgica (UOM) en 1959. A partir de la década de 1960 y sobre todo desde el fracaso de la Operación Retorno de 1964, cuando el presidente Illia recurrió a la dictadura brasileña para impedir el regreso de Perón, Vandor encabezó una corriente político-sindical denominada «integracionista» y conocida como «vandorismo», que proponía organizar al «peronismo sin Perón» y entablar un diálogo pragmático con el bloque militar-conservador que le permitiera «integrarse» al sistema político.

### Triunfo electoral de Framini
El 18 de marzo de 1962 se realizaron elecciones legislativas en todo el país y para gobernador en algunas provincias. Por entonces el peronismo estaba prohibido, pero a pesar de ello el peronismo presentó candidatos utilizando partidos políticos alternativos. Uno de esos candidatos fue el dirigente sindical textil Andrés Framini, quien se presentó para ser gobernador de la estratégica Provincia de Buenos Aires, la más importante del país, donde se encuentra la principal concentración industrial y el mayor núcleo de la clase obrera organizada. Framini pertenecía a la «línea dura» del peronismo, integraba la máxima conducción del movimiento obrero argentino y consideraba que la vuelta de Perón era innegociable, lo que lo enfrentaba a al dirigente metalúrgico Augusto Timoteo Vandor, quien lideraba un sector del sindicalismo peronista partidario de un «peronismo sin Perón» (vandorismo).
La candidatura de Framini significaba desafiar frontalmente al bloque militar-conservador que había impuesto la prohibición del peronismo y buscaba evitar que el sindicalismo pudiera alcanzar posiciones de poder en el Estado y mejorar su capacidad de negociación. Para destacar la importancia de la elección, Perón anunció que acompañaría a Framini como candidato a vicegobernador, obligando a la justicia a prohibir su candidatura. Finalmente la fórmula fue completada por Francisco Anglada, que habilitó la rima para el lema principal de la campaña, «¡Framini, Anglada, Perón a la Rosada!», acompañada también por el eslogan «Déle paso a un obrero en la provincia de los estancieros». La presencia sindical en la lista encabezada por Framini, se completaba con destacados dirigentes sindicales como candidatos a diputados nacionales, como Sebastián Borro (Frigorífico nacional), Jorge Di Pascuale (empleados de farmacias), Roberto García (caucho) y Eustaquio Tolosa (portuarios).
Framini ganó las elecciones por 42% contra 26% del candidato oficialista, dejando en evidencia la vigencia del peronismo aun en condiciones de proscripción, así como el apoyo que contaba en la clase obrera. Ese día el peronismo ganó en ocho provincias.

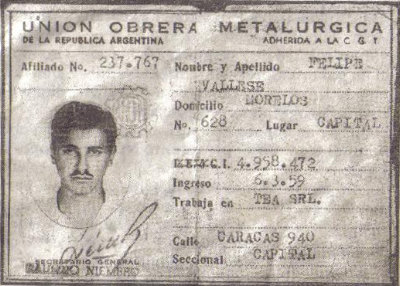
La desaparición del militante sindical metalúrgico Felipe Vallese, suele ser considerada como la primera del período de terrorismo de Estado iniciado en la década de 1960 que se extendió hasta 1983.

El resultado produjo un colapso del régimen político y pese a que Frondizi anuló las elecciones, el bloque militar-conservador dio un nuevo golpe de Estado y derrocó al presidente. Durante el gobierno de facto que le sucedió, a cargo de José María Guido, la policía federal secuestro e hizo desaparecer al militante sindical Felipe Vallese. El hecho es considerado como la primera desaparición forzada del período de terrorismo de Estado iniciado en la década de 1960 que se extendió hasta 1983.

### Programa de Huerta Grande
En 1962 las 62 Organizaciones aprueban el Programa de Huerta Grande, en un plenario en el que se destacó Amado Olmos del sindicato de la sanidad. Este programa continuaba la línea del Programa de La Falda, y en 10 puntos propone la nacionalización de los sectores básicos de la economía, la expropiación de los latifundios, y la «planificación del esfuerzo argentino en función del interés nacional».

### Recuperación de la CGT y gobierno de Illia
En 1963 la CGT fue normalizada. En el Congreso Normalizador se aprueba un plan de lucha titulado El cambio total de las estructuras, exigiendo una «real participación de los trabajadores en todos los órganos de conducción de la vida económica de la Nación, poniendo sus riquezas y recursos al servicio del pueblo».
En las elecciones presidenciales de 1963 ganó Arturo Illia de la Unión Cívica Radical del Pueblo (balbinista), con una nueva proscripción de Perón y prohibición del peronismo, a la que se sumó el encarcelamiento del expresidente Arturo Frondizi.
El gobierno radical tuvo una relación conflictiva con el movimiento obrero, debido por una parte a la prohibición del peronismo y la prohibición de que Perón regresara al país, al intentó del gobierno de cambiar la regulación legal de los sindicatos para eliminar la personería gremial reconocida al sindicato más representativo, en contra de la postura de la CGT, y al desinterés mostrado por el gobierno en la investigación de la desaparición del militante sindical Felipe Vallese, secuestrado por la policía. Sobre el final de gobierno de Illia, en febrero de 1966, por primera vez desde 1955 el salario real dejó de descender.
En 1963 Illia no aceptó el reclamo de la Confederación General del Trabajo (CGT) de investigar la desaparición del militante sindical metalúrgico Felipe Vallese.
El Ministerio de Trabajo impuso multas y solicitó embargos sobre los bienes de varios dirigentes sindicales debido a haber aprobado el Plan de Lucha de la CGT contra la política del gobierno. En 1965 prohibió que se realizaran actos de homenaje a las personas asesinadas en los fusilamientos de 1956 y a Felipe Vallese, y reprimió con la policía el intento de la oposición de realizar los actos, con numerosos heridos y detenidos. Ese mismo año suspendió la personería gremial de los sindicatos del Calzado, la Construcción, Sanidad y del Caucho.
En 1966, sin consulta previa con las organizaciones sindicales, como lo sugería la recomendación n.º 113 de 1960 de la Organización Internacional del Trabajo, Illia estableció mediante el decreto 969/1963, una reglamentación sindical prohibiendo las actividades políticas de los sindicatos, la ley establecía además que los presupuestos de los sindicatos debían ser aprobados desde el Poder Ejecutivo, alterando la independencia sindical y visto como herramienta para dificultar el accionar de los sindicatos opositores.

#### Los asesinatos de Mussy, Méndez y Retamar

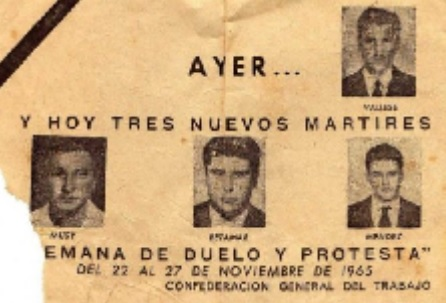
Cartel de la CGT en protesta por los asesinatos de José Gabriel Mussy, Néstor Méndez y Ángel Retamar por la policía de Illia.

En octubre y noviembre de 1965 fueron asesinados por la policía los obreros José Gabriel Mussy, Néstor Méndez y Ángel Retamar, como consecuencia de la represión policial ordenada para reprimir las manifestaciones convocadas por la Confederación General del Trabajo (CGT) el 21 de octubre, prohibidas por el presidente Illia.
José Gabriel Mussy, de 25 años, era un obrero de SIAM, peronista, que fue asesinado en San Justo mientras marchaba en un columna de unos 50 obreros metalúrgicos. Al llegar a Mosconi y Camino de Cintura se encontraron con una camioneta policial perteneciente a la Agrupación Güemes, de la cual bajaron cuatro policías uniformados y dos de civil amenazado con sus armas. Los obreros corrieron y los policías dispararon matando a Mussy e hiriendo a Manuel Rodríguez.
Néstor Méndez era un trabajador bancario, militante de la Federación Juvenil Comunista. La investigación penal fue archivada 18066/65 sin condenas. Una placa con su nombre fue colocada en su memoria en la Plaza La Roche de Morón.
Ángel Retamar era un obrero metalúrgico, peronista, de la fábrica SIAM. Se dirigía hacia la plaza San Justo en compañía del delegado de la fábrica, Amílcar Torres. Poco antes de llegar a la plaza se encontraron con un grupo de manifestantes huyendo de la policía. Al huir resulta herido por una ráfaga de ametralladora, al igual que Torres y otros dos manifestantes. Falleció de las heridas el 1 de noviembre de 1965. La investigación judicial, estableció el nombre de los autores pero fue archivada sin juicio.
Ni Illia, ni el gobernador de la Provincia de Buenos Aires a cargo del también radical Anselmo Marini, pidieron la renuncia del jefe de Policía Bonaerense, comisario López Aguirre.

#### Perón vs. Vandor: división de las 62 Organizaciones
A fines de 1965 Perón envió a la Argentina como delegada personal a su esposa María Estela Martínez de Perón. Timoteo Vandor por entonces, controlaba desde la poderosa Unión Obrera Metalúrgica (UOM) el sindicalismo peronista, ampliamente mayoritario, y el Movimiento Peronista, siguiendo una política de autonomía ante el liderazgo de Perón, conocida como «peronismo sin Perón». La visita de «Isabelita» exacerbó la puja entre ambos dirigentes, llegando a un enfrentamiento abierto en enero de 1966, cuando Perón decidió eliminar la Junta Coordinadora Nacional del Movimiento Peronista, que respondía a Vandor, reemplazándola por un Comando Delegado. La ruptura política de Perón con Vandor, tuvo su expresión en la rama sindical del peronismo, las 62 Organizaciones, cuando el secretario general de la CGT, José Alonso, con el apoyo de Perón expresado en una carta pública, denunció a Vandor como traidor y constituyó las 62 Organizaciones de Pie Junto a Perón. Por su parte, Vandor convocó a una asamblea en la CGT y depuso a a Alonso como secretario general, creando las 62 Organizaciones Leales a Perón. Pocos meses después, en las elecciones a gobernador de la provincia de Mendoza de 1966, Vandor llamó a apoyar a un candidato diferente del que apoyaba Perón, abriendo una brecha entre un considerable sector del sindicalismo identificado como «vandorista» y Perón, postergando estratégicamente el objetivo de luchar por el regreso del líder peronista al país.
En medio de un fuerte enfrentamiento con el Plan de Lucha impulsado por la CGT, y caracterizado por cientos de tomas de empresas, el gobierno prohibió la actuación política de los sindicatos. Entre el 21 de mayo y el 24 de junio los obreros ocuparon más de 11 000 establecimientos industriales.

### Revolución Argentina (1966-1973)

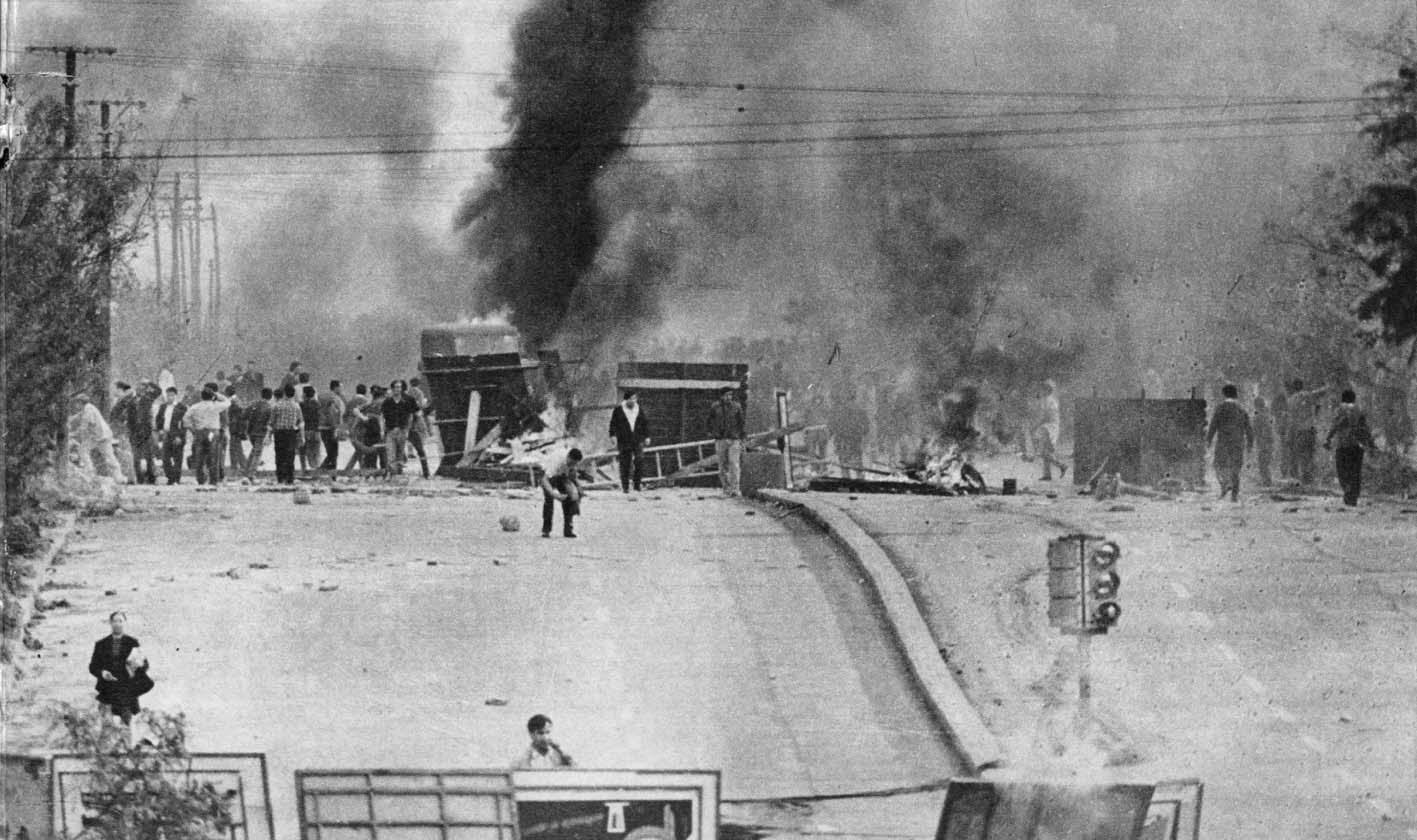
El Cordobazo.

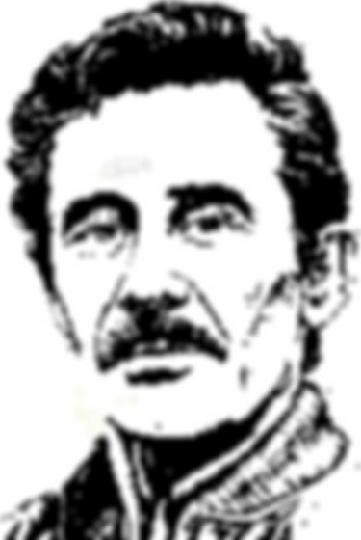
José Ignacio Rucci, secretario general de la CGT entre 1970 y 1973. Su asesinato marcó un punto de quiebre entre Perón y Montoneros.

El 26 de junio de 1966, un golpe militar dirigido por el general Juan Carlos Onganía derroca al débil gobierno de Illía, instaurando lo que autodenominara la «Revolución Argentina». Ya no se trataba, como en los golpes anteriores, de un gobierno militar provisional, sino de un régimen dictatorial definitivo, de tipo corporativo, reacio a la idea de democracia, que aspiraba a perdurar medio siglo. Se dictó un Estatuto Militar de rango superior a la Constitución, otorgando a una persona con el título de «presidente», las facultades legislativas y ejecutivas, nacionales y provinciales.
La dictadura de Onganía obedecía a la doctrina de la seguridad nacional elaborada en esa década por Estados Unidos para hacer frente a la Guerra Fría con la Unión Soviética, que promovía la instalación de dictaduras militares permanentes en América Latina. Una de sus primeras medidas fue disolver los partidos políticos. Una gran parte de la dirigencia sindical simpatizó y se acercó al nuevo gobierno militar y varios de ellos (Vandor, March, Izetta, Cavalli, Elorza, Alonso y Cristófoli) estuvieron presentes el 30 de junio en el acto del juramento y asunción del cargo del ministro de Economía y Trabajo, invitados por el subsecretario de Trabajo Juan Pedro Tamborenea. Ello no evitó que la dictadura interviniera los gremios más importantes (UOM, textiles, ferroviarios, etc.), encarcelara dirigentes sindicales, suprimiera el derecho de huelga estableciendo el arbitraje obligatorio y desarrollara políticas de fragmentación sindical.
Al momento de asumir Onganía el poder, en el movimiento obrero actuaban los siguientes agrupamientos:
- El vandorismo, agrupado en las 62 Organizaciones Leales Junto a Perón (peronismo sin Perón), controlaba la CGT y la mayoría de los sindicatos más poderosos;
- Las 62 Organizaciones De Pie Junto a Perón u ortodoxos, bajo el liderazgo directo de Perón, conducida por Alonso, desplazado en febrero de la CGT por el vandorismo;
- Los Independientes (no peronistas, socialistas, radicales), liderados por Armando March (comercio).

En los meses siguientes aparecerían nuevos agrupamientos desgajados de los anteriores:
- Los participacionistas, que más adelante se denominarían Nueva Corriente de Opinión, liderados por Juan José Taccone (Luz y Fuerza), Alonso -que abandonó las 62 De Pie-, Rogelio Coria y Adelino Romero. Apostaron al éxito de la Revolución Argentina, pero no obtuvieron lo que esperaban.
- el Grupo de los Ocho (cercanos a los militares, expulsados en 1970 de Las 62 por su cercanía a la dictadura);[252]
- los No Alineados. Aparecen en agosto de 1966, promovidos por Vandor, sobre la base de la Confederación del Transporte (CATT).[253]

En 1968 la CGT se dividió. Un sector opuesto a las corrientes vandorista y colaboracionista creó la CGT de los Argentinos, liderada por el peronista social-cristiano Raimundo Ongaro (gráficos), secundado por el filocomunista Agustín Tosco, en la que se alinearon también los sindicatos de sanidad (Amado Olmos), ferroviario, telefónicos (Julio Guillán), navales (Ricardo de Luca), empleados de farmacia (Jorge Di Pascuale), etc. La CGT de los Argentinos adoptó una postura insurreccional frente a la dictadura y participó activamente en el Cordobazo. 
Por su parte la mayoría de los sindicatos conformaron una dirección con mayoría vandorista, conocida como CGT Azopardo, eligiendo secretario general a Vicente Alberto Roqué (molineros) y a Ramón Antonio Baldassini (telepostales) como adjunto. Vandor, que era el hombre fuerte del sindicalismo de ese momento desde la UOM, ocupó un cargo como vocal. Otros dirigentes relevantes fueron José Alonso (vestido, 62 de Pie), Liberato Fernández (obreros marítimos, 62 Leales), Estanislao Rosales (aceiteros, 62 de Pie), Eleuterio Cardoso (carne, 62 Leales), Ramón Elorza (gastronómicos, 62 Leales) y Armando A. March (mercantiles, Indep.).
La abolición de la política por el «onganiato» promovió que a partir de 1969 se generalizaran las actividades insurreccionales que se manifestaron por la vía de organizaciones guerrilleras (como el ERP, Montoneros, las FAR y las FAP) y en dos decenas de puebladas en varias ciudades que se extendieron hasta 1972 (Correntinazo, Rosariazo, cordobazos, tucumanazos, etc.).
Particularmente importantes para el movimiento obrero, por su actuación protagónica, fueron los dos cordobazos. En 1969 se produce el Cordobazo, propiamente dicho. Iniciado el 29 de mayo como un «paro activo» conducido por el secretario general de la CGT de los Argentinos de Córdoba, Miguel Ángel Correa del gremio de la madera y el sindicato de los mecánicos (SMATA) con Elpidio Torres, recibe inmediatamente la adhesión de estudiantes universitarios, jóvenes de los barrios y sectores de clase media. La manifestación se trasforma en ocupación de la ciudad, que queda sin luz por la acción del Sindicato de Luz y Fuerza. El ejército entra a la ciudad, sofocando el levantamiento al anochecer. Al día siguiente el Cordobazo se fortalece, por la huelga general que declaran las dos CGT, y que tiene una adhesión total.
Las puebladas realizadas entre 1969 y 1972 y especialmente el Cordobazo, impulsaron fuertemente una cultura contestataria en Argentina, que también se manifestó en el sindicalismo. Un aspecto de esa cultura dio prioridad a lo que se denominó la «democracia en las calles», mediante la lucha directa, no electoral sino de tipo insurreccional. La consigna «ni golpe ni elección, insurrección», expresaba aquella visión. En ese contexto surgió una corriente sindical conocida como «clasista», que tuvo su expresión más desarrollada en Córdoba (René Salamanca en SMATA, los sindicatos autónomos SITRAC-SITRAM, Agustín Tosco en Luz y Fuerza), y en las ciudades industriales ubicadas sobre el Río Paraná (Villa Constitución, San Nicolás de los Arroyos, Zárate y Campana).
Hacia 1970 la CGT de los Argentinos estaba virtualmente disuelta. Así lo atestigua el dirigente gremial ferroviario, Lorenzo Pepe:

Si la CGT de los Argentinos no consolidó su liderazgo fue por errores de su conducción central, entre los que yo me encontraba. Luego junto con otros dirigentes (Julio Guillán, Ricardo de Luca) desertamos de esta CGT ya que creímos que no se había impreso desde la dirección la defensa de la totalidad de la clase obrera. Ya que para triunfar, los dirigentes deben tener en cuenta, primordialmente los intereses de la gente de abajo. Estos no se tuvieron en cuenta; no hubo una línea coherente en la conducción y en la política aplicada para ganar adeptos. Por lo tanto la CGT de los Argentinos se fue debilitando, desvirtuando, hasta desaparecer. Cuando nos retiramos de la CGT de los Argentinos continuamos en la resistencia sin incorporarnos a los "azopardistas" (...) Luego por el peso político que tenía Perón dentro del movimiento obrero, se firma un acta de unidad con el sector "Azopardo".
Lorenzo Pepe 

Inmediatamente después del Cordobazo, uno de los grupos guerrilleros peronistas que luego integrarían Montoneros, había asesinado a Vandor. Al año siguiente, poco después de reunificada la CGT, Montoneros asesino a José Alonso. El asesinato de ambos sindicalistas fue avalada a comienzos de 1971 por Perón.
En julio de 1970 se reunificó la CGT, resultando elegido secretario general José Ignacio Rucci, un dirigente metalúrgico que en ese momento era uno de los pocos sindicalistas que por entonces consideraban prioritario luchar por la vuelta de Perón; la mayoría, sobre todo en los grandes sindicatos, consideraba que la vuelta de Perón era políticamente inviable y había adoptado una postura pragmática frente a la dictadura. En 1970 las corrientes sindicales se dividían así: las 62 Organizaciones nucleaba a 24 organizaciones con 475.000 afiliados; El Grupo de los Ocho tenía 16 organizaciones y 203.000 afiliados; los No Alineados eran 22 organizaciones y 734.000 afiliados y la Nueva Corriente de Opinión tenía 26 organizaciones y 409.000 afiliados.

La práctica del sindicalismo peronista lo había conducido entre 1962-1972 a priorizar la formación de fuertes sindicatos capaces de incidir en el mercado de trabajo, financieramente poderosos. Para garantizar esta estrategia de supervivencia y fortaleza y construir la CGT «factor de poder», el sindicalismo peronista se volvió pragmático: «golpear y luego negociar» implicaba evitar enfrentamientos totales con los gobiernos «liberales», y mantener canales de relaciones positivas con militares, empresarios, etc.
Julio Godio

El sindicalismo peronista quedó fuertemente influido por la doble experiencia de acceder al poder político primero (1945-55) y luego de proscripción y persecución anti-sindical (1955-72). Particularmente exitosa resultó la técnica de «golpear y luego negociar» que caracterizó al vandorismo. En esos años se afianza una «cultura pragmática» de supervivencia en el sindicalismo peronista.
El 8 de junio de 1970 los movimientos insurreccionales provocaron la caída del dictador Onganía, para dar paso a un proceso de "salida electoral" bajo control militar, que luego de un breve gobierno del general Levingston, terminó recayendo en el hombre fuerte del Ejército, general Alejandro Agustín Lanusse. Lanusse pretendía una salida electoral condicionada llamada Gran Acuerdo Nacional (GAN), sin la presencia de Perón, que fue avalada por las corrientes sindicales neovandoristas, como el Grupo de los Ocho y participacionista, instaladas en los sindicatos más poderosos, liderados por Rogelio Coria de la UOCRA, quien encabezaba el grupo "antiruccista". En sentido contrario, Perón, Rucci y la Juventud Peronista enrolada en Montoneros, lograron masificar la consigna «Perón Vuelve» y desbaratar los planes de Lanusse. 

Solicitada publicada en el diario La Nación de Buenos Aires reproduciendo el Mensaje del Congreso de la Confederación General del Trabajo de Argentina aprobado el 6 de julio de 1972, publicado por solicitada en varios diarios.

En julio de 1972 se realizó un nuevo Congreso de la CGT en el que se reintegraron los sindicatos "combativos" que se habían separado en 1968. En el mismo resultó reelegido Rucci, sobre la base de una alianza de las 62 Organizaciones con la Nueva Corriente de Opinión -de resultas de esa alianza Coria fue designado al frente de las 62 Organizaciones-. Con el aval de su reelección, Rucci fortaleció el perfil político de la CGT, que emitió un mensaje de extrema dureza contra las Fuerzas Armadas, haciéndolas responsables de la situación y advirtiéndoles que si impedían la realización de elecciones libres, el pueblo emprendería una revolución violenta.
La advertencia de la CGT a las Fuerzas Armadas cayó como un balde de agua fría en el gobierno militar y aceleró los tiempos. Su primer efecto fue dar por tierra con la eventual candidatura presidencial de Lanusse, pieza central del "Gran Acuerdo Nacional"; ese mismo mediodía aceptó el reclamo de los generales de división en ese sentido. Inmediatamente después, la Junta de Comandantes tomaba la decisión de suspender la personería gremial de la CGT, intervenir la CGT y congelar sus fondos, como lo había hecho en abril. Finalmente, esa misma noche, en la cena anual de camaradería de las Fuerzas Armadas, Lanusse anunció que no podrían ser candidatos ningún funcionario del gobierno que no hubiera renunciado, ni ningún ciudadano que no estuviera domiciliado en Argentina antes del 25 de agosto de 1972. En los hechos implicaba virtualmente su autoproscripción y la proscripción de Perón, pero paradójicamente llevó el enfrentamiento entre Perón y Lanusse a un primer plano, con la forma de una partida de ajedrez entre ambos.
Las sanciones contra la CGT incluyeron la presión de la dictadura sobre los sindicalistas cercanos para separar a Rucci de su cargo. Perón salió públicamente en su defensa en un reportaje publicado en la revista del Movimiento Peronista, Las Bases:

En cuanto al intento de desplazar al Secretario General de la CGT -compañero José I. Rucci- es para mí la mejor comprobación de su eficacia en la conducción de la Central Obrera y el testimonio más valioso de su lealtad a los intereses de la Clase Trabajadora, que tiene la obligación de servir. Cuánto más eficaz sea su conducción al frente de la CGT, más resistido ha de ser por los sectores enemigos de los trabajadores. En cuanto a que se lo resiste porque es peronista, no es raro. Nosotros también resistimos a lanusse porque es gorila.
Juan Domingo Perón 

El 10 de julio de 1972 un plenario sindical normalizó las 62 Organizaciones. La alianza de "los duros" u "ortodoxos", liderados por Rucci y Lorenzo Miguel de la UOM, con los participacionistas de la Nueva Corriente de Opinión, encabezada por Coria, marginaron de la conducción a Los 8, liderados por Vicente Roqué, y a los combativos (que habían abandonado la CGT de los Argentinos) liderados por Ricardo de Luca (navales). Se disolvieron también, al menos formalmente, las distintas agrupaciones internas del sindicalismo peronista. Como conducción se eligió un Secretariado Ejecutivo Nacional, integrado por Rogelio Coria (construcción), Lorenzo Miguel (metalúrgicos), Néstor Carrasco (frigorífico de la Torre) y Casildo Herrera.
Presionado por las denuncias sindicales ante la ONU, la OEA y la OIT, el 25 de julio el gobierno militar decidió levantar las sanciones y la intervención de la CGT.
A fines de 1972 Perón volvió al país y conformó un amplio frente político con varios de los partidos que habían sido antiperonistas en sus dos primeros gobiernos, logró una sólida reconciliación con el líder radical Ricardo Balbín, y sentó las bases de un "pacto social" obrero-patronal. Debido a que la dictadura lo había proscripto como candidato, Perón tomó la decisión de que el candidato fuera Héctor J. Cámpora, con la previsión que, de ganar, renunciara y llamara a elecciones libres y sin proscripciones.
El sindicalismo peronista, liderado por Rucci (CGT) y Rogelio Coria (62 Organizaciones), se opuso férreamente a la candidatura de Cámpora e intentó boicotearla en el Congreso nacional del PJ, así como el Congreso de la Provincia de Buenos Aires, para imponer un candidato a gobernador opuesto al de Perón. que había sido vetado por Perón, quien prefería la candidatura de Oscar Bidegain, apoyado también enérgicamente por Isabel Perón. Lorenzo Miguel, secretario general de la UOM, fue el único congresal que apoyó la candidatura de Cámpora. Como consecuencia de ello Perón defenestró a Coria y Lorenzo Miguel fue elegido secretario general de las 62 Organizaciones. Por esa razón, pese a la lealtad de Rucci hacia Perón, el grueso del sindicalismo peronista quedó al margen de la campaña para las elecciones de marzo de 1973, que permitió la vuelta al poder del peronismo, luego de 18 años de prohibición. Las tensiones entre la Juventud Peronista, Montoneros y el sindicalismo harían eclosión en el período 1973-1975.
Rucci, por su parte, desde la CGT, fue uno de los protagonistas decisivos del Pacto Social entre sindicatos y empresas, cuyas bases se establecieron durante la campaña electoral, que constituyó una de las patas centrales de la política peronista durante las presidencias de Cámpora, Lastiri y Perón.

### Tercer peronismo (1973-1976)

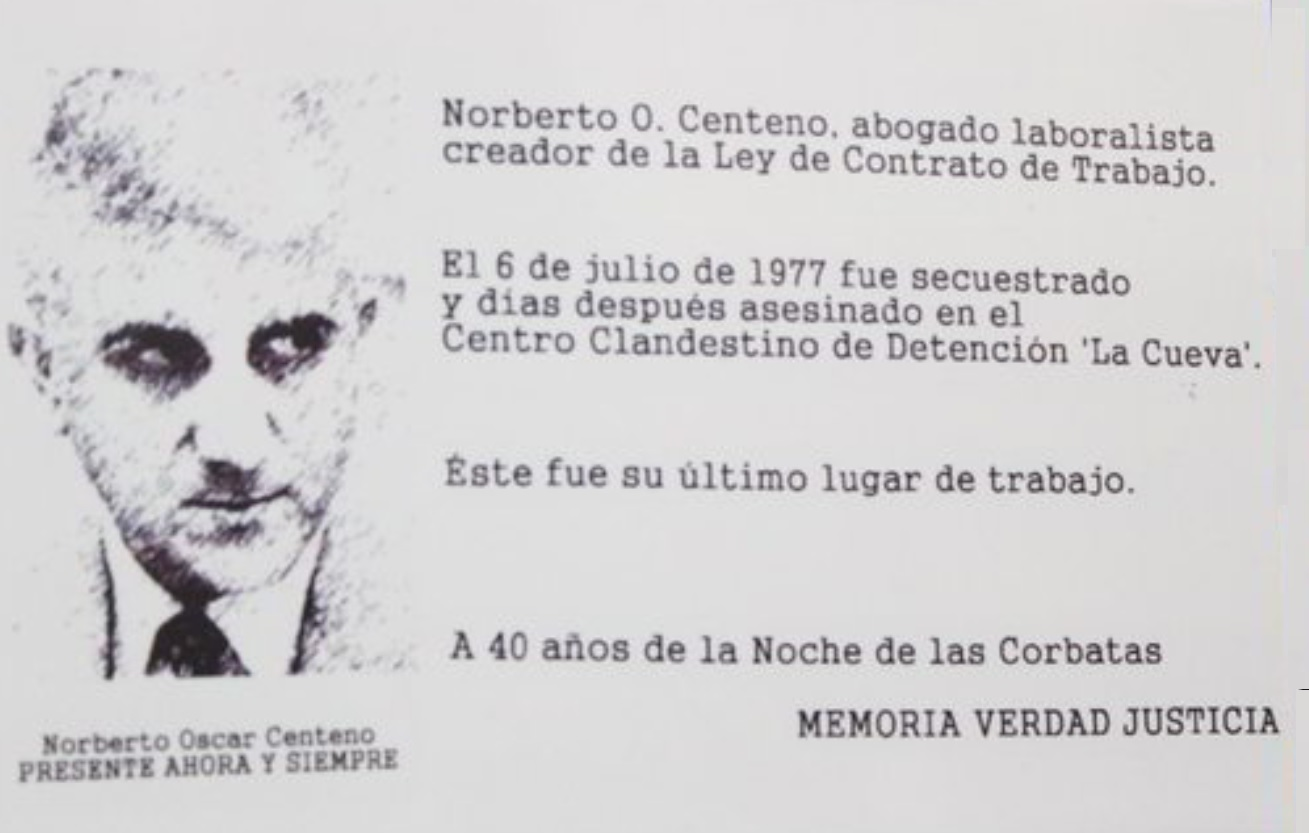
Placa en homenaje al abogado laboralista peronista Norberto Centeno, autor de la Ley de Contrato de Trabajo 20.744, desaparecido durante la dictadura en la Noche de las Corbatas.

El 25 de mayo de 1973 el peronismo volvió al poder después de 18 años de prohibición, al ganar las elecciones por amplio margen. Pocas semanas después, el presidente Cámpora renunció para dar paso a una nueva elección en la que Perón pudo presentarse como candidato, triunfando por el margen más amplio de la historia electoral argentina.
En este período se sancionó una Ley de Contrato de Trabajo (Ley 20.744) -cuyo proyecto fue elaborado por el abogado laboralista Norberto Centeno en representación de la CGT- y una nueva Ley de Asociaciones Profesionales, que expresamente permitía la actuación política de los sindicatos, dejando sin efecto las limitaciones establecidas por Illia. En septiembre de 1974 el Congreso aprobó también la Ley 20.748 estableciendo el Sistema Nacional Integrado de Salud (SNIS), buscando optimizar las desigualdades derivadas de la diversidad de sistemas de salud (estatal, sindical y comercial), pero no prosperó debido a la oposición sindical al mismo.
El peronismo estableció también una política de diálogo social y participación sindical, que tuvo su centro en el Pacto Social entre sindicatos y empresas, pero que también se expresó en la participación de la CGT en la dirección de diversos organismos estatales, como la Dirección Nacional de Servicio de Empleo, el Instituto Nacional de Remuneraciones, la Comisión Nacional de Trabajo Rural, la Comisión Nacional de Precios y Salarios, la Comisión de Cooperación Económica, la Comisión Económica Consultiva, la Comisión de Emergencia Sanitaria, etc. Al mismo período corresponde la experiencia de autogestión de la empresa estatal de electricidad Segba.
Dos días después de las elecciones que consagraron a Perón como presidente, un comando asesinó al secretario general de la CGT, José Ignacio Rucci, dañando severamente la estrategia gubernamental de Perón, que contaba con Rucci y su posición de liderazgo en el movimiento obrero, como pieza central de su política de concertación social. La mayoría de los investigadores y protagonistas de la época, sostienen que el asesinato probablemente haya sido cometido por las FAR, por entonces en proceso de fusión con Montoneros, aunque también existen indicios de que pudo haber sido cometido por la Triple A, bajo órdenes de López Rega. Los análisis del crimen concuerdan en que se trató de un hecho histórico decisivo, que perjudicó tanto a Perón -que perdió a su hombre de confianza dentro de un movimiento sindical con el que no tenía una buena relación-, como a Montoneros y la Tendencia, enfrentándola con Perón y aislándola del resto del peronismo. Montoneros sostenía públicamente que Rucci había sido uno de los autores intelectuales de la Masacre de Ezeiza, lo consideraba un traidor y venía promoviendo la consigna anticipando su muerte ("Rucci traidor, a vos te va a pasar lo que le pasó a Vandor").
El asesinato provocó una conmoción política. El sindicalismo ortodoxo y la CGT interpretaron este atentado como una abierta declaración de guerra. Los autores del asesinato no pudieron ser identificados, pero desde entonces las relaciones de Montoneros y la Tendencia Revolucionaria del peronismo con Perón y el movimiento sindical, quedaron rotas.
El 1 de julio de 1974 murió de Perón y asumió la Presidencia la vicepresidenta María Estela Martínez de Perón, quien encumbró como virtual primer ministro a José López Rega, miembro de la logia anticomunista de extrema derecha Propaganda Due y jefe de la organización terrorista parapolicial Triple A, acompañado de otros miembros clave de la logia, como el nuncio apostólico Pío Laghi y el almirante Emilio Eduardo Massera -luego uno de los líderes del golpe de 1976. Si bien los dirigentes sindicales peronistas incrementaron su poder político a través de las 62 Organizaciones, simultáneamente el nuevo gobierno relegó el papel de las estructuras sindicales y en particular de la CGT, debilitada a partir del asesinato de Rucci, al abandonar la política de concertación impulsada por Perón, fundada, socialmente en el Pacto Social y políticamente en el acuerdo PJ-UCR, para establecer una política económica que deterioró los salarios, especialmente con la designación como ministro de Economía de un hombre de López Rega, Celestino Rodrigo, que implementó el primer plan de ajuste inspirado a las nuevas doctrinas neoliberales generadas en la Escuela de Chicago.
En mayo de 1975 la CGT solicitó su afiliación a la CIOSL (Confederación Internacional de Organizaciones Sindicales Libres) de orientación socialdemócrata, que se concretó en el Congreso Mundial de la central sindical mundial, realizado en la Ciudad de México, en octubre de ese año. El sindicalismo peronista siempre había sido reacio a impulsar las relaciones sindicales internacionales (con excepción de un fallido intento en la década de 1950, llamado ATLAS). La decisión resultó acertada, porque la CIOSL jugó un papel importante en los años siguientes, denunciando la violación masiva de los derechos humanos por la dictadura instalada a partir del 24 de marzo de 1976 y respaldando a los dirigentes sindicales argentinos.
El 4 de junio de 1975 el ministro Rodrigo, con la conducción técnica de Ricardo Zinn -que en la dictadura integraría el equipo de José Alfredo Martínez de Hoz-, dispuso una serie de medidas de shock, que incluyeron una fuerte devaluación del peso, aumento de los servicios públicos, transporte y combustibles de hasta el 180%, y topes a los aumentos salariales acordados en las negociaciones colectivas, con el fin de retrasar considerablemente los salarios reales. Las medidas dispararon la inflación, que pasó del 24% en 1974 al 182% en 1975, dando inicio a una década y media de tasas de inflación superiores al cien por ciento anual. Se produjo el desabastecimiento de gran cantidad de productos esenciales, entre ellos alimentos, combustibles y otros insumos para transporte.
El «Rodrigazo» generó una fuerte oposición del movimiento obrero argentino, encabezado por la Confederación General del Trabajo (CGT), que se concretó en una huelga general (la primera contra un gobierno peronista) de 48 horas y grandes movilizaciones populares, que causaron la renuncia de los ministros Rodrigo y López Rega y obligaron al gobierno de Isabel Perón a homologar los convenios colectivos anulados.
Tras la masiva movilización sindical que llevó a la renuncia de Rodrigo se puso en marcha el golpe de Estado:

Tras ese breve ensayo los mismos grupos económicos que habían estado detrás de ¨El Rodrigazo¨ llegaron a la conclusión de que la desintegración del sistema social argentino y la construcción del nuevo orden no eran posibles bajo las formas de la democracia. El golpe era indispensable como dijo Martínez de Hoz en la Bolsa de Comercio de Buenos Aires poco después. La nueva economía debía surgir de una dictadura sangrienta.
Fernando del Corro

En reemplazo de Rodrigo fue designado Pedro Bonanni, quien fue rápidamente desplazado por intentar elaborar un plan económico con las cámaras empresarias, sin consultar a los sindicatos.
El 14 de agosto de 1975 asumió como ministro de Economía Antonio Cafiero, con apoyo del sindicalismo y con la intención de restablecer la política de concertación económica y social entre los trabajadores y las empresas. Ese mismo día se constituyó una Asamblea Permanente de Entidades Gremiales Empresarias (Apege) con el fin de «corregir el rumbo» contra «la insistencia oficial en actualizar las mismas argucias y recetas que han motivado reducción del nivel de vida de la población», en oposición al proyecto de Cafiero. La Asamblea fue conducida por la Sociedad Rural Argentina (Celedonio Pereda), la Cámara Argentina de Comercio (Armando Braun), la Unión Comercial Argentina (Jorge Sabaté), CARBAP (Jorge Aguado) y la Cámara de Sociedades Anónimas (Federico Peña). Varios de sus dirigentes serían funcionarios de la dictadura que se instaló seis meses después.
En octubre de 1975 la Sociedad Rural Argentina y otras organizaciones rurales patronales, decretaron un "durísimo paro agrario nacional" contra el gobierno, que duró once días. El paro produjo una reducción considerable del área sembrada y desabastecimiento de varios productos rurales.
En febrero de 1976 la APEGE lanzó un plan de lucha y declaró un lockout general para el 16 de febrero, que ha sido generalizadamente considerado como uno de los antecedentes directos del golpe de Estado del 24 de marzo de 1976. Los empresarios convocaron «al País» a adherir al lockout con el lema «Porque todos los argentinos son víctimas de un proceso que conduce inexorablemente a la disgregación y el caos». Uno de los principales cuestionamientos de Asamblea empresarial se enfocó contra el «constante aumento del poder sindical», «la desmedida influencia de una conducción sindical no representativa» «(pseudorigentes)» y lo que consideraba una «entrega el país al sindicalismo continuando su camino hacia el marxismo».
El paro patronal fue severamente criticado por diversas organizaciones como las Juventudes Políticas, e incluso algunas organizaciones empresarias, denunciando sus fines golpistas. En el movimiento obrero varios sindicatos la cuestionaron, como la Uocra, que publicó un comunicado llamando a los trabajadores «a no prestarse
al juego que, sustentado por un espíritu sectario, diversos sectores empresarios instrumentaron con el propósito de sacudir los cimientos de la República, a través de una rotura del orden constitucional». Las 62 Organizaciones, por su parte publicaron una solicitada en los diarios con el título en mayúsculas de «NO AL LOCK-OUT
PATRONAL»:

Cabe destacar que, en esta emergencia, no son las entidades más o menos tradicionales de la industria y el comercio las que lanzan la consigna del llamado “paro.” Asociaciones como la Confederación General Económica, CGE, y Confederación de la Industria Argentina, CINA, acaban de aclarar categóricamente que no se sumarán al inminente “lock out”. Las que lo auspician son recientes, de escasa o discutible representatividad. Son las “formaciones especiales” del gorilismo de extracción patronal. (…) En esas huestes que arden en deseos de ensayar el drástico recurso obrero de la huelga, casi nunca empleado sino cuando no cabe otro, predominan los fabricantes de vacas, actividad que –por respetable que puedan ser en general –suelen confiar a la naturaleza, tan pródiga en nuestra tierra. Ese dato define, mejor que cualquier otro, la composición social del comando huelguístico de la oligarquía (…) Figuran también en esas filas los desubicados de siempre. ¿Qué esperan los almaceneros, por ejemplo, de la Sociedad Rural? ¿Qué vincula a la Cámara de la Construcción con los distribuidores de carne, frutas u hortalizas? Creemos saber que los une, en realidad: un común comando que parece haber llegado a creer que una dictadura resolvería sus problemas.

El plan de lucha empresario promovió el desabastecimiento, el mercado negro, el acaparamiento, y demás formas de lo que se denominó entonces "subversión económica". Se planteó entonces la posibilidad de establecer sistemas de control de la producción y la distribución por parte de los trabajadores. En ese sentido, al momento del golpe de Estado del 24 de marzo de 1976, un proyecto del senador Afrio Pennisi, disponía el control de las 500 empresas líderes por parte de los sindicatos y ya había obtenido media sanción en la Cámara de Senadores, en tanto que el Ministerio de Economía había dictado las resoluciones 8011/75 y 8012/75 disponiendo la constitución de comités sectoriales que tendrían a su cargo la fiscalización de las empresas, pero que no llegaron a ser instrumentados.
Entre las últimas medidas del gobierno peronista el ministro de Economía presentó un proyecto de ley para crear un Instituto Nacional de Remuneraciones, Productividad y Participación, que contemplaba la participación de los trabajadores en la gestión de la empresa orientada a vincular productividad y salarios. Los grupos empresariales rechazaron de plano el proyecto sosteniendo que era "sovietizante".

### Última dictadura cívico-militar (1976-1983)

#### Terrorismo de Estado y «reorganización» social
El 24 de marzo de 1976 se produjo el golpe de Estado que derrocó al gobierno constitucional presidido por María Estela Martínez de Perón iniciando el período más oscuro de la historia argentina bajo el nombre de «Proceso de Reorganización Nacional». Una nueva categoría represiva, el «desaparecido», entró de lleno a la historia mundial, como parte de una política sistemática de terrorismo de Estado. Miles de personas «desaparecieron», fueron torturadas o debieron exiliarse, entre 1976 y 1983, la gran mayoría trabajadoras, militantes y activistas sindicales.
El plan represivo estaba íntimamente ligado a un plan integral de reorganización económico-social dirigido por el ministro de Economía José Alfredo Martínez de Hoz, que tenía como uno de sus ejes reformular completamente las relaciones de trabajo, mediante la reducción de los derechos laborales y el poder de negociación sindical, con el fin de «disciplinar» a la sociedad en general y a la clase trabajadora en particular.
La profundidad de la «reorganización» de la Argentina llevada adelante por la dictadura es descripta por el historiador Jorge Núñez, en estos términos:

El autodenominado “Proceso de Reorganización Nacional” tuvo como objetivo destruir y empobrecer a una clase trabajadora poderosa, con sindicatos fuertes, destruir el aparato industrial (montado en los anteriores cincuenta años) y favorecer al campo y al sector financiero. Las consecuencias sociales, políticas y económicas de aquel golpe siguen visibles en nuestra Argentina, hoy en día.
Jorge Núñez

El plan de Martínez de Hoz, elaborado sobre los principios neoliberales que en ese momento comenzaba a formular la Escuela de Chicago, buscó desmontar el estado de bienestar. Una de las primeras medidas fue modificar la Ley de Contrato de Trabajo sancionada en 1974, eliminando muchos de los derechos que consagraba, con el fin de «inspirar el trabajo y la organización de la empresa, en función del modelo dictatorial que se imponía a la sociedad toda». Se instaló un sistema económico organizado alrededor de un sistema financiero de tipo especulativo, conocido en la época como «plata dulce». La deuda externa pasó de 7723 millones de dólares al iniciarse 1976 a 45 920 millones de dólares al finalizar 1983 (casi 600% de aumento en ocho años). En el bienio 1976/77 los salarios registraron la más abrupta caída de la historia argentina, perdiendo en conjunto un 40% de su poder adquisitivo; en el sector industrial privado, los salarios cayeron de un 55% de lo que se pagaba en Estados Unidos, a un 33%.
Uno de los objetivos declarados del régimen militar fue limitar la capacidad de negociación económica y política del movimiento obrero, utilizando la expresión «poder sindical» para referirse a la cuestión. El objetivo ya había sido planteado antes del golpe por la Asamblea Permanente de Entidades Gremiales Empresarias (Apege). El dictador Jorge Rafael Videla explicitaba de este modo ese objetivo en un Documento de Trabajo sobre las Bases Políticas para la Reorganización Nacional:

Deben dictarse las leyes fundamentales de Asociaciones Gremiales de Trabajadores (...) Es necesario quitar a estos organismos el poderío económico que proviene de la acumulación de riqueza, dado que, cuando este se agrega a la fuerza gremial, corrompe la función de sus dirigentes e instituye poderío político.
Jorge Rafael Videla

En el mismo sentido se manifestó el ministro del Interior, general Harguindeguy:

La unidad sindical atenta contra los principios liminares del Proceso.

Entre 1976 y 1979 fueron intervenidos 262 sindicatos que agrupaban a casi la mitad de la clase obrera sindicalizada, al igual que las obras sociales con las que prestaban servicios de salud y turismo social desde la década de 1930. La CGT fue inicialmente intervenida y luego disuelta. Se anuló la representación sindical en los organismos previsionales, bancarios y de seguridad social. La huelga fue penada criminalmente con hasta seis años de prisión para los trabajadores que simplemente participaran y hasta diez años para los dirigentes sindicales que la organizaran. Cientos de dirigentes sindicales peronistas fueron detenidos. Se llegó hasta fusilar sumarísimamente a trabajadores en huelga:

El Comando de la Zona I informa a la población que el 2 de noviembre, en horas de la noche, en las proximidades de Plaza Constitución, una patrulla de las fuerzas leales sorprendió a un activista que incitaba al cese de actividades y trataba de impedir la concurrencia al trabajo de algunos operarios, siendo abatido por el fuego. Se procura su identificación. Las fuerzas legales cumplieron con su misión impuesta tendiente a asegurar la libertad de trabajo.

Se suspendió la negociación colectiva y los salarios fueron fijados por el gobierno militar, dejándolos congelados por largos períodos con tasas de inflación récord que superaban el 100% anual. Se suspendieron las elecciones y asambleas sindicales y se autorizó al gobierno militar a designar a los delegados del personal en las empresas. Se aplicó una ley de prescindibilidad por «razones subversivas» a millares de empleados públicos. Se indexaron los alquileres y los créditos hipotecarios.
En 1979 se sancionó una nueva Ley de Asociaciones Profesionales (Ley 22.105) que prohibía la conformación de centrales sindicales y confederaciones de rama, la actividad política de los sindicatos y sus dirigentes, la constitución sindicatos de primer grado (uniones) de ámbito nacional restrigiéndolos al ámbito provincial, la participación en la administración de las obras sociales, estableciendo que los mandatos no podían superar los tres años con una sola reelección inmediata, que los dirigentes no podían tener antecedentes «policiales», que los delegados de personal debían ser elegidos por voto obligatorio de todos los trabajadores de la empresa, y permitía despedir sin causa a los dirigentes y delegados sindicales pagando una indemnización adicional.
La reorganización general de la economía argentina, redujo el sector industrial, donde se destruyeron el 35% de los puestos de trabajo, simultáneamente con la promoción de los sectores agrícola-ganadero, comercial y financiero. La consecuencia fue una precarización del mercado de trabajo que redujo la población dispuesta a trabajar (población económicamente activa) en aproximadamente medio millón de personas.

Saúl Ubaldini y Hebe de Bonafini (Madres de Plaza de Mayo) en la Marcha por la Resistencia del 22 de septiembre de 1983.

#### Resistencia sindical
El movimiento obrero argentino opuso una considerable resistencia a la dictadura militar. Ya desde el primer mes se registran importantes huelgas sectoriales, como la de la electricidad (durante la cual fue secuestrado y desaparecido el secretario general del gremio de Luz y Fuerza, Oscar Smith), -pocos días antes había desaparecido Jorge Di Pascuale, secretario general del sindicato de empleados de farmacia-, de mecánicos, portuarios, ferroviarios (en la que fueron fusilados varios militantes sindicales), metalúrgicos, textiles. La prensa registró 89 conflictos laborales en 1976, 100 conflictos en 1977, 40 conflictos en 1978 y un pico de 188 conflictos en 1979.
El 27 de abril de 1979 se realizó la primera huelga general, organizada por la Comisión de los 25, liderada por Roberto García (taxistas). Habían transcurrido tres años del golpe, un lapso considerablemente menor que en las dictaduras coetáneas de Chile y Uruguay, donde las correspondientes primera huelga general se concretaron en 1984, once años después de los respectivos golpes.
Luego del golpe militar, con la CGT intervenida y luego disuelta, el movimiento obrero argentino se organizó en varios grupos: la ya mencionada Comisión de los 25, liderada por Roberto García (taxistas), la Comisión de Gestión y Trabajo, la Comisión de los 20 y otros. Sin límites fijos, se delinearon dos grandes sectores: uno partidario de una postura más dura ante la dictadura («confrontacionistas») y otro partidario de una postura más negociadora («dialoguistas»). La Comisión de los 25, enrolada en la postura confrontacionista, fue reconocida por la CIOSL como representación provisoria del movimiento obrero argentino.
Por esos años el movimiento obrero argentino empieza a aceptar la importancia de vincularse a los demás movimientos obreros del mundo. En 1975 la CGT se había afiliado a la CIOSL (Confederación Internacional de Organizaciones Sindicales Libres) de orientación socialdemócrata. En el exilio, en 1977 la Federación Gráfica Bonaerense liderada por Raimundo Ongaro organizó el Centro Sindical (CS) y en 1979 se constituyó el colectivo de Trabajadores y Sindicalistas Argentinos en el exilio (TYSAE). Durante el régimen militar tanto la CIOSL y las Federaciones Sindicales Internacionales (FSI) vinculadas a ella, de orientación socialdemócrata, como la CMT (Confederación Mundial del Trabajo) de orientación socialcristiana, desarrollaron una fuerte acción de solidaridad con el sindicalismo argentino, que se convirtió en un serio problema para la Junta Militar; menos contundente fue la postura de la FSM (Federación Sindical Mundial) que agrupaba a los sindicatos comunistas, como consecuencia de la estrecha relación comercial que la Unión Soviética estableció con la dictadura militar durante los gobiernos de Videla y Viola, bloqueando las sanciones que se solicitaban en los foros internacionales. Las denuncias contra la dictadura argentina se concentraron en el caso 842 abierto ante el Comité de Libertad Sindical de la Organización Internacional del Trabajo (OIT), que incluía la lista de sindicalistas detenidos y desaparecidos.
En septiembre de 1979 las diferentes corrientes sindicales lograron concretar, aunque por poco tiempo, una central única llamada CUTA (Conducción Única de los Trabajadores Argentinos), que denunció ante la Comisión Interamericana de Derechos Humanos en su histórica visita de dicho año, los nombres de los sindicalistas detenidos y desaparecidos y las reiteradas violaciones de derechos humanos en el ámbito sindical y laboral. El 15 de noviembre el gobierno militar sancionó una nueva ley sindical (N.º 22.105) prohibiendo que los sindicatos formaran confederaciones y centrales sindicales y adoptaran posturas políticas.
En noviembre de 1980, desafiando la ley, los sindicatos «confrontacionistas» nucleados en la Comisión de los 25 recreó la CGT, bajo el nombre de CGT Brasil, eligiendo a Saúl Ubaldini (cerveceros) como secretario general y Fernando Donaires (papeleros) como secretario adjunto. Otros sindicatos y dirigentes fueron Roberto García (taxistas), José Rodríguez (Smata), Roberto Digón (tabaco), Osvaldo Borda (caucho), Ricardo Pérez (camioneros), Carlos Cabrera (mineros).
La CGT Brasil estableció un vínculo estrecho con el Equipo Pastoral Social de la Iglesia Católica, encabezado por monseñor Justo Laguna, cuyas máximas jerarquías comenzaban a tomar distancia de la dictadura, luego de darle su apoyo con el visto bueno del nuncio apostólico. Por su parte, las corrientes dialoguistas crearon en abril la Intersectorial CNT-20.

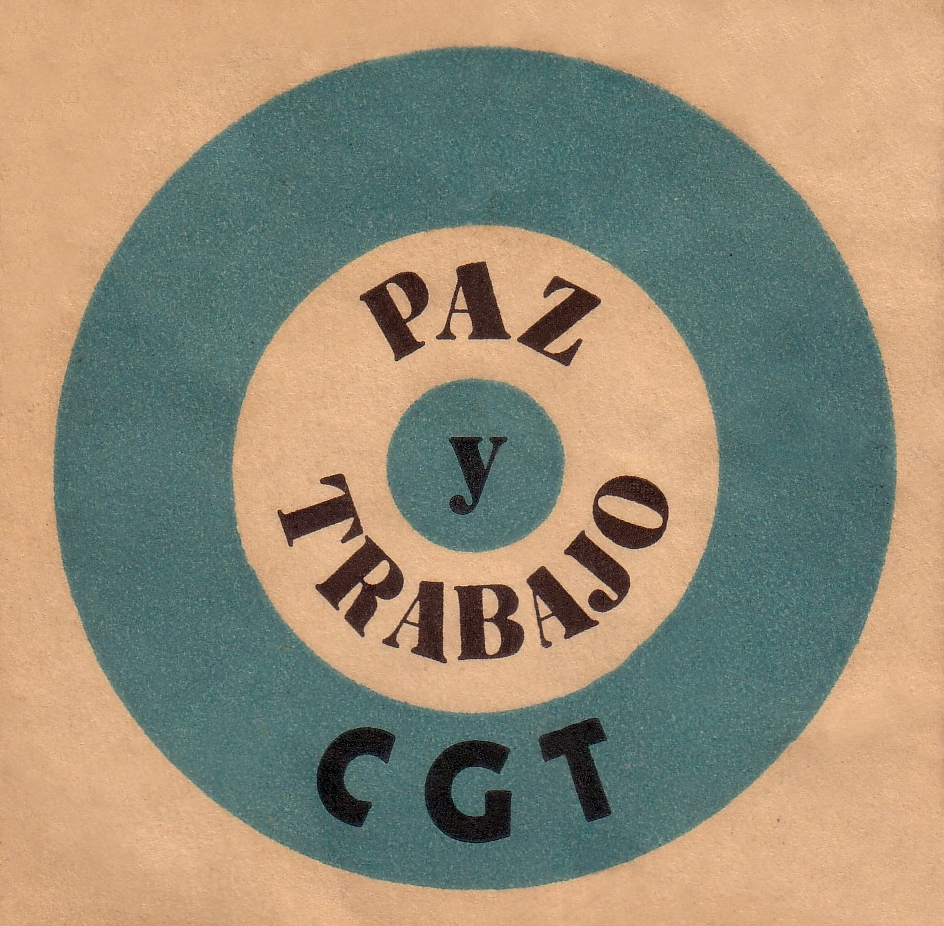
Mariposa de la CGT en la Marcha de San Cayetano, septiembre de 1981.

El 22 de julio de 1981 la CGT Brasil realizó la segunda huelga general, y el 7 de noviembre de 1981 una importante movilización a la iglesia de San Cayetano, bajo el lema "Paz y trabajo", que se constituyó en el primer reclamo masivo en el que se oyó un cántico que se volvería habitual: «se va a acabar, la dictadura militar». Poco después un golpe palaciego hizo que fuera desplazado el general Viola y reemplazado por el general Leopoldo Fortunato Galtieri, muy cercano a los Estados Unidos en la Guerra Fría y crítico de la política de buenas relaciones comerciales con la Unión Soviética, que la dictadura había mantenido hasta ese momento.
El 30 de marzo de 1982 la CGT Brasil convoca a una gran movilización a Plaza de Mayo y en varias ciudades del país bajo la consigna «La Patria convoca al Pueblo», que adquirió ribetes insurreccionales y terminó con miles de detenidos, decenas de heridos y el asesinato en Mendoza de dos militantes, entre ellos el secretario general del sindicato minero, José Benedicto Ortiz, mientras que la conducción de la CGT Brasil fue detenida e imputada de cometer delitos que contemplaban largos años de cárcel. La manifestación ha sido considerada como «el comienzo del fin» de la dictadura. Esa noche, la CGT Brasil dio a conocer su evaluación de la jornada afirmando que el régimen militar «está en desintegración y en debande», para reclamar la formación de «un gobierno de transición cívico-militar hacia la democracia».

#### Guerra de Malvinas
Tres días después, el 2 de abril, las Fuerzas Armadas desembarcaron en las Islas Malvinas, recuperando un territorio que había sido ocupado por el Imperio Británico en el siglo XIX, que constituye en Argentina una causa nacional común a todos los sectores del país, contra una potencia considerada imperialista y colonialista. Agotadas las negociaciones para impedir el enfrentamiento bélico el país se vio envuelto en la Guerra de Malvinas, que obró como una tregua para el conflicto social interno. La CGT Brasil, bajo la consigna «Primero la Patria», decidió hacer «un paréntesis en su plan de acción», «con el propósito de no perturbar la gesta de la recuperación soberana de las Malvinas y la lucha entre todos los frentes contra el imperialismo» y destacó «el coraje y la valentía de los soldados que lucharon por las Malvinas y la firme oposición argentina a las absurdas pretensiones del colonialismo caduco», pero sin apoyar la dictadura, a la que contestaba que «Los subversivos de ayer somos los patriotas de hoy», en referencia a la convocatoria del gobierno a la CGT para integrar la delegación de organizaciones civiles que se trasladó a las Islas Malvinas, cuando tres días antes sostenía que la CGT había sido disuelta. Ricardo Pérez, secretario de Prensa de la CGT, aclaraba de este modo la postura de la central sindical:

Deseamos aclarar que no estamos aquí para hacer más fuerte la posición del gobierno argentino, que es una dictadura, que no es un gobierno elegido. Estamos aquí para explicar la posición del pueblo argentino, que ha sentido por largo tiempo que los territorios perdidos debían reconquistarse. Pero la reconquista de las Malvinas no modifica en modo alguno nuestros
serios problemas internos.
Ricardo Pérez

Durante la guerra, en el mes de mayo, los sectores dialoguistas reunidos en la Intersectorial CNT-20, crearon la «CGT Azopardo» y se instalaron en el edificio histórico de la CGT ubicada en la calle homónima, con la anuencia del gobierno militar. La dirección recayó en un cuarteto integrado por Jorge Triaca y Ramón Baldassini por la CNT, y Jorge Luján y Luis Etchezar por la Comisión de los 20.
La derrota en la guerra, formalizada en la rendición del 14 de junio, arrastró a las Fuerzas Armadas a un colapso institucional, que causó la caída de Galtieri y el desbande desordenado de la dictadura. Con el régimen en retroceso, se multiplicaron las huelgas, protestas y movilizaciones reclamando el retorno de la democracia. El 17 de junio Roberto García (taxistas), de la CGT Brasil, declaró a la prensa:

Hay indudablemente una nueva etapa que indiscutible va a transitar el pueblo y uno de los objetivos primordiales es la
vuelta a la democracia, a las instituciones del país.
Roberto García

#### Desbande de la dictadura
El 22 de septiembre de 1982 la CGT Brasil convocó a una huelga general con movilización a Plaza de Mayo bajo el lema «Paz, Pan, Trabajo», con alto acatamiento. El 6 de diciembre de 1982 las dos CGTs realizaron una huelga general apoyada por la Multipartidaria, que tuvo acatamiento total. El 16 de diciembre las CGT participaron en la Marcha de la Multipartidaria por la Democracia reclamando elecciones, con la participación de más de cien mil personas, donde fue asesinado el obrero metalúrgico Dalmiro Flores, afiliado a la UOM, a la vez que su asesino, un policía vestido de civil desde un Falcon verde gritaba «¡Morite, peronista hijo de puta!». El 28 de marzo de 1983 la CGT Azopardo realizó un nuevo paro general. El 22 de septiembre de 1983 la CGT Brasil participó en la III Marcha de la Resistencia organizada por las Madres de Plaza de Mayo.
El 10 de diciembre de 1983, asumió un gobierno democrático presidido por Raúl Alfonsín de la UCR, con la misión de consolidar la democracia manteniendo la continuidad constitucional en el tiempo, algo que nunca se había logrado desde la sanción de la Ley Sáenz Peña de voto secreto y obligatorio en 1912.

## La reconquista de la democracia

### 1983-1989 (Alfonsín)

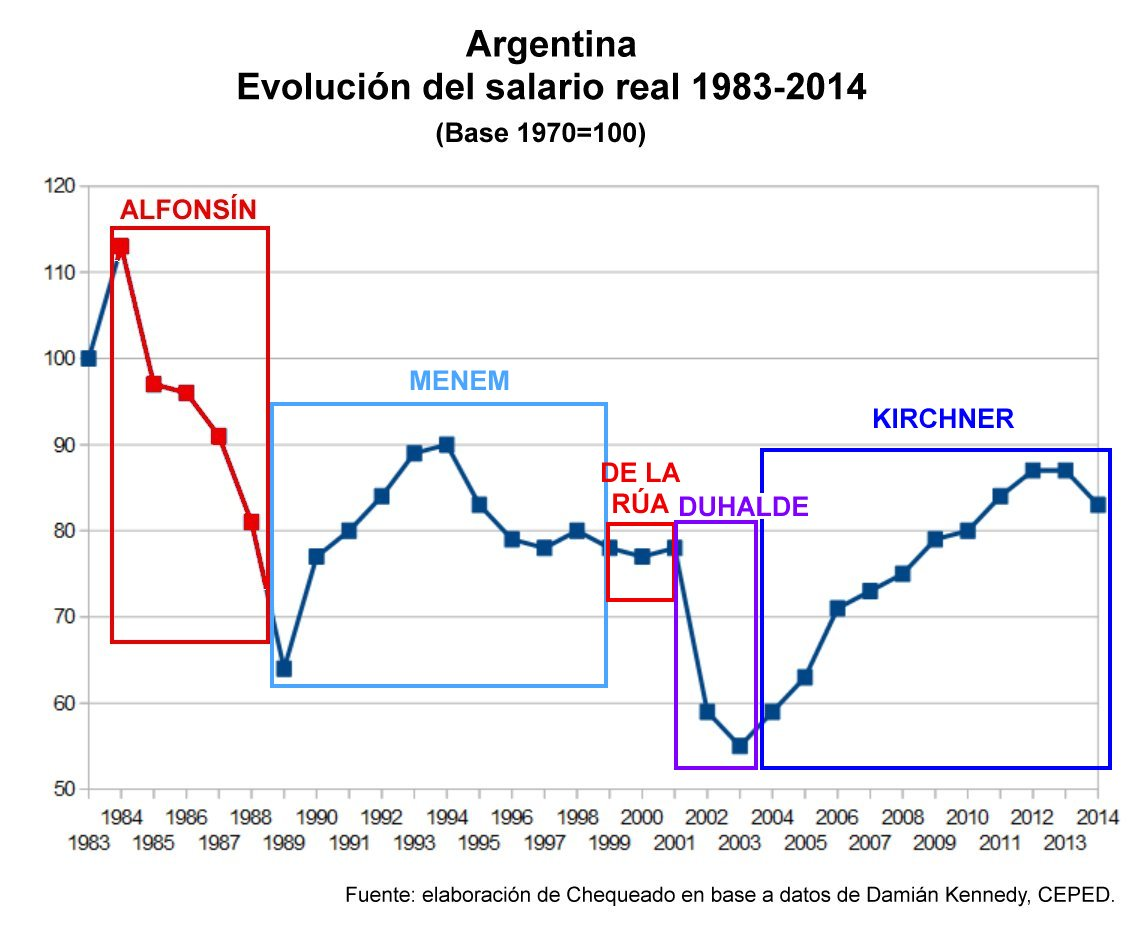
Evolución del salario real entre 1983 y 2014.

Uno de los pilares del discurso de Alfonsín que lo llevó a la victoria en 1983 fue la denuncia de un supuesto "pacto sindical-militar". La denuncia estaba orientada a identificar al peronismo con la dictadura y a subsumir al sindicalismo en el peronismo. Siete días después de asumir el gobierno, Alfonsín declara un enfrentamiento abierto con los sindicatos, enviando al Congreso un proyecto de reforma sindical conocido como «Ley Mucci», con el objetivo reorganizar por ley el sistema sindical, haciendo obligatoria la participación de las minorías en los órganos ejecutivos de los sindicatos, la limitación de los mandatos a no más de tres años con una sola reelección inmediata y la prohibición de administrar las obras sociales sindicales. El proyecto fue aprobado en la Cámara de Diputados pero terminó en un estrepitoso fracaso por no alcanzar la mayoría en el Senado.
El proyecto tuvo el efecto de unir rápidamente a todos los sectores sindicales, restableciendo la CGT única el 25 de enero de 1984 con una conducción cuatripartita (Ubaldini, Borda, Baldassini, Triaca), para responder a la ofensiva del gobierno radical, que será reconocido posteriormente por el propio Alfonsín, como uno de los mayores errores de su gobierno. El gobierno radical mantuvo además en vigencia la ley sindical de la dictadura militar, severamente criticada por la OIT, y se opuso a restablecer los mecanismos de negociación colectiva, con el fin de preservar en manos del Estado el poder de fijar los salarios.
Adicionalmente la reducción del salario real en un contexto de alta inflación, así como el aumento del desempleo y del trabajo no registrado, en el marco de planes de ajuste diseñados por el Fondo Monetario Internacional, crearon las condiciones de un grave conflicto social que se mantuvo durante la mayor parte del gobierno alfonsinista. En 1986 la desocupación y subocupación sumadas llegaron al 12%, una cifra nunca alcanzada antes en los registros oficiales del país, caracterizado históricamente por no estar afectado por la desocupación estructural de masas.
La CGT respondió a la política económica y sindical del gobierno con trece paros generales y grandes movilizaciones, oponiéndose a la continuidad de la llamada «patria financiera» en perjuicio de la producción y el trabajo, que en la mayoría de los casos tuvieron el apoyo de los partidos políticos opositores y las organizaciones de derechos humanos. En los seis años del gobierno radical se realizaron casi cuatro mil huelgas sectoriales y de empresa (67% en el sector público).
En 1984 y 1985 se realizaron las elecciones sindicales para normalizar los sindicatos luego de casi una década de suspensión legal de la actividad sindical. Existían por entonces 1171 sindicatos registrados. En el 70% de las elecciones, incluyendo los diez sindicatos más grandes, se presentaron dos listas o más -ganando en las mitad de los casos la lista opositora-, mientras que las minorías lograron alguna representación también en la mitad de los casos, mostrando así un cambio notable ante la tradición sindical argentina de presentar «lista única». Al finalizar el proceso electoral quedaron delineados tres grandes corrientes sindicales: la Comisión de los 25 (ahora reorganizada como Movimiento de Renovación Sindical Peronista y que confrontaba con los dirigentes sindicales peronistas «ortodoxos» que habían conducido la campaña electoral que finalizó con la derrota electoral del peronismo frente a Alfonsín), las 62 Organizaciones (dirigentes sindicales peronistas «ortodoxos») y el bloque del Grupo de Gestión y Trabajo y la Comisión de los 20 (peronistas, socialistas, radicales).
El 7 de noviembre de 1986 se realizó el Congreso Normalizador de la CGT, doce años después del anterior. Participaron 1478 delegados, pertenecientes a 156 sindicatos o federaciones, que representaban a unos 4 millones de trabajadores sindicalizados. El Congreso sesionó pocas horas y eligió por unanimidad una conducción encabezada por Saúl Ubaldini.
En marzo de 1987 Alfonsín cambió su táctica de confrontación con el movimiento obrero y ofrece el Ministerio de Trabajo a uno de los principales dirigentes sindicales del país, Carlos Alderete, secretario general de Luz y Fuerza y miembro del recién creado Grupo de los 15. Como resultado de este acuerdo, se elabora una nueva Ley Sindical que fue aprobada en 1988 (Ley 23.551), con el apoyo unánime de todos los sindicatos y parlamentarios de todos los partidos políticos, pero fue cuestionada ante la OIT por la UIA, principal organización empresaria, de Argentina. Esta queja será continuada en los años 1990 por la CTA.
En marzo de 1988 el gobierno convocó a la CGT y la UIA a conformar el , Consejo del Salario Mínimo Vital y Móvil, creado en 1964 por el presidente Illia, pero el sector empresarial se negó a participar.. El gobierno insistió en su nueva política de diálogo social y convocó a «paritarias», para restablecer el sistema de negociaciones colectivas, paralizado desde 1975. Como consecuencia se alcanzaron numerosos convenios colectivos, aún reconocibles por la inclusión de la expresión «/89» luego de su número. Las «paritarias» se verían nuevamente suspendidas durante la década de 1990, hasta 2002.
En noviembre de 1989, en un proceso que sorprendió a la Humanidad, cayó el Muro de Berlín, que dio la victoria a los Estados Unidos y sus aliados en la Guerra Fría, completada con el colapso de la Unión Soviética dos años después. El mismo año, se desató en Argentina un proceso hiperinflacionario, que la prensa económica caracterizó como «golpe de mercado», llevando al gobierno de Alfonsín al colapso. En esas condiciones la Unión Cívica Radical perdió las elecciones presidenciales de mayo ante el peronismo y Alfonsín debió entregar el gobierno a su sucesor, seis meses antes de la finalización de su mandato a su sucesor, Carlos Menem. Por primera vez desde que fuera elegido un presidente por la Ley Sáenz Peña de voto secreto y obligatorio, un presidente constitucional transfirió el poder a otro presidente constitucional de un partido distinto.

### Tres centrales (1989-2001)

#### Marco sociopolítico
Durante este lapso se produjeron profundos cambios en el mapa sindical que tienen su correspondiente relación con las mutaciones producidas en la estructura económica y la composición de los asalariados, en el marco internacional de la globalización establecida por Estados Unidos luego de vencer en la Guerra Fría, siguiendo las pautas del Consenso de Washington: privatizaciones, desguace de la infraestructura ferroviaria y naviera, aparición del desempleo masivo, aumento constante del trabajo «en negro» (no registrado), disminución constante del número de obreros industriales, aumento de los trabajadores ocupados en servicios y comercio, tercerización, cuentapropismo, concentración y extranjerización de la riqueza y la propiedad de la tierra, etc.
La convertibilidad peso/dólar eliminó la inflación por primera vez en medio siglo. Simultáneamente de produjo una pérdida de competitividad de la economía, empobrecimiento de la población y la destrucción del tejido social, que se vio reflejada en el aumento exponencial de la criminalidad a partir de 199.
En el segundo semestre de 1998 comenzó la peor recesión económica de la historia argentina, que se extendería hasta 2002, causando la destrucción de una cuarta parte de la riqueza del país. En ese contexto el desempleo aumentó sin parar: 13,8% en 1999, 14,7% en 2000 y 21,5% en 2001, el más alto de la historia. Simultáneamente el trabajo no registrado (empleadores que no hacen los aportes jubilatorios y al sistema de salud de sus trabajadores), la privatización de la seguridad social (AFJPs) y la reducción de la cobertura social por parte del Estado, generó una enorme masa de excluidos, categoría que por su importancia se agregó a la de pobreza.

### Menemismo y división de la CGT
Hasta la derrota electoral de la UCR en las elecciones presidenciales de 1989, si bien existían corrientes sindicales peronistas internas, la CGT conservó su unidad orgánica y su capacidad de liderar grandes huelgas nacionales.
A grandes líneas, en la CGT coexistían tres grandes agrupamientos:
1. el sindicalismo de negociación,
2. el sindicalismo confrontativo peronista ortodoxo,
3. el sindicalismo peronista de perfil socialcristiano.

El acceso al poder de un gobierno peronista después de 13 años de persecución y oposición, abría grandes expectativas en todos los sectores sindicales, frente al histórico hecho de que el sindicalismo era considerado como columna vertebral del peronismo.
Sin embargo el gobierno de Carlos Menem modificó la tradicional relación del peronismo con los sindicatos, apartándolos de los centros de poder y emprendiendo una serie de reformas económicas y laborales, bajo el signo del Consenso de Washington, que impactarán negativamente sobre la situación del trabajo.
Esto producirá una crisis del sindicalismo peronista debido a que cada uno de los sectores que lo integraban emprenderán estrategias diferentes frente al menemismo.
- El sindicalismo de negociación se dividirá en dos grupos:

* los sindicatos menemistas, que apoyaron sin vacilaciones la política gubernamental, lo que les permitirá, entre otras cosas, controlar el sistema de Obras Sociales.
* los sindicatos gordos, los grandes sindicatos, que ante el apoyo masivo de los trabajadores a Carlos Menem, desarrollaron una táctica de preservación, mostrando cierta autonomía frente al gobierno menemista, volcándose al desarrollo de relaciones de negociación colectiva con las grandes empresas, influenciando a sectores no alineados con el menemismo (especialmente Eduardo Duhalde) y conservando buenas relaciones con la oposición, especialmente con la UCR.
- El sindicalismo de confrontación peronista ortodoxo, localizado centralmente en sectores industriales y del transporte privado, buscó obligar al menemismo a restablecer el rol privilegiado del sindicalismo en el interior del gobierno y aplicar una política económica nacionalista.

- El sindicalismo peronista de perfil socialcristiano, cercano a la Central Latinoamericana de Trabajadores (CLAT), tomó una posición de oposición frontal al neoliberalismo y sostuvo una línea en la que se combinan el nacionalismo y latinoamericanismo, "economía social de mercado" y la propuesta de una economía de propiedad mixta, "solidaria y humanista".

Cada uno de estos sectores comenzó a actuar en forma independiente y a poco andar la CGT se fracturó.
El sindicalismo peronista de perfil socialcristiano, fundamentalmente apoyado en uno de los sindicatos públicos (ATE) y una de las federaciones de docentes (CTERA), en 1991 se separa de la CGT para crear el Congreso de los Trabajadores Argentinos (CTA) que se organiza en 1995 definitivamente como Central de los Trabajadores Argentinos (CTA), conducida por el estatal Víctor de Gennaro. En la CTA confluirá también una considerable minoría trotskista y comunista, estimada en el 30% del total de sus miembros.
El sindicalismo de confrontación peronista ortodoxo, en 1994 crea un grupo autónomo dentro de la CGT, el Movimiento de los Trabajadores Argentinos (MTA), y en 1997 se retiran de hecho de la CGT.
Mientras tanto la CGT Oficial pasó a ser controlada por los sindicatos gordos, en detrimento del sindicalismo menemista (Godio).

### CGT (San Martín) y CGT (Azopardo)
El 10 de octubre de 1989 se realizó el congreso de la CGT para elegir autoridades. Debido a las diferencias que existían en el seno del movimiento obrero sobre el gobierno de Menem, no se alcanzó un acuerdo para formar una lista de unidad. Se presentan entonces dos listas, con distintos candidatos a secretario general:
- Guerino Andreoni (comercio). Apoyado por Luis Barrionuevo (gastronómicos), Delfor Giménez (textiles), Carlos West Ocampo (sanidad), Jorge Triaca (plástico), Gerardo Martínez (UOCRA), Juan José Zanola (bancarios), a los que se sumaban los ex renovadores José Pedraza (Unión Ferroviaria), Roberto Digón (tabaco), José Rodríguez (SMATA), Andrés Rodríguez (UPCN) y Oscar Lescano (Luz y Fuerza).
- Saúl Ubaldini (cerveceros). Apoyado por Ricardo Pérez (camioneros), la Juan Manuel Palacios (UTA), la Mary Sánchez (CTERA), Julio Piumato (judiciales), telefónicos, Diego Ibáñez (petroleros), Rubén Pereyra (obras sanitarias), Víctor De Gennaro (ATE), papeleros, Carlos Barbeito (molineros) y la UOM (Lorenzo Miguel).

La lista que apoyaba a Ubaldini impugnó el resultado y la CGT se dividió. Ubaldini declaró entonces que cumpliría con su mandato que tenía fecha de finalización el 7 de noviembre de 1990, permaneciendo el la sede de la CGT, razón por la cual se conoció como CGT-Azopardo. Los sindicatos que eligieron a Andreoni adoptaron el nombre de CGT-San Martín.

### La acción sindical y la protesta social durante el menemismo
Hasta 1995 Carlos Menem cuenta con un gran apoyo de la población, fundamentalmente a partir del hecho de haber controlado la inflación; al principio de su gobierno, ese apoyo es más acentuado en los distritos obreros. Las clases medias de tradición antiperonista, también lo apoyan por sus medida económicas, pero hacia el final de su gobierno, desprestigiado con escándalos de corrupción, vuelven hacia una posición opositora.
La Mesa de Enlace, conformada por la CTA, el Movimiento de Trabajadores Argentinos y la Corriente Clasista y Combativa, desarrollan una serie de movilizaciones y huelgas generales expresando su oposición a las políticas económicas y las reformas de flexibilización laboral en curso.
En 1997 el menemismo es derrotado por la Alianza UCR-FREPASO. En las elecciones parlamentarias de 1997 se produjo un punto de inflexión en la relación del gobierno menemista y el conjunto del movimiento obrero. La CGT se sumó al MTA, la CTA y la Corriente Clasista y Combativa (CCC), en las movilizaciones producidas en 1997 contra la política económica, que fueron radicalizando sus objetivos hasta convertirse en acciones colectivas de crítica al propio presidente Menem.
En 1997 se comienzan a evidenciar las dramáticas consecuencias sociales del abandono del estado de bienestar y del proceso de privatizaciones que produjo el cierre de refinerías, plantas y minas, del 90 % de los ramales ferroviarios, al establecimientos de peajes, etc., afectando la supervivencia de ciudades enteras. El 12 de abril de 1997 cientos de trabajadores desocupados de la ciudad neuquina de Cutral-Co, en su gran mayoría ex obreros petroleros y de la construcción, surgen de la invisibilidad para formar piquetes y cortar con la ruta 17. En la represión muere Teresa Rodríguez. Poco después los piquetes reaparecen en Salta (Tartagal y Mosconi). Al mismo tiempo surgen los piquetes en el partido bonaerense de La Matanza. Fue entonces que aparecen los empleos transitorios bajo el nombre de planes "Trabajar".

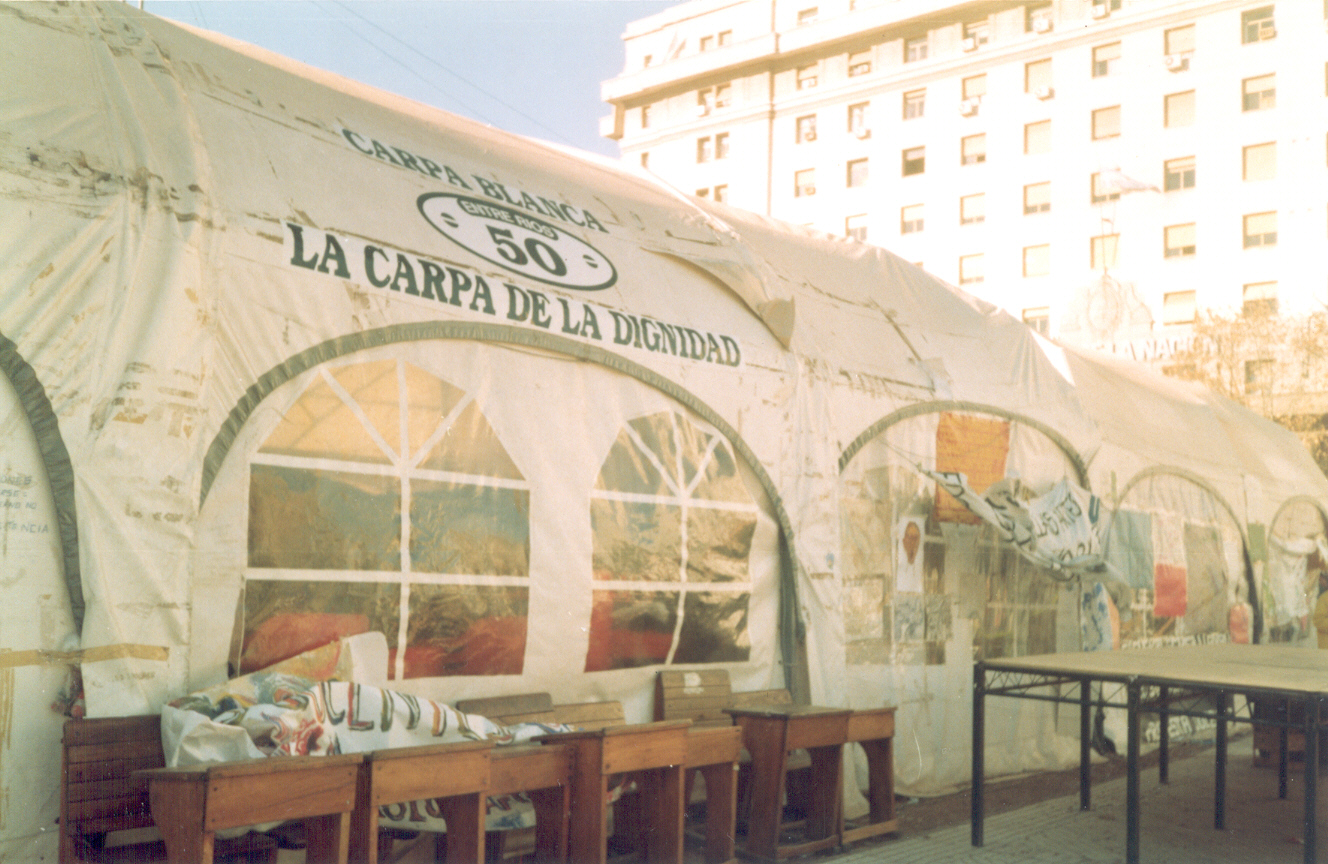
Carpa Blanca docente, 1997.

También en el crucial año de 1997, la CTA organizó la "Carpa Blanca Docente", instalada frente al Congreso Nacional para exigir aumentos salariales y manifestar su oposición a la reforma educativa impulsada por el gobierno menemista. La "Carpa Blanca" se convertirá en un centro de convocatoria de rechazo a las políticas educativas y laborales del gobierno menemista, será un lugar de convocatoria amplia a los partidos de oposición, movimientos de derechos humanos, organizaciones estudiantiles y culturales, etc.
Los movimientos sindicales y sociales antigubernamentales fueron desde entonces constantes. En muchas ocasiones liderados por empleados y trabajadores del sector público provincial (empleados y obreros de los estados provinciales, municipios, trabajadores de la educación, etc.), coligados muchas veces con Seccionales de uniones sindicales o sindicatos locales del sector público, miembros de la CGT (como UPCN, COEMA) y miembros de la CTA (ATE, CTERA).
La CTA, que organiza principalmente a un sector de los empleados públicos y maestros, y tiene una menor inserción entre los trabajadores industriales y de las actividades terciarias privadas, compensó estas debilidades convocando, junto al MTA y la CCC, a diversas organizaciones representativas de la pequeña y mediana empresa, asociaciones de profesionales e intelectuales, la FUA y otras a Marchas Federales y otras formas de estructuración político-social. Logró también constituir en su interior uno de los precursores del movimiento de desocupados, la Federación de Tierra y Vivienda (FTV). Asimismo revitalizó la queja de 1988 de la Unión Industrial Argentina (UIA) en la OIT, para cuestionar la ley sindical y el modelo de sindicatos amparados por una personería sindical.
Las elecciones presidenciales de 1999, marcan la ruptura de la Mesa de Enlace. Tanto la CTA como el MTA participaron activamente en apoyar a La Alianza (UCR, FREPASO, PS, etc.) y la candidatura de Fernando de la Rúa contra la que presentaba el peronismo, representado por Eduardo Duhalde, mientras que la CCC tomó partido por la abstención, el voto en blanco o nulo, en la lucha por un Argentinazo.
La Alianza ganó las elecciones con un programa de centro-izquierda, pero continuó aplicando las políticas que caracterizaron al gobierno de Menem, inspiradas en el Consenso de Washington, con un protagonismo importante del Fondo Monetario Internacional. El punto culminante de esta evolución fue la asunción de Cavallo, padre de las transformaciones económicas del menemismo, como ministro de Economía de la Alianza en 2001. La recesión económica comenzada a fines de 1998, agravada por la convertibilidad del peso con el dólar, se irá agravando día tras día hasta explotar en 2001/2002.
En su primera semana en el gobierno La Alianza enfrentó una protesta de trabajadores estatales correntinos que cortaron el estratégico puente Resistencia - Corrientes, recurriendo a la Gendarmería para desalojarlo mediante una violenta represión que causó dos muertos.
El 16 de marzo de 2000, se produce la división institucional de la CGT en dos conducciones, que formaliza la separación del MTA. A partir de ese momento existe las denominadas CGT-oficial (Secretario General Rodolfo Daer), y CGT-disidente (Secretario General Hugo Moyano).
En mayo de 2000, tras otra violenta represión de la Gendarmería y la policía local, se produjo una sublevación de la población de Gral. Mosconi (Salta) destruyó y quemó las oficinas públicas. La CGT convoca la primera huelga general contra La Alianza el 5 de mayo, realizando la segunda el 9 de junio y la tercera los días 23 y 24 de noviembre.
En octubre de 2000 se realizó un paro patronal rural de 6 días organizada por la Federación Agraria, Coninagro y Confederaciones Rurales Argentinas (CRA). En noviembre, una nueva acción de los piqueteros en Gral. Mosconi, fue reprimida por la policía causando la muerte de Aníbal Verón.
Ya en 2001, el 21 de marzo, se produce el cuarto paro general (convocada por la CGT disidente y con la adhesión de la CTA y la (Corriente Clasista y Combativa)), al tiempo que la Iglesia Católica comienza a impulsar el diálogo entre la dirigencia política, empresarial y sindical, dando origen a una secuencia de procesos de concertación y diálogo social, para intentar generar consensos fundamentales para salir de la crisis.
En abril se desató la crisis de la privatizada Aerolíneas Argentinas, con el despido de 250 y el anuncio de 1.350 más, que desencadenó una muy importante y exitosa lucha sindical que se en la que los sindicatos de las tres centrales y los autónomos actuaron con una estricta unidad. Después de que se dictara la conciliación obligatoria, los despedidos fueron reincorporados y la SEPI emplazó a los siete gremios involucrados en el conflicto a firmar un acuerdo para realizar un plan de ajuste con rebajas salariales y nuevas condiciones laborales.
En la primera mitad del 2001 continúan los piquetes en el cordón del Gran Buenos Aires, que tienen su punto máximo en el corte prolongado de La Matanza, cuando durante 18 días desocupados organizados en la (Corriente Clasista y Combativa) y el FTV se mantienen en la ruta logrando arrancar al gobierno importantes conquistas. Al mismo tiempo, se suceden los cortes de ruta en todo el país, y el 31 de julio se realiza la primera marcha de desocupados a Plaza de Mayo.
En agosto los piqueteros organizan cortes de ruta de dos días en dos semanas consecutivas, y la CTA declara un paro general en apoyo de los piqueteros. El 29 de agosto las dos CGT organizaron un multitudinario acto en Plaza de Mayo, actuando en forma conjunta por primera vez desde 1996.
El 12 de diciembre se realiza el paro nacional activo convocado por las dos CGT, que para muchos es el comienzo de las puebladas del 19 y 20 de diciembre. Los obreros de Terrabussi, Ford y Vollkswagen cortan la Ruta Panamericana junto a desocupados y jubilados de la CCC (Corriente Clasista y Combativa), en lo que fue el hecho más destacable de la jornada.

### Actualidad
En julio de 2008, el polémico sindicalista gastronómico Luis Barrionuevo, quien por falta de suficientes apoyos, no pudo conformar ni presentar una lista opositora a Hugo Moyano para la candidatura a Secretario General, fundó una agrupación política a la que denominó CGT Azul y Blanco, integrada por unos sesenta sindicatos, en general pequeños, sobre unos 2000 que tienen personería gremial. La agrupación pretendía ser considerada como una nueva central y anunció que solicitaría el reconocimiento del Ministerio de Trabajo, Empleo y Seguridad Social. No fue considerada su incorporación, tampoco consiguió reconocimiento de la región latinoamericana como internacional
La creación de la agrupación, pretendió sin éxito ser una nueva central sindical a la que existen en el país (las otras dos son la CGTRA y la CTA). En general no se le conocen decisiones de envergadura ni ostenta una vida orgánica o periódica importante debido a que su criticado alineamiento con el diputado De Narváez al que no se le reconoce origen peronista puso en dudas el futuro del emprendimiento.
La etapa 2004 - 2012 se caracterizó por la recuperación del poder de negociación económico-corporativo del movimiento sindical, y su recomposición como actor sociopolítico, lo cual significó el retorno de antiguas instituciones del mundo del trabajo, como las convenciones colectivas, de la mano del crecimiento del empleo durante buena parte del periodo.

## Movimiento obrero argentino y Mercosur
El Mercosur fue fundado en los años 1990 (Tratado de Asunción, 1991) inspirado en un modelo estrictamente comercial de la integración Consenso de Washington. Por esa razón, en sus inicios, la dimensión sociolaboral estuvo completamente ausente del MERCOSUR.
Sin embargo, y a partir de una notable agilidad demostrada por el sindicalismo se fueron creando una serie de organismos sociolaborales (OSL) que han ido conformando lo que puede denominarse el “modelo social MERCOSUR”, de rasgos profundamente originales.
En este proceso hay que destacar la acción de la Coordinadora de Centrales Sindicales del Cono Sur (CCSCS), y dentro de ella el papel desempeñado por la CGT argentina, la CUT brasileña, y el PIT-CNT uruguayo, sumándose posteriormente la CTA. Creada en los años 1980 con el fin de responder a las amenazas que emergían en contra de la democracia en la región, reapareció en los años 1990 para hacer frente al desafío del MERCOSUR, con una gran vitalidad.
Como resultado de la acción sindical en el Mercosur principalmente en el SGT 10 (Subgrupo de Trabajo 10), el MERCOSUR ha transformado su estructura orgánica original, mediante la creación de diversos organismos sociolaborales (OSL): el Foro Consultivo Económico Social (FCES), Las Comisión Sociolaboral (CSL), el Observatorio del Mercado de Trabajo (OMT). También hay que destacar las implicancias de la Declaración Sociolaboral (DSL) del MERCOSUR, sancionada con apoyo tripartito en 1998 a partir de una iniciativa sindical, que llevó a la creación de la CSL, ya mencionada.